# Košice
Pour les articles homonymes, voir Košice (homonymie).
Vous lisez un « bon article » labellisé en 2010.
Košice (prononcé en slovaque [ˈkɔ.ʃɪ.t͡sɛ] , allemand : Kaschau, hongrois : Kassa [ˈkɒʃ.ʃɒ]), appelée parfois Cassovie ([ka.sɔ.vi]) en français sur la base du nom latin Cassovia, est la deuxième ville de Slovaquie par sa population et était la cinquième de l'ancienne Tchécoslovaquie.
Située sur la rivière Hornád, carrefour routier et ferroviaire, Košice est la capitale régionale de la région de Košice (Košický kraj) mais elle étend son influence au-delà des frontières régionales à toute la Slovaquie orientale. La ville est le siège de plusieurs universités, de la Cour constitutionnelle de Slovaquie et des diocèses catholique romain (depuis 1995 archidiocèse) et catholique grec.
Le centre-ville s'articule autour de la rue Hlavná, rendue piétonne depuis 1986. Celle-ci comprend de nombreuses maisons, palais aristocratiques et églises mêlant les architectures gothiques, baroques ou art nouveau avec en son centre la plus grande église de Slovaquie, la cathédrale Sainte-Élisabeth. Le tout constitue le plus grand centre historique protégé de Slovaquie.
Ville royale, chef-lieu historique du comitat de Abaúj, c'est la première ville d'Europe à s'être vu attribuer des armoiries.
Košice démontre actuellement son regain d'attractivité en devenant pour un an capitale européenne de la culture en 2013 avec Marseille.

## Toponymie

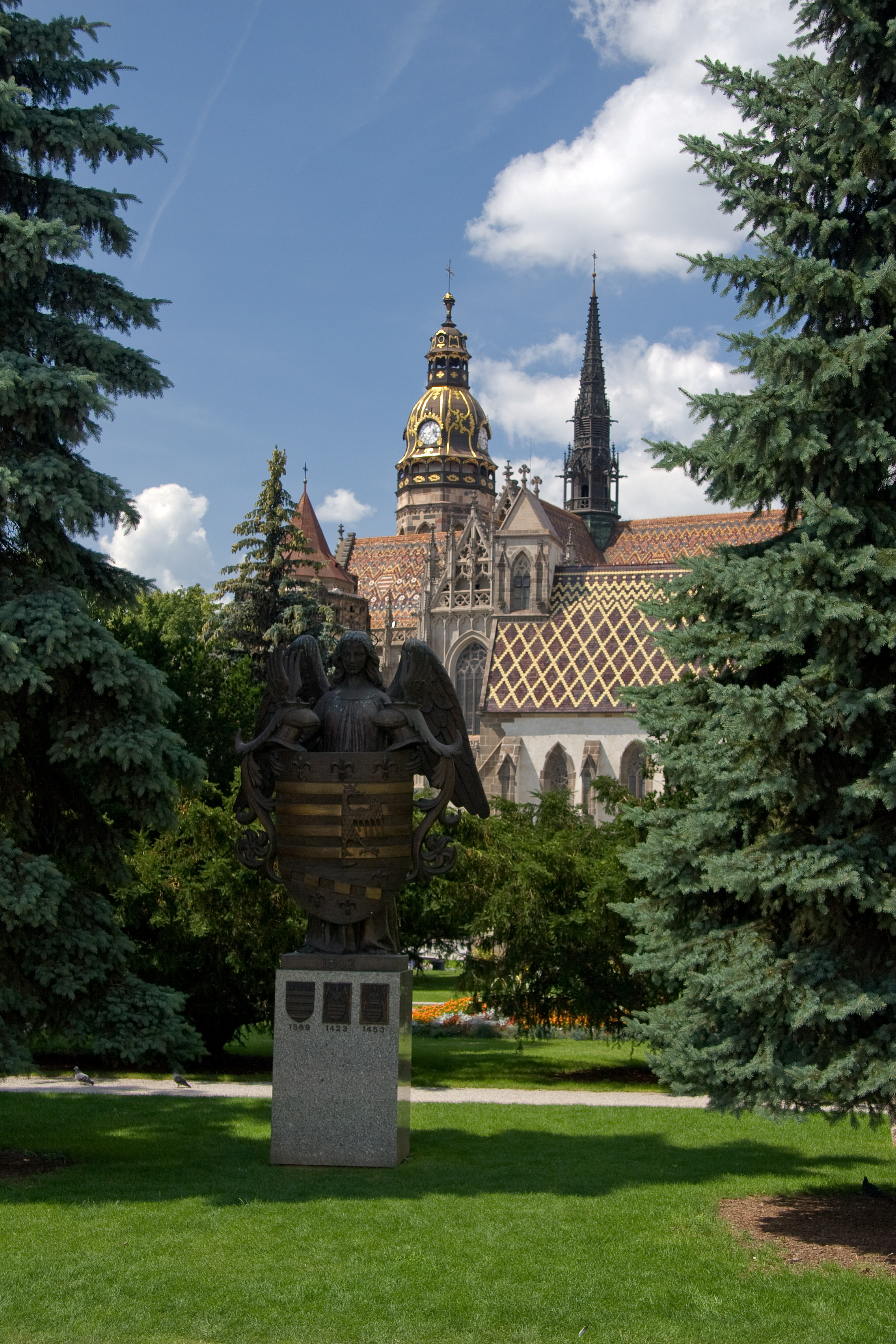
Stèle comportant les armoiries de la ville et Cathédrale.

Le premier document écrit faisant mention de l'implantation d'une communauté est daté de 1230 sous le nom de « Villa Cassa ». Les autres anciennes formes rencontrées du nom Košice sont Cassa, Kassa et Kossa. L'origine la plus probable est slave en lien avec le fauchage (kosa la faux, kosačky le faucheur) pouvant avoir donné le patronyme Kosa ou Koša, le toponyme Košice signifiant alors « les gens de Koša ». Le bassin de Košice était habité par des slaves occidentaux à l'époque de l'arrivée des Hongrois (qui l'appelèrent Kassa) et des colons germaniques (qui l'appelèrent Kaschau). La forme latinisée Cassovia et son adjectif Cassoviensis apparaissent dans les documents de la Renaissance et sont à l'origine de la forme francisée Cassovie qui fut utilisée jusqu'à la Seconde Guerre mondiale mais est aujourd'hui très rare et remplacée par le nom local ; mais en 1781, on pouvait lire dans l'Encyclopédie, ou Dictionnaire raisonné des sciences, des arts et des métiers de Diderot et D’Alembert : « CASSOVIE ou CASCHAU, (Géog.) ville forte de la haute Hongrie, capitale du comté d’Abanwyvar. Long. 38. 28. lat. 48. 38. ».
Le tableau suivant reprend les noms locaux officiels de la ville à différentes époques :
| Années | Noms                  | Années      | Noms                               |
| ------ | --------------------- | ----------- | ---------------------------------- |
| 1230   | Kassa                 | 1420        | Caschowia                          |
| 1257   | Cassa                 | 1441        | Cassovia, Kassa, Kaschau, Košice   |
| 1261   | Cassa, Cassa-Superior | 1773        | Cassovia, Kassa, Kaschau, Kossicze |
| 1282   | Kossa                 | 1786        | Cassovia, Kascha, Kaschau, Kossice |
| 1300   | Cossa                 | 1808        | Cassovia, Kaschau, Kassa, Kossice  |
| 1307   | Cascha                | 1863–1913   | Kassa                              |
| 1324   | Casschaw              | 1920–1938   | Košice                             |
| 1342   | Kassa                 | 1938–1945   | Kassa                              |
| 1388   | Cassa-Cassouia        | 1945-1948   | Košice                             |
| 1394   | Cassow                | depuis 1948 | Košice                             |

On la surnomme en outre Ville de la tolérance et de la paix.

## Géographie

### Situation

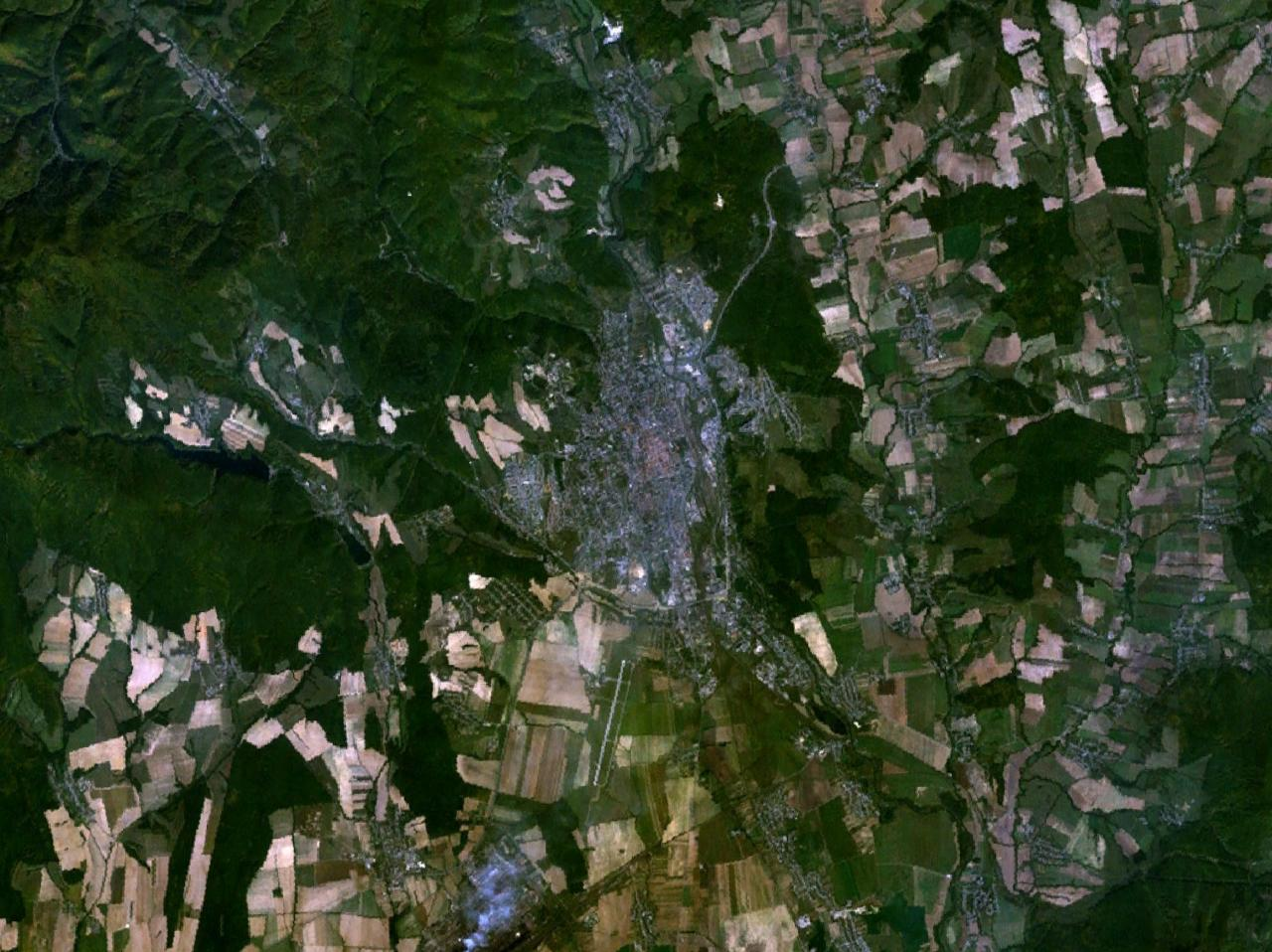
Image satellite.

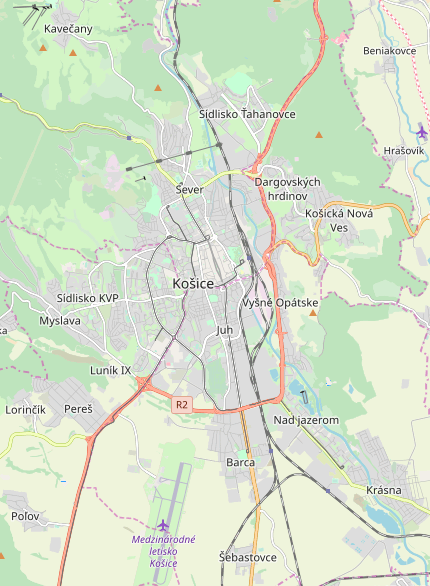
Plan d'ensemble.

Košice est située dans une cuvette ouverte vers le sud dans laquelle coule la rivière Hornád, un sous-affluent de la Tisa. Elle est encerclée par les montagnes de la Čierna Hora au nord et les collines des Volovské vrchy à l'ouest, ces deux formations faisant partie de l'ensemble des monts Métallifères slovaques. À l'est, les collines de Slanec (Slanské vrchy) ferment le paysage.
L'altitude moyenne du territoire de la ville est de 208 m, le point le plus bas est à 184 m sur la rivière Hornád et le plus élevé culmine à 851 m au sommet de la colline dénommée Vysoký vrch. Les zones bâties se situent dans la cuvette à une altitude de d'environ 200 m seuls quelques quartiers périphériques sont construits sur les versants des collines environnantes jusqu'à une altitude de 300 m. La superficie du territoire de la ville est de 24 382 ha dont 9 270 ha (38 %) étaient toujours en 2003 des terres agricoles. Au nord et à l'ouest de la ville, dans les massifs des Volovské vrchy et de la Čierna Hora, la ville exploite 19 432 ha de forêts qui dépassent ses frontières administratives, ce qui en fait le second propriétaire forestier d'Europe centrale non étatique après la ville autrichienne de Vienne.
La ville forme un carrefour entre les différents états voisins de la Slovaquie ; en effet, celle-ci n'est située qu'à 20 km de la Hongrie, 80 km de l'Ukraine, et 90 km de la Pologne, pays avec lesquels elle a des échanges économiques importants. Néanmoins, elle souffre de la distance relativement grande avec les principales capitales de la région car si Budapest, la capitale de la Hongrie, n'est qu'à 260 km, Bratislava, la capitale slovaque, est elle à 402 km. La distance qui la sépare de Vienne est à peine supérieure à celle de Bratislava (478 km) et Prague, l'ancienne capitale de la Tchécoslovaquie, est à 675 km. Toutes ces villes se situent nettement à l'ouest de la ville de sorte que celle-ci reste à l'écart des routes commerciales qui les relient.
Košice est la deuxième ville de Slovaquie après Bratislava par sa population et la cinquième de l'ancienne Tchécoslovaquie après Prague, Bratislava, Brno et Ostrava. La ville la plus proche dépassant la population de la ville est Budapest. Au niveau européen, il est difficile de comparer la taille des villes en raison de statistiques organisées par chaque état à des dates et pour des organisations territoriales parfois hétérogènes. Néanmoins, le site city mayors la place en 274e position dans sa liste des villes européennes.
Tableau reprenant les trois plus grandes villes de Slovaquie selon la population et la superficie :
|                     | 1er position              | 2e position               | 3e position          |
| ------------------- | ------------------------- | ------------------------- | -------------------- |
| Selon la population | Bratislava (428 791 hab.) | Košice (233 659 hab.)     | Prešov (91 273 hab.) |
| Selon la superficie | Bratislava (367,66 km2)   | Vysoké Tatry (359,79 km2) | Košice (242,8 km2)   |

### Communes limitrophes
Le territoire de la ville est limité par 26 communes. Toutes ces communes sont des communes rurales et il n'y a pas de continuité du tissu urbain avec ces communes.
| Košická Belá Veľká Lodina                | Sokoľ Kostoľany nad Hornádom Družstevná pri Hornáde | Budimír Beniakovce                                        |
| Malá Ida Baška Nižný Klátov Vyšný Klátov | Košice                                              | Hrašovík Košické Oľšany Sady nad Torysou Košická Polianka |
| Šemša Veľká Ida                          | Haniska Sokoľany Bočiar Seňa                        | Vyšná Hutka Nižná Hutka Nižná Myšľa Kokšov-Bakša Valaliky |

### Hydrographie
On compte pas moins de 28 cours d'eau sur le territoire de la ville, appartenant tous aux bassins des rivières de Hornád, Slaná et Tisa. Trois d'entre eux sont des rivières : Hornád, Ida et Torysa, cette dernière ne formant qu'une petite partie de la frontière est de la ville. Le nombre des ruisseaux s'élève à 22 dont 18 ont leur source à Košice ; les plus importants d'entre eux sont Myslavský potok et Čermeľský potok. Au Moyen Âge, ce dernier traversait dans sa longueur la rue principale de la ville (Hlavná) avant d'être dévié en amont. Trois canaux ont également été creusés dans les zones agricoles du sud de la ville. L'écoulement se fait de manière générale du nord vers le sud. Le barrage de Ružín en amont de la ville près du village de Malá Lodina permet de réguler la rivière Hornád. Malgré celui-ci, certains quartiers de la ville ont subi des inondations début juin 2010.

### Géologie
La ville se situe dans le système alpino-himalayen ou système téthysien, le sous-système des Carpates, la province des Carpates occidentales et la sous-province des Carpates occidentales intérieures, en partie dans la dépression de Lučenec-Košice et dans la région des monts Métallifères slovaques. La structure géologique locale est dominée par la faille de Košice s'étendant du nord au sud et séparant les monts Métallifères slovaques des Slanské vrchy, monts d'origine volcanique. Cette faille s'est formée au Miocène à l'époque de l'activité volcanique des monts de Slanec (Slanské vrchy). La zone affaissée par cette faille est appelée cuvette de Košice et est recouverte de sédiments d'Argile du Miocène. La région des monts Métallifères slovaques au nord et à l'ouest de la ville repose sur des roches plus anciennes du Mésozoïque et du Paléozoïque. Parmi les richesses minérales de la ville, on peut citer la magnésite qui fut exploitée jusqu'en 1997 et la pechblende non exploitée à proximité de la montagne Jahodná.

### Climat
Le climat de Košice est de type continental tempéré avec quatre saisons bien distinctes. Les températures moyennes varient de −3 °C en janvier à 19 °C en juillet avec une moyenne annuelle qui se situe entre 8,4 et 8,7 °C. Le total annuel des précipitations est de 600 à 650 mm. Le nombre moyen d'heures d'ensoleillement est de 2 053,20 par an et le taux moyen d'humidité de 76,1 %. Les extrêmes de températures enregistrées à Košice sont pour la plus élevée de 38,5 °C le 20 juillet 2007, et la plus basse de −30,5 °C la Nuit du 16 février 1940 au 17 février 1940.
| Mois                                  | jan.       | fév.       | mars       | avril     | mai       | juin      | jui.      | août      | sep.      | oct.       | nov.      | déc.       | année      |
| ------------------------------------- | ---------- | ---------- | ---------- | --------- | --------- | --------- | --------- | --------- | --------- | ---------- | --------- | ---------- | ---------- |
| Température minimale moyenne (°C)     | −4,3       | −3,2       | 0,3        | 5,2       | 9,8       | 13,4      | 15        | 14,8      | 10,3      | 5,7        | 1,7       | −2,8       | 5,5        |
| Température moyenne (°C)              | −1,9       | 0,2        | 4,9        | 10,7      | 15,3      | 18,9      | 20,7      | 20,7      | 15,6      | 10         | 4,7       | −0,8       | 9,9        |
| Température maximale moyenne (°C)     | 0,6        | 3,5        | 9,6        | 16,3      | 21        | 24,6      | 26,4      | 26,5      | 20,9      | 14,5       | 7,8       | 1,4        | 14,4       |
| Record de froid (°C) date du record   | −26,9 1954 | −30,5 1940 | −17,1 1952 | −7,2 1996 | −2,6 1952 | −0,4 1977 | 4,2 1960  | 2,6 1948  | −3,4 1977 | −11,1 1946 | −14 1975  | −21,3 1973 | −30,5 1940 |
| Record de chaleur (°C) date du record | 13,1 2002  | 16,5 2021  | 25,4 1974  | 29 1950   | 31,7 2007 | 34,6 2021 | 38,5 2007 | 37,4 1952 | 34,1 2015 | 26,6 2011  | 22,4 2018 | 13,4 1958  | 38,5 2007  |
| Nombre de jours avec gel              | 28         | 23         | 14         | 2         | 0         | 0         | 0         | 0         | 0         | 4          | 15        | 25         | 114        |
| Précipitations (mm)                   | 25,8       | 27,7       | 25         | 42,2      | 76,7      | 88,8      | 107,8     | 80,5      | 53,7      | 51,6       | 42,9      | 34,8       | 657,7      |
| Nombre de jours avec précipitations   | 6,5        | 6,1        | 5,3        | 7,5       | 10        | 10,1      | 10,6      | 7,6       | 7,4       | 7,5        | 7,2       | 7,4        | 93,2       |
| Nombre de jours d'orage               | 0          | 0          | 0          | 1         | 5         | 6         | 6         | 5         | 2         | 1          | 0         | 0          | 26         |

| Diagramme climatique                                  |             |          |             |           |              |             |              |              |             |            |             |
| J                                                     | F           | M        | A           | M         | J            | J           | A            | S            | O           | N          | D           |
| 0,6−4,325,8                                           | 3,5−3,227,7 | 9,60,325 | 16,35,242,2 | 219,876,7 | 24,613,488,8 | 26,415107,8 | 26,514,880,5 | 20,910,353,7 | 14,55,751,6 | 7,81,742,9 | 1,4−2,834,8 |
| Moyennes : • Temp. maxi et mini °C • Précipitation mm |             |          |             |           |              |             |              |              |             |            |             |

Toutes les données du tableau de relevés météorologiques sont calculées sur 19 ans à l'exception des données relatives aux précipitations qui le sont sur 40 ans.

### Environnement
Le centre-ville ne compte qu’un seul parc. Le nom de celui-ci a régulièrement varié au cours du temps bien qu’il n’ait qu’une centaine d’années, période à laquelle il a remplacé des jardins privés. Il fut tour à tour appelé Széchenyi liget durant les périodes hongroises de la ville, Sokolský sad dans l’entre-deux-guerres et parc général Petrov sous le communisme. Il est maintenant simplement appelé parc urbain (slovaque : Mestský park). Un second parc de 9,7 ha dans lequel se trouvent trois châteaux est situé dans le quartier de Barca au sud de la ville. De nombreux espaces verts sont présents dans les quartiers périphériques entre les immeubles à appartements.
Le véritable poumon vert de la ville se situe à l’ouest et au nord de celle-ci : il s'agit d'un parc forestier de 4 573 ha qui correspond à environ un quart de la superficie de forêt que possède la ville. On y trouve de nombreux lieux de relaxation dont des sentiers balisés pour cyclistes et randonneurs, une ligne de chemin de fer touristique ou des pistes de ski. Ces forêts comportent un territoire protégé d'importance européenne depuis 2004 grâce à la présence de biotopes d'importance européenne comprenant des espèces protégées au niveau européen. Six réserves naturelles sont comprises dans ce territoire dont une, la réserve de Vysoký vrch, se situe en grande partie sur le territoire de la ville. Elle couvre une superficie de 36,52 ha et a reçu son statut de protection en 1993.
La firme Kosit a.s. est chargée de la gestion des déchets communaux ainsi que de l’entretien des voiries en été comme en hiver. Son capital est détenu à 34 % par la ville et 66 % par deux entreprises privées. Elle gère un incinérateur d’une capacité de 150 000 t inauguré en 1991. L’énergie produite est distribuée sous forme d’eau chaude pour le chauffage des habitations.
Deux entreprises furent des sources d'importantes pollutions industrielles. La décision de fermer la mine de magnésite de la colline de Bankov et l'usine de traitement de cette dernière à cause de leurs nuisances a été prise en 1993. Depuis, le site est abandonné et attend une dépollution et une revalorisation. Le complexe sidérurgique U. S. Steel Košice est toujours en activité. Éloigné de plus de 10 km du centre-ville, des investissements ont été réalisés ces dernières années pour répondre aux normes plus sévères mises en place en Slovaquie sur base des directives européennes aussi bien du point de vue de la qualité de l'air, des rivières que de la pollution des sols autour de l'usine.

## Histoire

### Armoiries
Le 7 mars 1369, le roi Louis Ier de Hongrie conféra à Košice dans une bulle des armoiries qui deviendront les plus anciennes conférées à une ville. En 1423, le roi Sigismond Ier du Saint-Empire conféra à la ville ses deuxièmes armoiries et ses premiers privilèges en ajoutant au chef trois fleurs de lys. Les seconds privilèges furent accordés en 1453 par le roi Ladislas Ier de Bohême en y apposant une couronne d'or. Les troisièmes et derniers privilèges furent ceux du roi Vladislas IV de Bohême en 1502 qui compléta les armoiries et ajouta dans la pointe les armes de son épouse Anne de Foix.

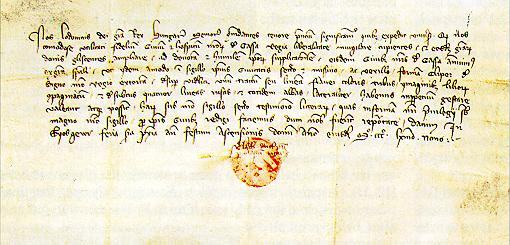
Première bulle de 1369 de Louis Ier de Hongrie.
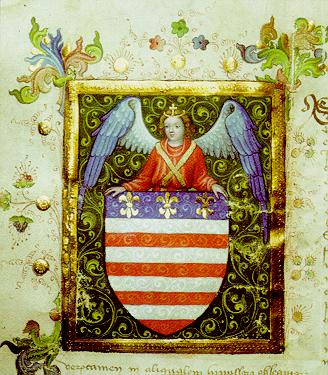
Miniature des armoiries de 1423 de Sigismond Ier du Saint-Empire.
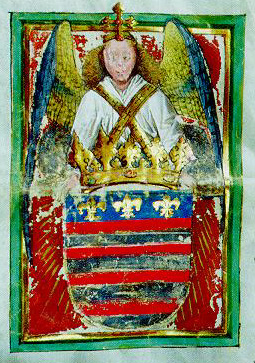
Miniature des armoiries de 1453 de Ladislas Ier de Bohême.
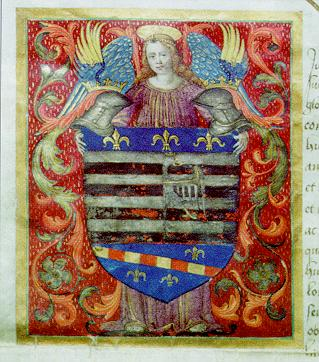
Miniature des armoiries de 1502 de Ladislas Ier de Bohême.

| Armoiries de Košice | Les armes de Košice se blasonnent ainsi : « Fascé de gueules et d'argent de huit pièces chargé d'un demi-aigle d'argent becquée, languée, membrée, liée et couronnée d’or dans la moitié senestre, au chef d'azur à trois fleurs de lis d'or et à la champagne d'azur à la bande componée d'or et de gueules de huit pièces ». Le drapeau de la ville est composé de deux bandes horizontales jaune et bleu avec au centre les armoiries de la ville. La patronne de la ville est Sainte Élisabeth de Hongrie. Il apparaît dans un écrit du pape Martin IV de 1283 que la paroisse lui est déjà dédiée. |  |

### Occupation du territoire avant la fondation de la ville
Les archéologues ont trouvé de nombreuses traces, notamment à Barca, montrant que la région était habitée à l'âge de la pierre et l'âge du bronze. Selon toute vraisemblance, les Celtes auraient commencé à s'installer dans la région vers 300 av. J.-C., les Germains autour du IIIe siècle apr. J.-C., les Avars au IVe siècle apr. J.-C. et les Slaves à partir du Ve siècle apr. J.-C.. Des tombes slaves et avares des VIe - VIIIe ont été trouvées dans les localités de Barca, Kechnec, Šebastovce et Valaliky. Les slaves occidentaux bâtirent dans la région plusieurs villages fortifiés gravitant autour de la Grande-Moravie aux IXe siècle et Xe siècle sans qu'il soit possible de déterminer si la cuvette de Košice en était une partie intégrante ou seulement sous influence culturelle de celle-ci. On a retrouvé ces forts dans les localités de Seňa, Barca et à Krásna, actuellement Krásna nad Hornádom, sur le futur site d’un monastère bénédictin.
Le nom du comitat hongrois Abaújvár, organisation administrative qui perdure en Hongrie sous le nom de Borsod-Abaúj-Zemplén, est lié à l’implantation progressive des Hongrois dans la région. En effet, újvár, à proximité du village de Abaújvár, signifie « nouveau fort », par opposition au Óvár, ancien fort slave situé à Seňa, et fut construit durant le court règne de Samuel Aba entre 1041 et 1044. Cette époque est aussi marquée par la christianisation des slaves et des hongrois qui abandonnent alors leurs croyances antérieures, respectivement pravoslave et tengriste. Une première organisation en diocèse date de la Grande Moravie, organisation renouvelée par le roi Étienne Ier peu après l'an mil. Dans la région, le monastère de Krásna, fondé en 1143, marque l’implantation définitive du christianisme.

### Moyen Âge

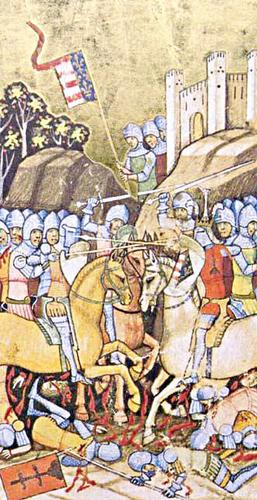
Bataille près de Rozhanovce.

À partir de la seconde moitié du XIIe siècle, Košice fut sous la domination de la dynastie hongroise des Árpád. La ville fut fortifiée à la fin du XIIe siècle par le roi Émeric de Hongrie.
Les invasions mongoles n'épargnèrent pas la région : en 1241, une bataille eut lieu à Jasov à 22 km de Košice. Le roi Béla IV de Hongrie, après ces invasions, repeupla le pays dévasté en faisant appel à des colons allemands établis comme hôtes (hospites), qui jouissaient déjà d’un statut particulier daté du 13 juin 1249. En 1250, les dominicains installèrent leur premier couvent sur le territoire de l'actuelle Slovaquie. L'église qui fut construite à l'époque est le plus ancien bâtiment de la ville encore visible de nos jours et le couvent qui jouxte l'église est toujours occupé par l'ordre des Prêcheurs. De nouvelles fortifications furent entreprises vers 1270 sous le règne d'Étienne V et en 1290, André III était en possession d'une place forte de 21 ha, ce qui en fit la localité fortifiée la plus orientale de l'Europe catholique. C'est cette année-là que fut conféré le statut de ville.
En 1301, à la mort d'André III et à l'extinction de la dynastie des Árpád, la ville connut une période d'instabilité. La ville prit d'abord le parti de Ladislas V dans la guerre de succession qui l'opposait à Charles Robert d'Anjou. Cependant, en 1307, la ville changea de camp et soutint Charles Robert d'Anjou qui fut nommé roi en 1308. Le 15 juin 1312, Máté Csák qui contestait toujours le pouvoir royal engagea une bataille à Rozhanovce avec Charles Robert d'Anjou qui ne fut sauvé que par un renfort venant de Košice.
La paix revenue sous la dynastie des Anjou, le centre urbain a continué à prendre de l'importance et en 1342 et 1347 les privilèges de ville royale lui furent accordés. La ville se développa au XVe siècle sous les rois Sigismond Ier du Saint-Empire (1386-1437), avec notamment la construction de la cathédrale, et Matthias Ier de Hongrie (1458-1490). La population atteignit un maximum de 10 000 habitants vers la fin de son règne (vers 1480) dans une Europe encore très peu urbanisée. En Autriche-Hongrie, seules deux villes en 1400 et cinq en 1500 dépassaient 10 000 habitants.

### Années de crise auxXVIeetXVIIesiècles

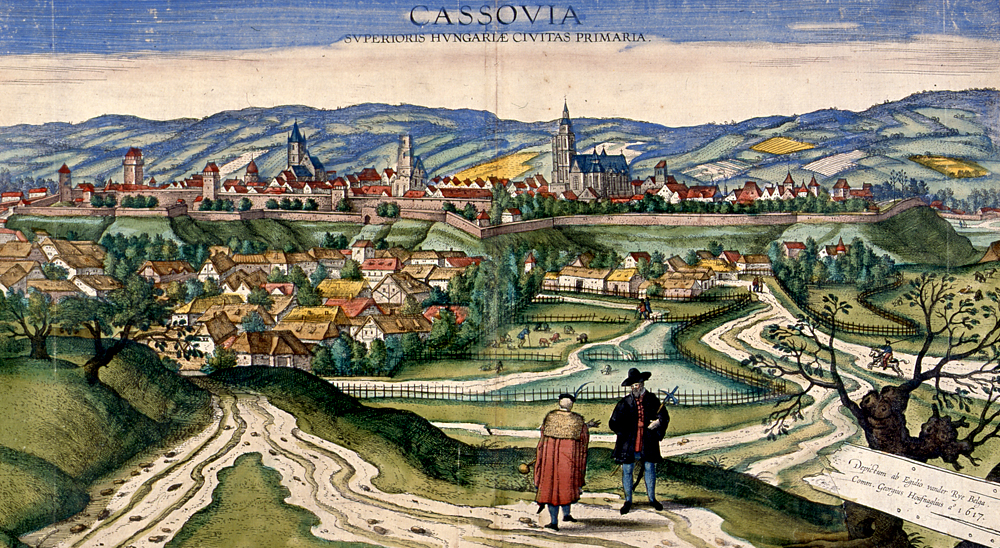
Cassovia Superioris Hungariae Civitas Primaria Košice capitale de la Haute Hongrie en 1617.

Aux XVIe et XVIIe siècles, à la suite des menaces d'invasions turques et aux troubles religieux de la réforme et de la Contre-Réforme, la ville a vu ralentir son expansion.
La défaite des Hongrois à la Bataille de Mohács en 1526 fit remonter la frontière turque vers le nord. De nombreux Hongrois fuyant les Turcs s'installèrent dans la région à cette époque. En 1556, un incendie affaiblit la position des catholiques en faveur des protestants, nombreux parmi les populations d'origines allemandes (luthériens) et hongroises (calvinistes) en détruisant de nombreux édifices religieux. Néanmoins, à la suite de l'occupation de la ville d'Eger, l'évêché est déplacé à Košice en 1597 dans une ville à grande majorité protestante.
C'est l'Empereur autrichien Rodolphe II qui entama la reconquête catholique. En 1603, un coup de force de ce dernier pour reprendre la cathédrale aux mains des protestants mena à la révolte de Étienne II Bocskai, la première des Hongrois contre les Habsbourg. Plus tard, Košice a joué un rôle de bastion pendant les soulèvements de la noblesse hongroise contre les Habsbourg, en particulier durant le soulèvement mené par François II Rákóczi qui éclata en 1703 pour se terminer par la paix de Satu Mare (hongrois : Szatmár) en 1711.
Pour lutter contre la Réforme, l'université de Košice fut fondée en 1657 par les jésuites. Celle-ci fut la seconde dans le royaume de Hongrie de l'époque après celle de Trnava fondée en 1635.

### Renaissance auXVIIIesiècleet industrialisation

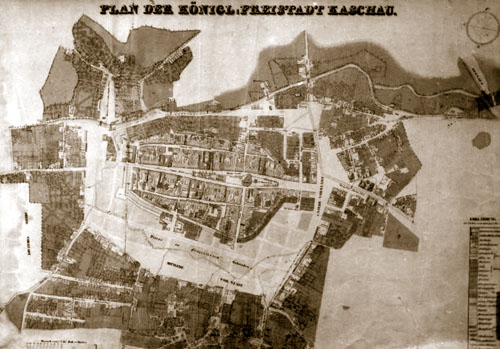
Carte de Kaschau/Košice vers 1840.

Les XVIIIe et XIXe siècles ont vu un nouvel essor de la ville, les champs de bataille de cette époque étant éloignés de la cité. L'aristocratie vint s'y installer ; fleurirent alors l'architecture baroque, néo-classique et romantique.
En 1755, la ville est la dernière ville libre royale à accepter les réformes de l'impératrice Marie-Thérèse visant à uniformiser leurs privilèges. Grâce au domaine de la ville constitué de forêts, moulins et vignobles, les excédents de revenus lui permirent de prêter la somme de 63 600 florins à l'impératrice pour financer la guerre de Sept Ans. En 1773, la Compagnie de Jésus est expulsée et ses écoles sont reprises par d'autres ordres ; l'université est depuis lors gérée par l'État, devenant l'académie royale de Kaschau. Sous le règne de Joseph II la ville perdit définitivement sa fonction militaire en 1783 par l'annulation de son statut de forteresse et par l'ouverture d'une troisième porte dans des remparts en mauvais état.

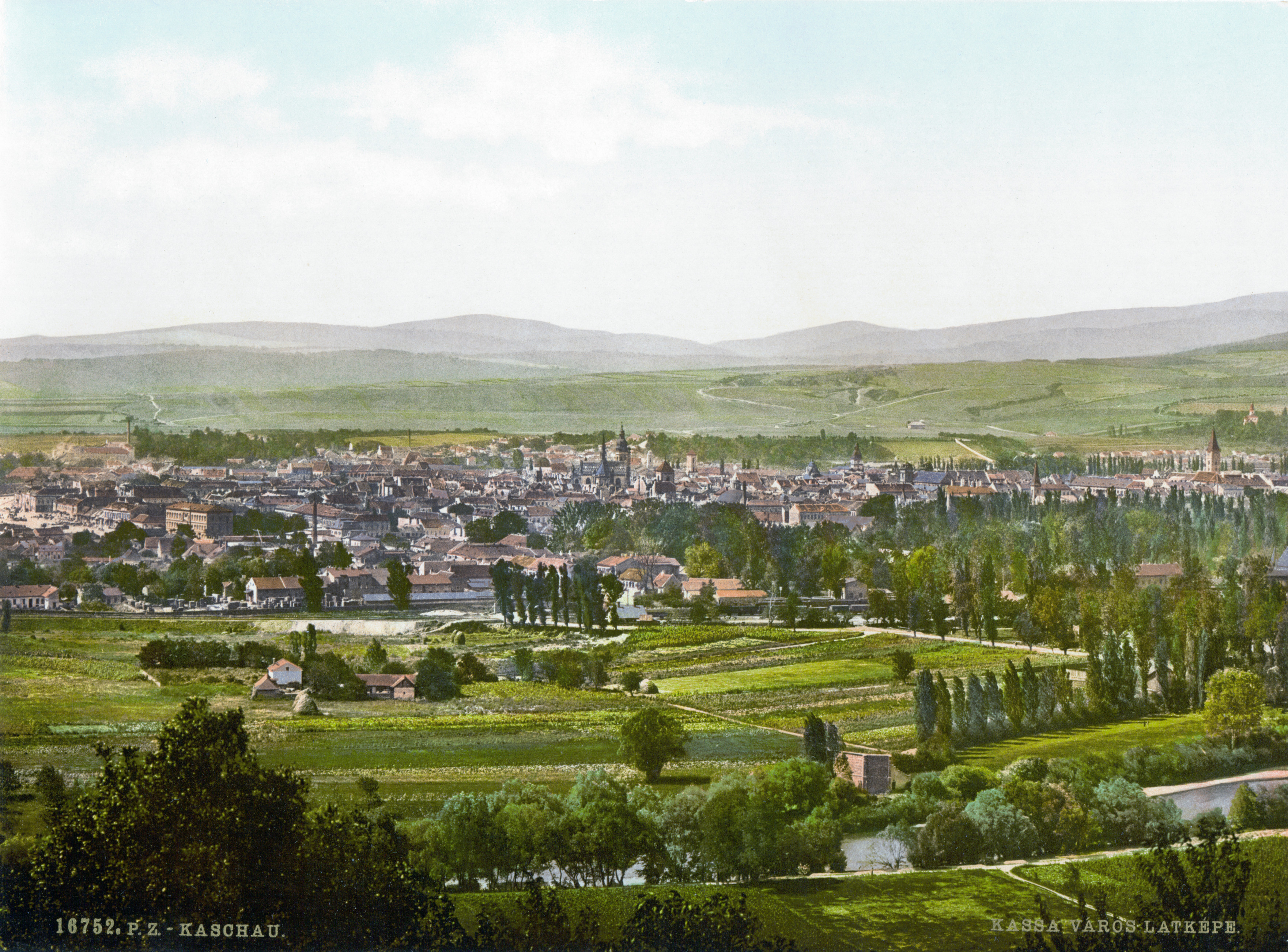
Vue de Kaschau/Košice vers 1900.

L'industrialisation fit ses débuts à Kaschau (Košice) en 1791 avec l'implantation de la première manufacture de chapeaux mais la véritable modernisation de la ville ne se réalisa qu'après la révolution hongroise de 1848. La première machine à vapeur commença à fonctionner en 1852, le premier train arriva en gare en 1860, en 1891 les premiers trams à traction chevaline firent leur apparition jusqu'en 1914 où le réseau fut électrifié. Cependant, le développement de la ville a souffert de la concurrence de Miskolc plus proche de la capitale Budapest et en 1910, Kaschau (Košice), avec 34 entreprises industrielles et 3 230 ouvriers, ne représentait pas 1 % de la production industrielle du royaume de Hongrie.
Après le compromis austro-hongrois de 1867 une forte magyarisation de la société est entreprise. Le pouvoir hongrois, dominé par l'aristocratie, tenta de faire de Kaschau (Košice), depuis des siècles ville bilingue (slovaque - hongrois), voire trilingue (allemand), un lieu de rayonnement de la culture hongroise en Haute-Hongrie. Promue chef-lieu du comitat d'Abaúj-Torna, on y rénova la cathédrale Sainte-Élisabeth, on bâtit le Théâtre d'État, les restes de François II Rákóczi furent transférés à Kaschau/Košice le 29 octobre 1906. Cette politique eut pour conséquence un nombre croissant de citoyens se déclarant hongrois dans les recensements (voir le paragraphe : Minorités ethniques).

### Première république tchécoslovaque et retour à la Hongrie

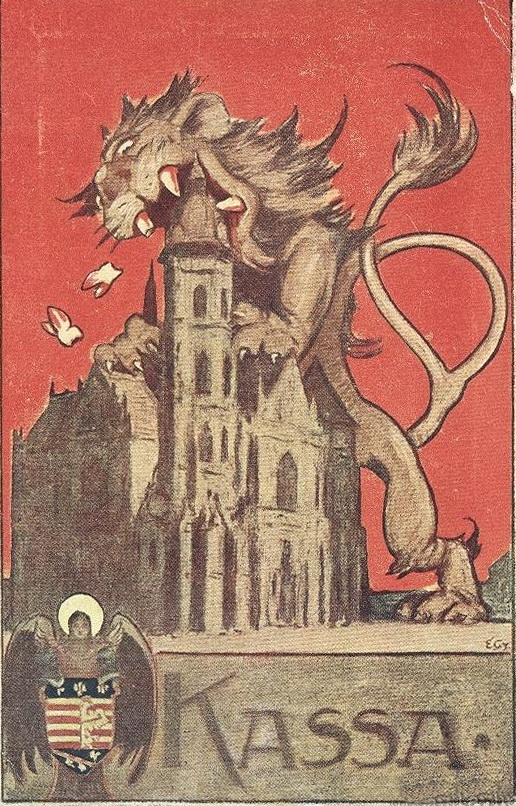
Affiche de propagande hongroise montrant le lion héraldique tchécoslovaque voulant dévorer Kassa (Košice).

Le 28 octobre 1918, l'indépendance de la Première république tchécoslovaque fut proclamée à Prague, mais jusqu'au 29 décembre 1918 Košice resta sous administration hongroise. La frontière fut tracée début 1919 par la commission internationale Lord où des géographes Alliés comme Robert Seton-Watson (en) ou Emmanuel de Martonne et l'historien Ernest Denis, grand défenseur de la cause tchécoslovaque, jouèrent un rôle important. Košice fut alors détachée de la Hongrie qui contesta cette décision en affirmant que « les observateurs américains censés être neutres étaient en fait des Tchèques récemment naturalisés américains, qui ont falsifié la commission d'enquête et déclaré qu'il n'y avait aucun Hongrois à Košice ». Le 14 février 1919 éclata une grève générale contre le tracé de la frontière et l'État tchécoslovaque : les fonctionnaires déclarèrent qu'ils ne reconnaissaient pas la souveraineté tchécoslovaque, démissionnèrent en bloc et on dut faire venir des fonctionnaires de la région d'Orava pour les remplacer. En mars, une révolution communiste éclata à Budapest, la République des conseils de Hongrie fut proclamée le 17 mars 1919 et les troupes hongroises communistes réoccupèrent Košice et l'Est de la Slovaquie, proclamant le 6 juin 1919 à Prešov la République slovaque des conseils. Cet état éphémère s'effondra rapidement et le 5 juillet 1919 les troupes tchécoslovaques reprirent Košice et Prešov.
La frontière hungaro-tchécoslovaque fut finalement officialisée 4 juin 1920 par le Traité de Trianon mais lors du premier arbitrage de Vienne le 2 novembre 1938, l'administration tchécoslovaque reçut l'ordre de quitter la ville pour le 9 novembre 1938. Le 10 novembre 1938 à 9 heures du matin les premiers soldats hongrois entraient dans la ville et le 11 novembre 1938, l'amiral Horthy, régent du royaume de Hongrie, fit célébrer son entrée dans la Première ville royale de Haute Hongrie par un défilé militaire. Les habitants d'origine hongroise l'accueillirent avec des drapeaux hongrois. Le discours de l'amiral Horthy en partie en slovaque promettait à la minorité slovaque une liberté linguistique et culturelle absolue.
C'est le bombardement de Košice (Kassa) en 1941 par des avions encore non-identifiés à ce jour qui servit à la Hongrie de prétexte pour déclarer la guerre à l'Union soviétique et participer à l'opération Barbarossa. Un second bombardement eut lieu durant l'été 1943 par les forces alliées et visait les casernes et l'aéroport. La dernière année de la Seconde Guerre mondiale a été la plus meurtrière pour la ville. Après l’occupation allemande de la Hongrie, la communauté juive fut déportée en quatre convois du 15 mai 1944 au 2 juin 1944. La prise de pouvoir le 15 octobre 1944 du Parti des Croix fléchées dirigé par Ferenc Szálasi, originaire de Košice, fut une période de terreur durant laquelle on pendit « pour l’exemple » 12 personnes sur des arbres et des poteaux d’éclairage de la rue principale le 5 janvier 1945 et l’on fusilla 17 autres personnes le 17 janvier 1945 près de Ťahanovce.
Le 18 janvier 1945, les troupes allemandes se retirèrent sans livrer bataille de la ville qui fut occupée le lendemain par les armées soviétiques et roumaines du 4e front ukrainien dirigées par les généraux Ivan Iefimovitch Petrov et Nicolae Rădescu sous le commandement de Fiodor Tolboukhine. Le 20 janvier 1945, le gouvernement national provisoire de Hongrie établi à Debrecen annula le premier arbitrage de Vienne et Košice fut ainsi rendue à la Tchécoslovaquie reconstituée. Le 30 janvier 1945 elle devint pour trois mois le siège du gouvernement provisoire tchécoslovaque car Prague était toujours sous occupation allemande.
Le 5 avril 1945, le programme du gouvernement de Košice dominé par les communistes fut publié à Košice. L'épuration de Košice fut effectuée par les commissaires politiques soviétiques du NKVD qui firent la chasse aux collaborateurs, ou supposés tels, des régimes hongrois de Miklós Horthy et de Ferenc Szálasi, du Parti des Croix fléchées ou du Troisième Reich, qui furent déportés en Union soviétique, suppliciés et fusillés avec leurs familles. Le 22 avril 1945 le communiste Július Mauer fut élu président du comité national de la ville. Le 1er juillet 1945, les rues aux noms hongrois furent renommées.

### L'après guerre

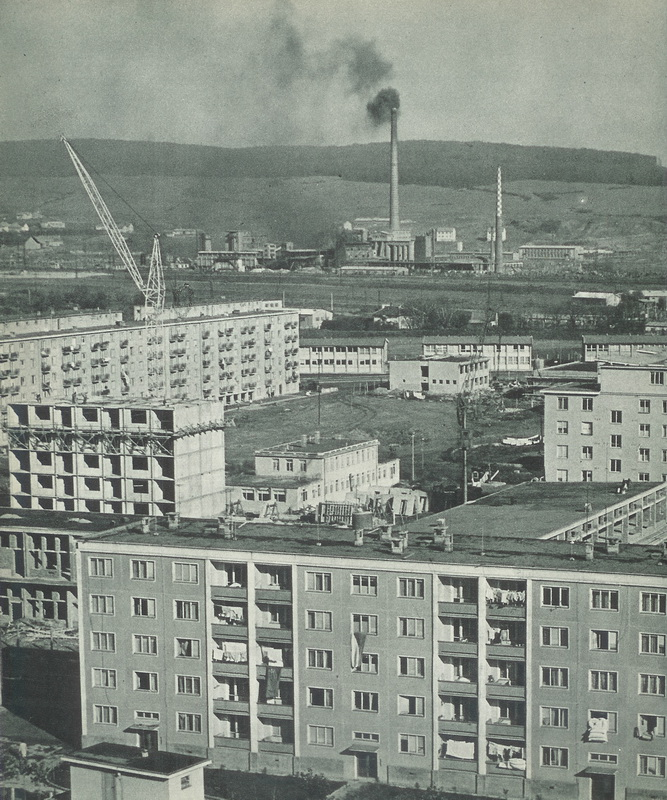
Paneláks des cités périphériques.

Les résultats des élections parlementaires de 1946 correspondirent aux résultats des autres régions slovaques et virent la victoire des démocrates sur les communistes. Durant la période gouvernement de crise d'union nationale, les communistes se préparèrent au coup de force de février 1948. Le 21 février 1948 fut créée la première milice populaire de Slovaquie et le 25 février 1948, plus de 6 000 personnes manifestèrent leur soutien au gouvernement de Klement Gottwald. Le 11 avril 1960, la ville devint le chef-lieu de la région de Slovaquie Orientale qui comprenait les régions actuelles de Košice et de Prešov. Dans le début des années 1960, on bâtit un complexe sidérurgique à Šaca au sud de la ville. Ce fut le début d'une croissance importante du nombre d'habitants et de la construction des cités périphériques. Quand, le 21 août 1968, les troupes du pacte de Varsovie mirent fin au printemps de Prague en occupant la Tchécoslovaquie, des habitants tentèrent d'arrêter un convoi militaire. Celui-ci répliqua en tirant dans la foule en causant la mort de sept personnes.
Les étudiants de l'université technique se joignirent à la révolution de velours, le 22 novembre 1989 l'université se mit en grève et tous les cours furent suspendus. Le 27 novembre 1989, ils furent des dizaines de milliers à manifester sur la rue Hlavná,. En 1992, la ville recouvra ses droits de propriété sur les forêts nationalisées en 1948.
Au niveau de la Tchécoslovaquie, la ville occupait la cinquième place par sa population.
Depuis le 1er janvier 1993, la ville est la seconde ville de Slovaquie.
La succession des puissances de tutelle et grands événements du début du XXe siècle à nos jours est représentée ci-dessous :

## Population

### Évolution de la population
L'augmentation de la population a été constante depuis le début du XIXe siècle à la fin des années 1980 à l'exception de la Seconde Guerre mondiale où la population a régressé entre autres par la déportation de la communauté juive et par l'expulsion de Hongrois à la suite des décrets Beneš.
La plus forte expansion démographique de la seconde moitié du XXe siècle est nettement marquée sur le graphique qui suit. Elle s'explique par une demande importante de main d'œuvre dans l'industrie, principalement sidérurgique et par l'annexion de plusieurs villages dans le territoire de la ville. La stagnation actuelle depuis la fin du régime communiste est également bien visible car la demande de main d'œuvre a régressé et l'émigration, principalement vers l'ouest de la Slovaquie et les villages avoisinant, a progressé, le solde migratoire devenant négatif : -1 045 habitants en 2008.
L'espérance de vie est en croissance entre 2001 et 2008 pour le district de Košice I. Elle est passée pour les hommes de 71,03 ans à 72,23 ans et pour les femmes de 78,07 ans à 79,70 ans soit une augmentation de plus d'une année en seulement 7 ans. Une tendance similaire est observée dans les trois autres districts.
| Année:               | 1994.   | 2004.   | 2014.   | 2024.   |
| -------------------- | ------- | ------- | ------- | ------- |
| Nombre de personnes: | 239 927 | 235 006 | 239 464 | 223 678 |
| Différence:          |         | -2,05 % | +1,89 % | -6,59 % |

| Année:               | 2023.   | 2024.   |
| -------------------- | ------- | ------- |
| Nombre de personnes: | 225 044 | 223 678 |
| Différence:          |         | -0,60 % |

### Pyramide des âges
La pyramide des âges possède deux pics. Le premier de 50 à 60 ans qui correspond à la génération qui s'est installée à l'époque de la forte croissance démographique des années 1960 à 1980. Le second pour la tranche d'âge des 30-34 ans qui sont les enfants des 50 à 60 ans. Le recul des naissances est bien marqué dans les années 1990 avec une légère reprise actuellement.
| Hommes | Classe d’âge | Femmes |
| ------ | ------------ | ------ |
| 16     | 100 et +     | 21     |
| 37     | 95 à 99      | 90     |
| 103    | 90 à 94      | 244    |
| 472    | 85 à 89      | 1 042  |
| 1 063  | 80 à 84      | 2 145  |
| 1 899  | 75 à 79      | 3 209  |
| 2 879  | 70 à 74      | 4 056  |
| 3 962  | 65 à 69      | 5 359  |
| 5 315  | 60 à 64      | 7 175  |
| 7 465  | 55 à 59      | 9 542  |
| 8 090  | 50 à 54      | 9 577  |
| 7 630  | 45 à 49      | 8 663  |
| 8 017  | 40 à 44      | 8 386  |
| 8 884  | 30 à 39      | 9 021  |
| 10 730 | 30 à 34      | 10 982 |
| 9 982  | 25 à 29      | 9 739  |
| 8 952  | 20 à 24      | 8 700  |
| 8 003  | 15 à 19      | 7 614  |
| 6 220  | 10 à 14      | 5 809  |
| 5 653  | 5 à 9        | 5 270  |
| 6 133  | 0 à 4        | 5 698  |

### Religions

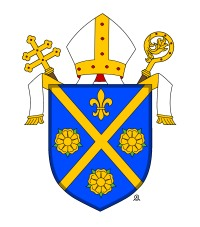
Armoiries de l'archidiocèse catholique de Košice.

La population de Košice se réclamait en 2001 en majorité de religion catholique romaine avec 58,3 % suivi des grecs-catholiques avec 7,55 %, des luthériens avec 4,11 % et des orthodoxes avec 1,45 %. Le reste de la population, 19,35 %, s'est déclaré non croyant et 4,88 % ne se sont pas définis.
C'est le 10 août 1804 que fut érigé le diocèse catholique de Kaschau/Košice. Après 1977, celui-ci fait partie de l'archidiocèse de Trnava, avant cela il était lié à archidiocèse d'Eger en Hongrie. Le 31 mars 1995, le pape Jean-Paul II élève le diocèse au rang d'archidiocèse avec les diocèses de Spiš (siège à Spišské Podhradie) et de Rožňava suffragants.

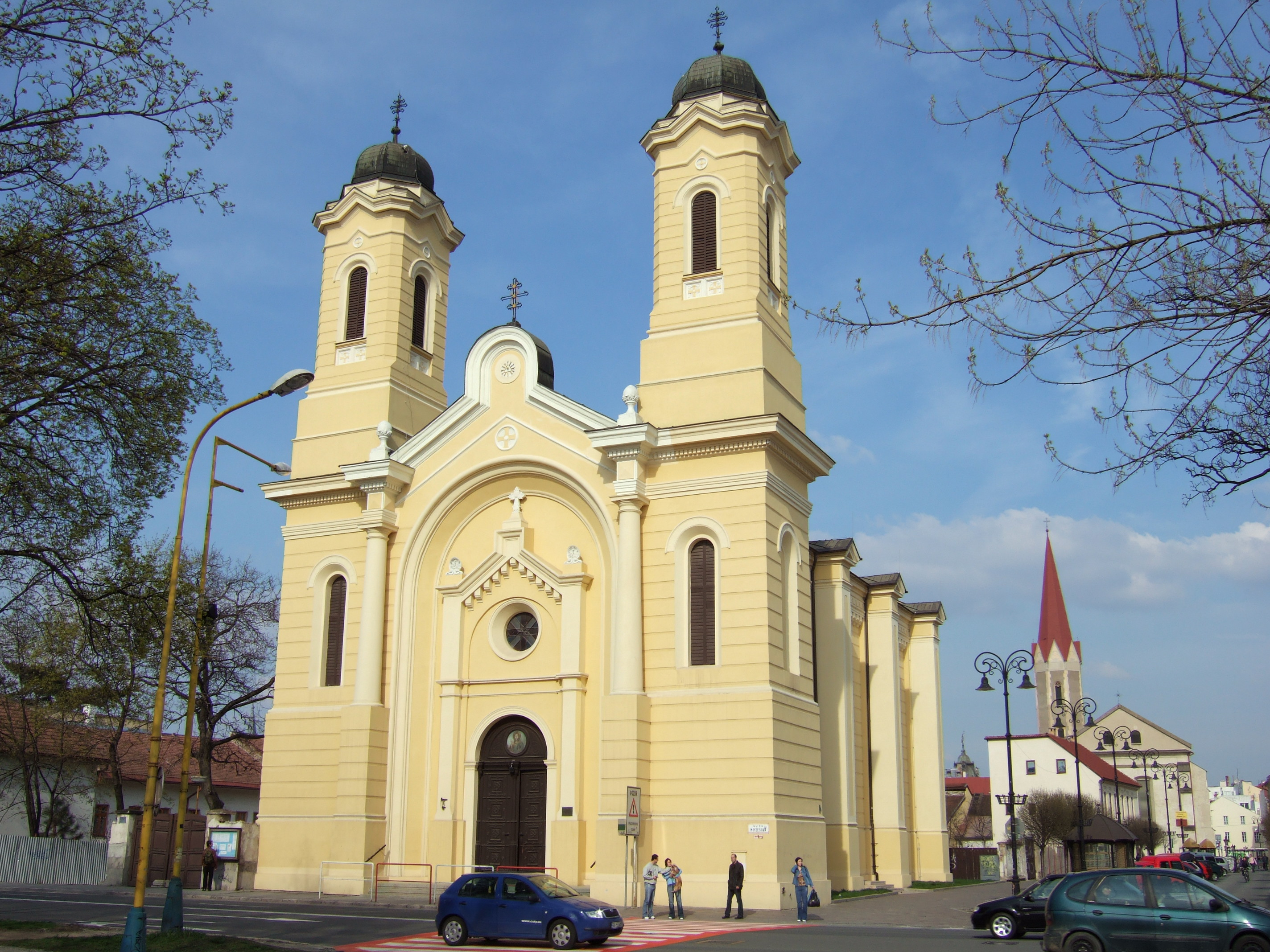
Cathédrale de l'église grecque-catholique slovaque.

L'archidiocèse a une superficie de 10 403 km2. On y compte 447 prêtres pour 678 170 catholiques. À leur tête, on trouve l'archevêque Bernard Bober depuis le 4 juin 2010. La ville elle-même est partagée en 4 doyennés : Košice-centre, Košice-Ouest, Košice-Est et Košice-sud. Ces derniers englobent également des villages des alentours. 15 unités pastorales pour 22 paroisses couvrent la ville. Les catholiques de la ville furent honorés par une visite pontificale de Jean-Paul II le 2 juin 1995 lors de son second séjour en Slovaquie. Le pape retournera dans la région lors de son troisième et dernier voyage en Slovaquie en 2003 en s'arrêtant dans la ville de Rožňava.
L'éparchie de l'Église grecque-catholique slovaque de Košice a été créée le 21 février 1997 par la séparation en trois entités de l'unique éparchie slovaque ayant pour siège Prešov. Les frontières de l'éparchie correspondent aux frontières de la région de Košice et comprennent 93 paroisses pour 164 églises, 160 prêtres et 84 002 fidèles. Depuis sa création, l'éparchie est dirigée par Milan Chautur. Un pèlerinage des grecs-catholiques a lieu chaque année le 8 septembre.
L'éparchie orthodoxe a son siège à Michalovce depuis le 19 juillet 1950. Le 19 février 2009 l'éparchie prend le nom d'éparchie de Michalovce-Košice à Michalovce (slovaque : Michalovsko-košická pravoslávna eparchia v Michalovciach) et le 21 février 2009 l'éparchie devient archiéparchie.

### Minorités ethniques

#### Hongrois
Les Hongrois forment la plus importante minorité de la ville et sont aussi présents dans de nombreux villages au sud de la ville ; au début du XXe siècle, jusqu'à l'indépendance de la Tchécoslovaquie en 1918, le bassin de Košice était en plein processus de magyarisation et en 1910, les trois quarts des habitants de la ville se déclaraient Hongrois. Après 1918, la politique de slovaquisation de la Tchécoslovaquie puis de la Slovaquie a réduit fortement le nombre de citoyens se réclamant de cette communauté. Une partie de ceux-ci ont fait partie d'échanges de populations dans l'entre-deux-guerres, certains ont émigré, d'autres ont été expulsés par les décrets Beneš. En 2001, seuls 3,79 % de la population se déclarait hongroise mais de nombreuses personnes sont bilingues : elles furent enregistrées comme Hongroises durant les périodes d'administration hongroise et comme Slovaques sous le régime tchécoslovaque comme le montrent les écarts entre les recensements. D'un point de vue culturel, les magyarophones ont depuis 1969 à leur disposition un théâtre en hongrois : le Théâtre « Thalie » (hongrois : Thália Színház), deux écoles, et certaines librairies vendent des livres en hongrois.
| Proportion des différentes communautés à Košice de 1850 à nos jours,. |

#### Juifs

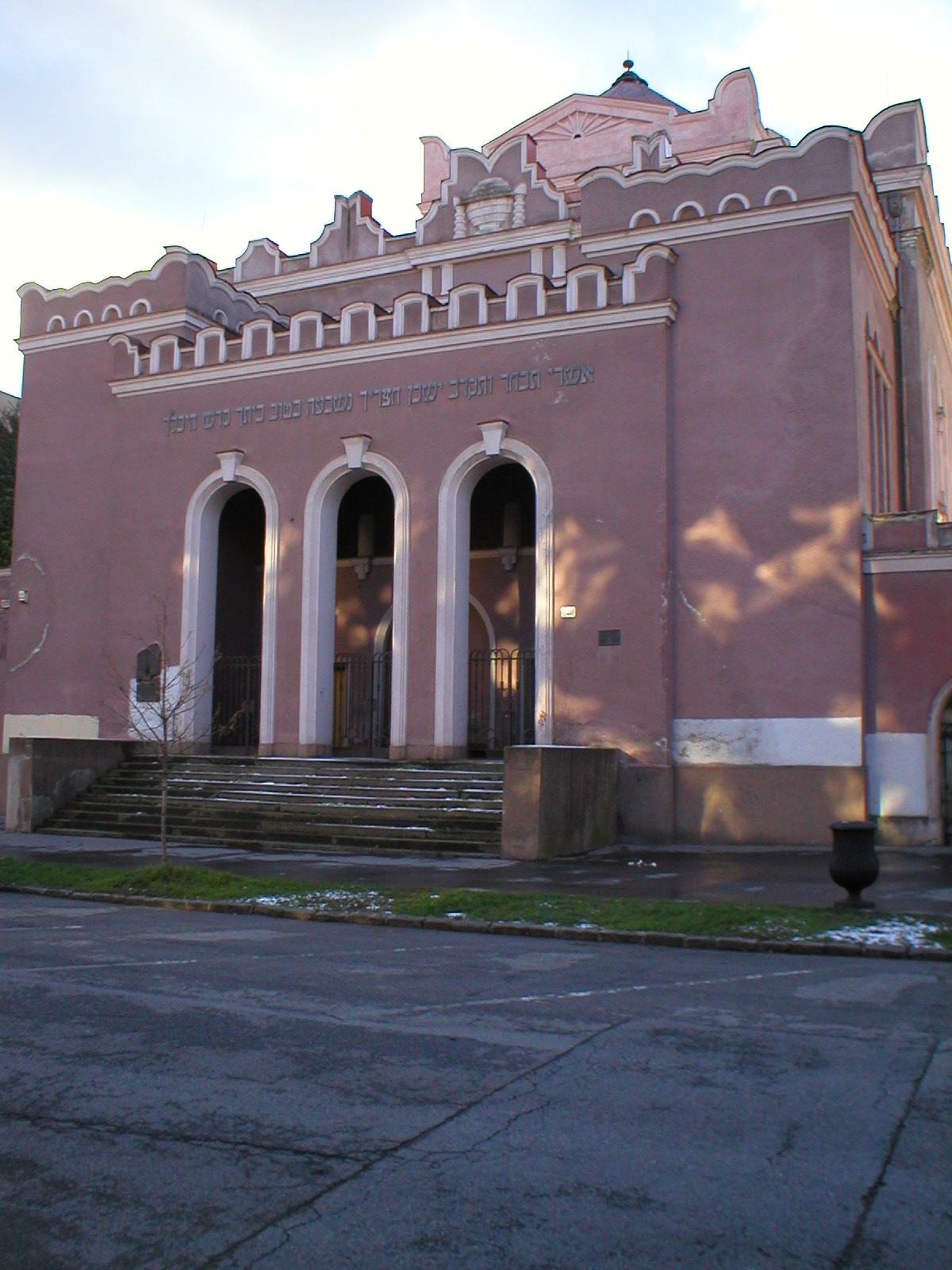
Synagogue juive orthodoxe de la rue Pouchkine.

La présence juive à Košice remonte au Moyen Âge mais ils en furent expulsés au XVIIe siècle sous le règne de Rodolphe II, pour être autorisés à revenir à partir du 6 août 1840 sous le règne de Ferdinand I. En 1938, sur 58 090 habitants, 11 420 étaient de confession juive : avant la Shoah, Košice était un centre juif important, avec plusieurs communautés présentes. Ils furent livrés à l'Allemagne nazie par le gouvernement hongrois de Miklós Horthy et déportés vers Auschwitz en quatre convois entre le 15 mai 1944 et le 2 juin 1944 ; les survivants furent ensuite pendus par le régime pro-nazi hongrois de Ferenc Szálasi (natif de Košice). Aujourd'hui, une petite communauté habite toujours à Košice, qui comptait 406 recensés en 2001, faisant de la ville le deuxième centre juif du pays derrière Bratislava. La ville abrite plusieurs monuments témoins de son passé juif, avec ses communautés orthodoxes, hassidiques, néologues ou statu quo ante, tel que le cimetière juif, toujours utilisé, et 4 des 5 synagogues d'avant-guerre. La synagogue néologue a été transformée en salle pour la Philharmonie d'État de Košice tandis que l'étoile de David qui surmontait son dôme sert aujourd'hui de mémorial de la Shoah au cimetière. Une synagogue hassidique abrite aujourd'hui un laboratoire d'analyses ; une autre, rue Pouchkine, a été restaurée en 2007 : c'est la Nouvelle synagogue orthodoxe de Košice. La dernière, la synagogue orthodoxe de la rue Zvonárska, centre communautaire orthodoxe, abrite depuis 2013 le Mémorial des communautés juives de Slovaquie orientale, inauguré quand Košice a été Capitale européenne de la culture.

#### Roms
La première communauté tsigane est mentionnée ici en 1417. Pendant la Seconde Guerre mondiale, le gouvernement hongrois pro-nazi décida l'extermination de cette communauté mais beaucoup s'enfuirent alors vers la Slovaquie voisine et s'y cachèrent dans les forêts des Carpates, pour revenir après la guerre. De nos jours, le quartier Luník IX abrite la plus grande communauté tsigane de Slovaquie : près de 6 000 habitants. Concernant cette communauté les statistiques sont contestées comme biaisées, car seuls ceux de ses membres qui sont socialement défavorisés sont comptabilisés comme « tsiganes », soit officiellement 2,14 % seulement de la population de la ville, tandis que ceux qui ont un travail, un niveau de vie correct et payent des impôts sont comptés comme slovaques lors des recensements. Cette population défavorisée est particulièrement jeune et possède une espérance de vie inférieure à la moyenne de la population comme le montre la pyramide des âges comparée entre le quartier de Luník IX et le reste de la ville ci-dessous. La communauté tsigane est cependant bien plus nombreuse, plus dynamique et mieux intégrée si l'on compte tous les citoyens qui partagent plus ou moins la culture rom présente par la langue, la musique, les costumes, les fêtes traditionnelles et le théâtre Romathan.
| Luník IX | Classe d'âge | Košice |
| -------- | ------------ | ------ |
| 4        | 60 et +      | 21     |
| 54       | 15 à 59      | 64     |
| 42       | 0 à 14       | 15     |

#### Allemands
L'histoire du peuplement allemand en Slovaquie remonte au Moyen Âge. Il y a 800 ans, le roi Béla IV de Hongrie auquel appartenait alors Košice, fait appel à des mineurs germanophones : ce sont les Allemands des Carpates. En 1945, 90 % des Allemands de Slovaquie furent expulsés selon les décrets Beneš. Aujourd'hui, seule une communauté résiduelle, à laquelle appartient l’ancien président de la Slovaquie Rudolf Schuster, habite toujours la ville. Officiellement, ils ne sont que 398 Allemands (2001) soit 0,17 % de la population de la ville et sont traditionnellement associés à la région Spiš.

### Ukrainiens
Après la guerre lancée le 24 février 2022 par la Russie contre l'Ukraine, de nombreux refugiés ukrainiens passèrent par la ville.

## Économie

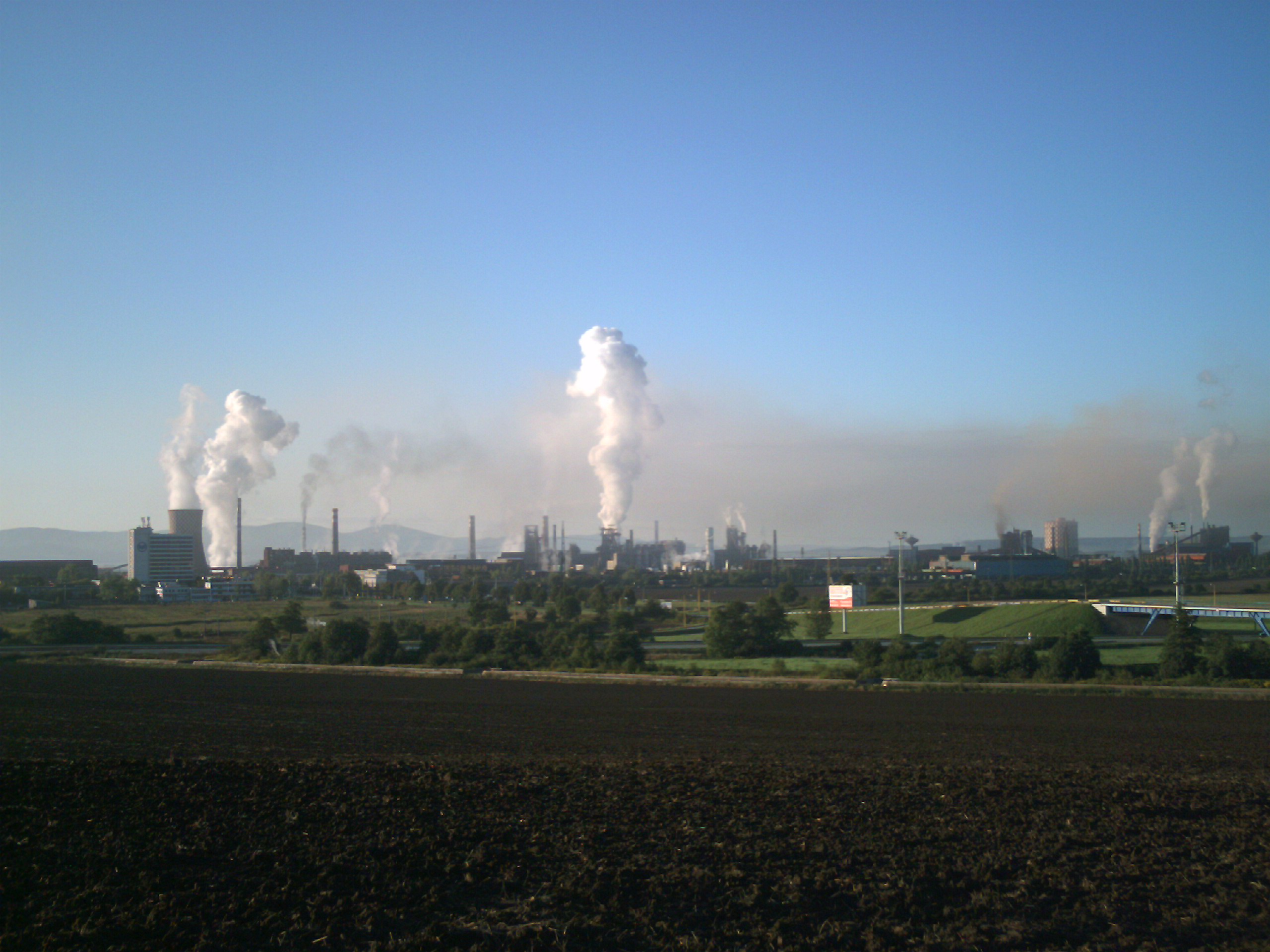
L'entreprise sidérurgique U. S. Steel Košice.

La ville a connu ces dernières années une croissance économique importante qui s'est traduite par une réduction du chômage, qui est passé de 21 136 demandeurs d'emplois en 2001 à 7 913 en 2008 et un accroissement des salaires, le salaire brut moyen pour la région de Košice passant de 474,57 € en 2002 à 755,76 € en 2008.
En termes d'effectif, le secteur de l'administration, de l'éducation et de la santé représente 27 % des emplois. Il est suivi de près par le secteur industriel avec 25,7 % des emplois dont le moteur de l'économie locale, régionale (et en partie nationale) est la société U. S. Steel Košice. Cette entreprise sidérurgique construite dans les années 1960 est le principal employeur de la région avec 12 227 employés en moyenne en 2008.
Le secteur des commerces et de l’HORECA avec 19,5 % représente un secteur en forte expansion ces dernières années. Un nombre croissant de centres commerciaux est apparu en périphérie de la ville. Le premier fut l'« Hypermarket Tesco » en 1999. Il a été suivi de « cassovia » (2001) « Optima » (2002) et « Galeria » (2004). Ces deux derniers ont subi une extension de leur surface commerciale en 2008 et 2009. La construction d’un centre supplémentaire (Aupark) dans le centre-ville a commencé en 2010. De 2001 à 2008, on a donc vu un accroissement des salariés dans ce secteur de 46 %.
Les secteurs des finances avec 13 %, des transports de la logistique et des communications avec 8,6 % et de la construction avec 5,5 % des actifs sont des employeurs secondaires. Le secteur de l’agriculture est marginal avec moins de 1 % des emplois.
Le développement futur de la ville s’appuie sur les nouvelles technologies pour cela, en 2007, un partenariat entre le public et le privé a vu l'émergence de la Košice IT valley qui regroupe actuellement 17 entreprises privées, la ville de Košice, la région de Košice et trois établissements scolaires dont l'Université technique de Košice et l'Université Pavol Jozef Šafárik. Cet organisme a pour objectif de développer un pôle de hautes technologies dont les entreprises membres occupaient, en 2009, 2 643 personnes dans le secteur des technologies de l'information et de la télécommunication. La principale entreprise de ce secteur est la filiale de Deutsche Telekom, T-Systems, qui employait plus de 1 500 personnes en 2009.

## Transport

### Transport routier

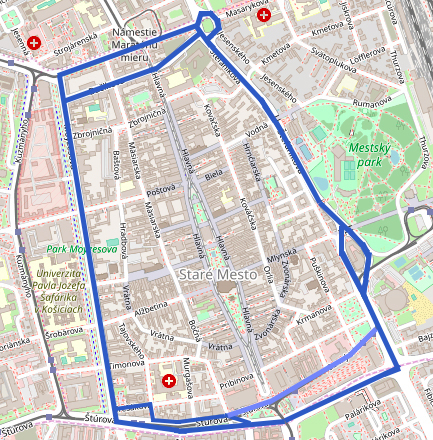
Plan du centre en bleu mestský okruh (I).

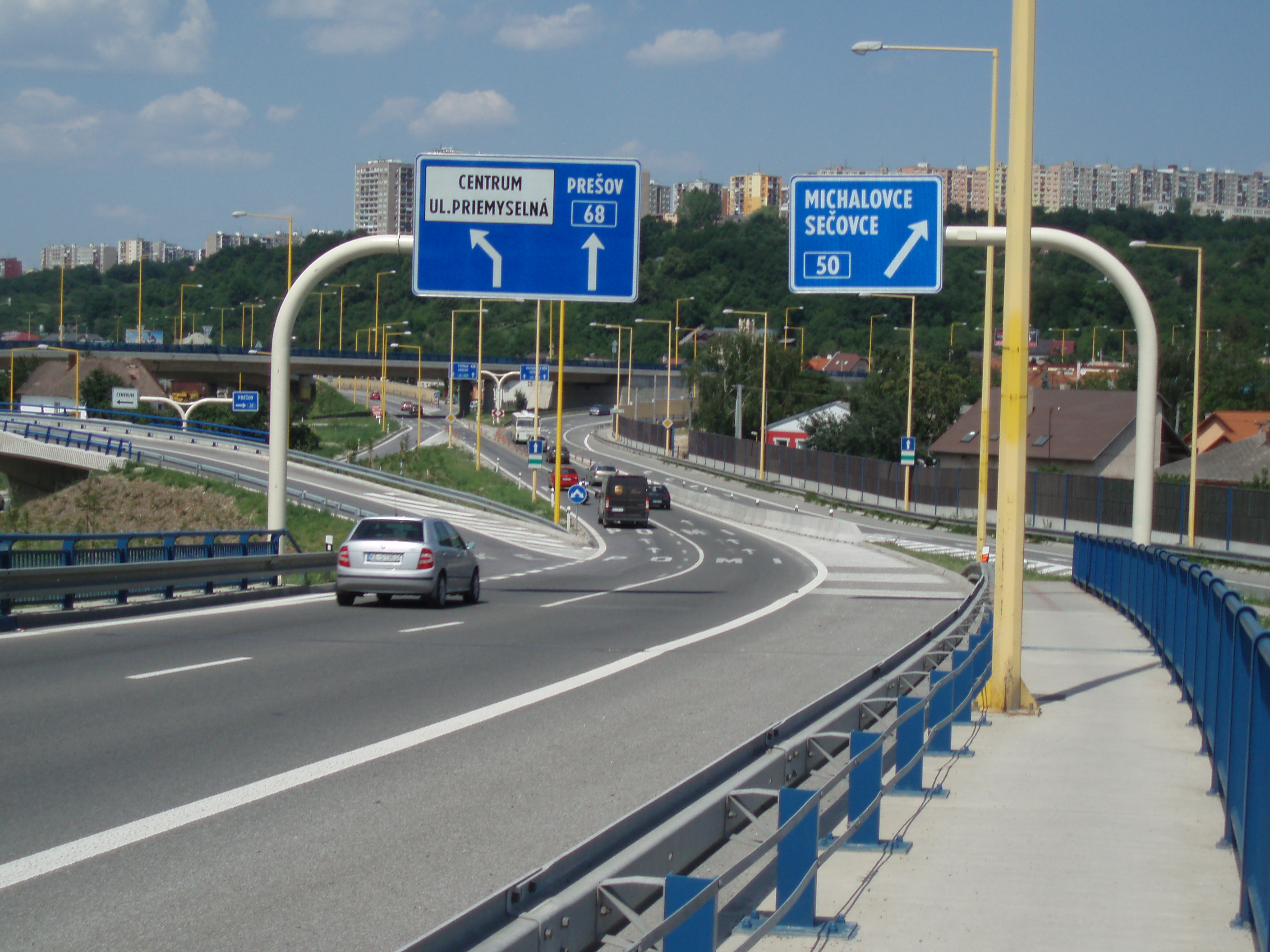
mestský okruh (II), carrefour avec la Route I/50 vers Michalovce.

La ville forme un carrefour entre, au nord, la Pologne et le Nord de la Slovaquie via Prešov. À l'est, la route vers l'Ukraine conduit au principal poste frontière entre ces deux pays, au sud, celle-ci mène à l'Est de la Hongrie et Budapest et, vers l'ouest, elle se dirige vers le Sud de la Slovaquie et Bratislava.
Les principaux axes routiers quittant la ville dans le sens horaire à partir du nord sont :
- la route I/68 et l'Autoroute  vers Prešov (E 50) ;
- la route I/50 vers Michalovce (E 50 E 58) - Autoroute  en projet ;
- la route II/552 vers Slovenské Nové Mesto ;
- la route I/68 vers Miskolc  Hongrie (E 71) - Route express  ouverte le 7 novembre 2013[107] ;
- la route I/50 vers Rožňava (E 58 E 571) - Route express  en projet ;
- la route II/547 vers Spišská Nová Ves.

La ville se comporte 2 ceintures de boulevards circulaires :
- mestský okruh (I), autour de la Vieille Ville, signalé par le panneau routier .
- mestský okruh (II), de type semi-autoroutier, signalé par le panneau routier .

Un contournement autoroutier à l'est de la ville est en projet par la construction des routes ,  et .
La gare routière se situe à côté de la gare ferroviaire, de celle-ci partent de nombreux bus pour les villages des environs et pour les principales villes de Slovaquie. Les lignes internationales sont principalement orientées vers l'Ouest de l'Europe ainsi que des liaisons quotidiennes vers Oujgorod en Ukraine.
Des pistes cyclables existent mais sont principalement orientées nord-sud le long de la rivière Hornád et le long de certaines artères : Južná trieda, trieda SNP, Moyzesová et Hlavná. Elles permettent toutefois de relier les différents quartiers situés dans la vallée au centre-ville.

### Transport ferroviaire
Le premier train est arrivé à Košice le 14 août 1860 depuis Miskolc (Hongrie). Par la suite, de nouvelles lignes ont été ouvertes faisant de la ville le nœud ferroviaire le plus important de Slovaquie orientale. Ces lignes sont :
- la ligne 169, Miskolc ( Hongrie) - Košice, ouverte en 1860[109] ;
- la ligne 180, Košice - Bohumín ( Tchéquie) via Žilina, ouverte en 1870[110] avec embranchement de la ligne 188 pour Prešov - Muszyna ( Pologne)[111] ;
- la ligne 190, Košice - Michaľany - Čierna nad Tisou - Tchop ( Ukraine), ouverte en 1873[112] ;
- la ligne 160 Turňa nad Bodvou - Tornanádaska ( Hongrie) - Miskolc, ouverte en 1890. La construction de la liaison avec Rožňava en 1955 permit de relier l'Ouest de la Slovaquie par le sud[113].

La gare ferroviaire dont l'ancien bâtiment fut détruit au début des années 1970 pour faire place en 1973 au bâtiment actuel est située à 1 km à l'est du centre-ville. Elle dessert quotidiennement de nombreuses destinations nationales et internationales. Les capitales reliées quotidiennement à Košice sont Bratislava, Prague, Budapest, Vienne, Kiev et Moscou.
Un chemin de fer touristique à écartement étroit appelé Chemin de fer à écartement étroit des enfants de Košice (slovaque : úzkorozchodná Košická mládežnícka železnica) circulant en été dans la vallée de Čermeľ complète l'offre de transport passager ferroviaire.
Outre les lignes précédemment citées, une ligne à écartement large (ligne 500) qui n'est pas utilisée en service passager et venant d'Užgorod en Ukraine par laquelle transite le minerai de fer vers U. S. Steel Košice passe au sud de la ville. Des projets d'extension de la ligne vers Vienne existent.

### Transport urbain

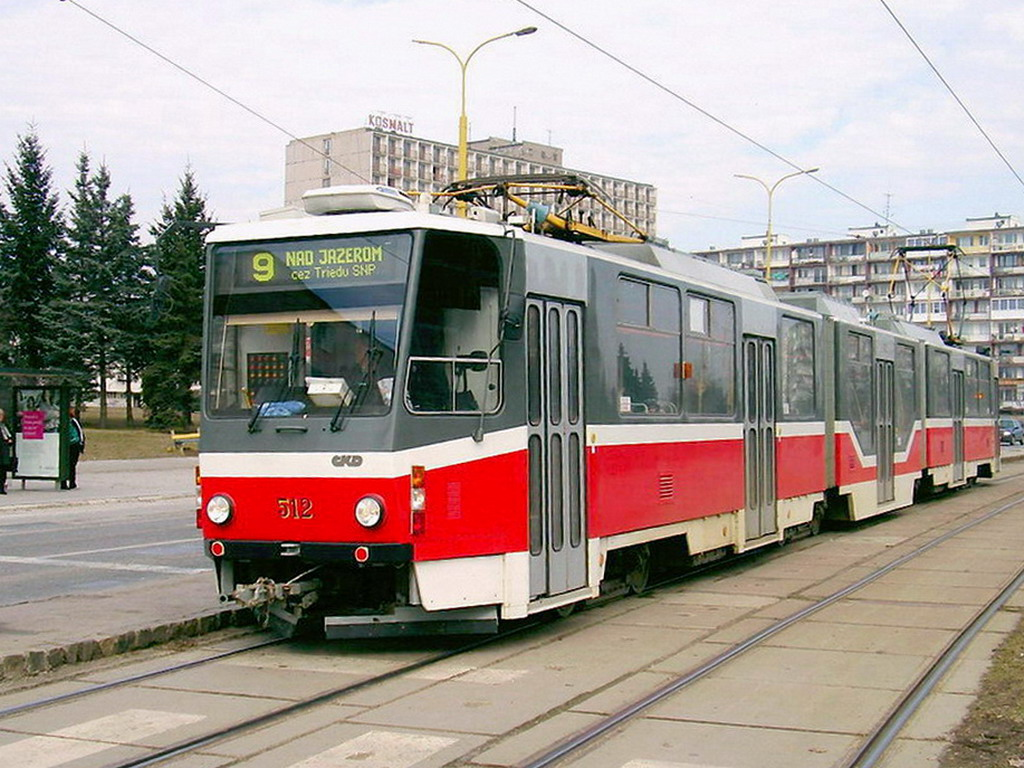
Tram sur la ligne.

L'ouverture de la première ligne de tram tiré par des chevaux date du 14 novembre 1891 et constitue les débuts des transports en commun public de la ville. En parallèle de la traction hippomobile, des trams à traction vapeur parcourent la ville à partir du 7 juillet 1893. Juste avant la Première Guerre mondiale, le 28 février 1914, le réseau est électrifié.
De nos jours, Dopravný podnik mesta Košice exploite un réseau de tram de 15 lignes (33,7 km), de trolleybus depuis le 27 septembre 1993 avec 2 lignes (13,1 km), 44 lignes de bus et 4 lignes circulant la nuit.

### Transport aérien

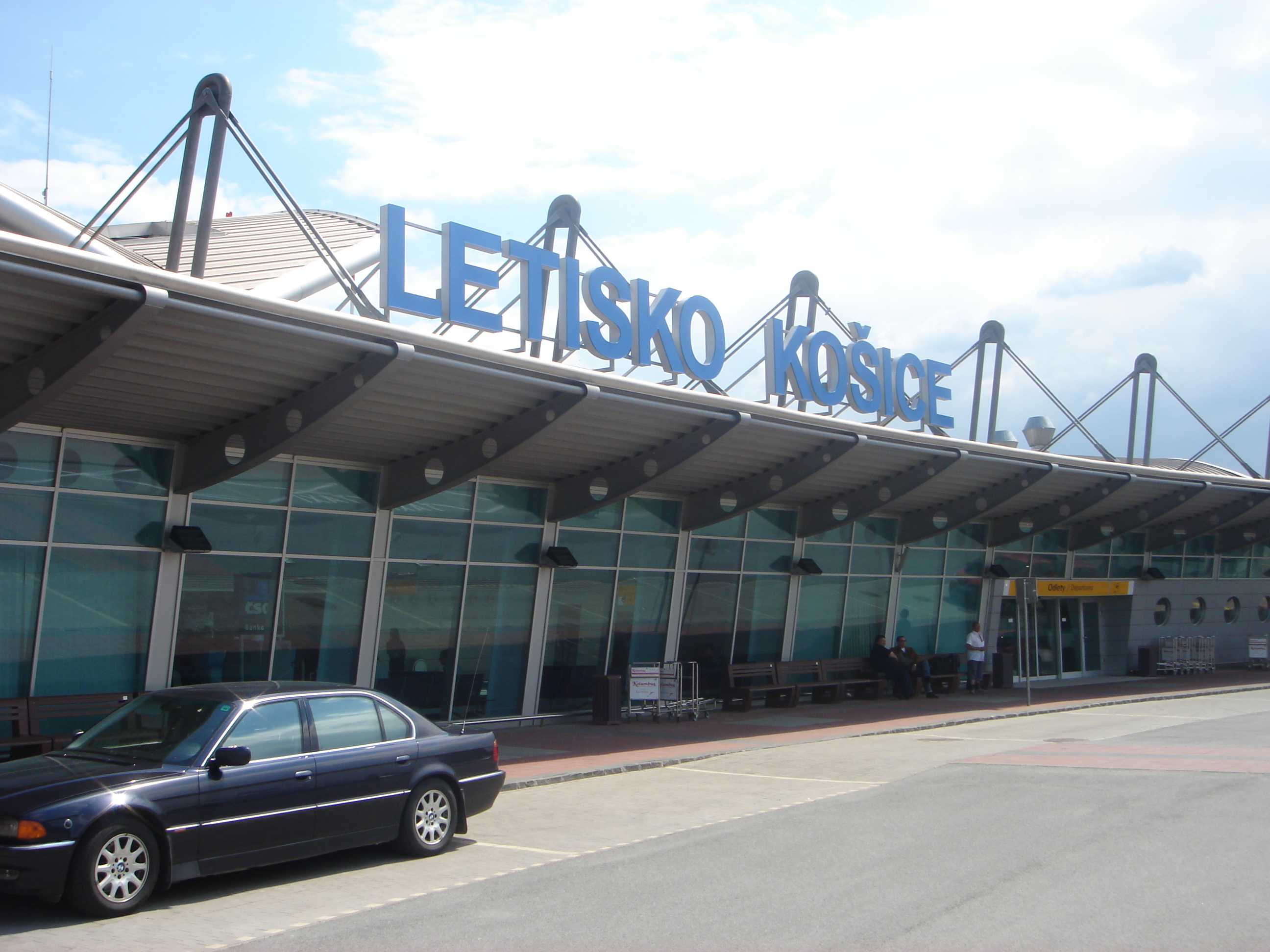
Aéroport international de Košice : Terminal.

L'histoire de l'aéronautique locale commence en 1906 par le décollage public de montgolfières militaires place de la gare et d'un terrain de football à proximité. En 1924 est lancée la ligne Prague-Bratislava-Košice et retour par la compagnie Československé aerolinie.
L'aéroport actuel sur le site de Barca à 6 km du centre-ville a été ouvert en 1953. Un nouveau terminal fut ouvert en 2004. Après plusieurs années de forte hausse, l'aéroport a connu une baisse de 40 % du nombre de passagers à la suite de la faillite de la compagnie SkyEurope Airlines le 1er septembre 2009.
Les lignes régulières à partir de Košice se limitent à Prague, Bratislava, Vienne et Varsovie. Ces lignes sont complétées par des charters saisonniers principalement vers le bassin méditerranéen.

### Transport fluvial
La région ne comporte pas de voies fluviales navigables. La voie navigable saisonnière la plus proche est la rivière Bodrog au niveau du port de Ladmovce.

## Tourisme
En 2008, on estimait à 141 758 le nombre de touristes ayant visité la ville ce qui représente 283 225 nuitées dont 58 031 étrangers pour 116 989 nuitées. Ils proviennent principalement, pour le tourisme international, de République tchèque, de Pologne, de Hongrie, d'Allemagne et des États-Unis. Le parc hôtelier est en rénovation et en expansion ces dernières années. En 2008, on comptait 59 établissements hôteliers pour 1 653 chambres et 3 499 lits.
L'attraction touristique principale est la Cathédrale Sainte-Élisabeth ainsi que le centre historique de la ville et son offre culturelle principalement le musée de la Slovaquie de l'Est et l'opéra. À proximité immédiate de la ville le zoo ou le chemin de fer des enfants attirent les familles avec enfants dans un cadre de verdure. Plus largement, la région de Košice ne manque d'attractions touristiques parmi celle-ci les grottes du karst de Slovaquie classées patrimoine mondial par l'UNESCO la plus proche se situant à Jasov à 25 km de la ville, le Château de Spiš également classé par l'UNESCO à une heure de route ou les vignobles de Tokaj. Pour les amoureux de la nature, les collines à l'ouest de la ville sont un terrain idéal pour les randonnées en particulier dans le paradis slovaque.
Le centre d'information touristique a organisé en 2008 - 2009 une enquête auprès des habitants pour élire les sept merveilles de Košice. Les résultats ont été officiellement proclamés le 9 février 2009. En première place : la cathédrale Sainte-Élisabeth ; suivent ensuite le théâtre d'État, le Marathon international de la Paix, la fontaine Chantante, la chapelle Saint-Michel, la rue Hlavná et le palais Jakabov,.

Les sept merveilles de Košice
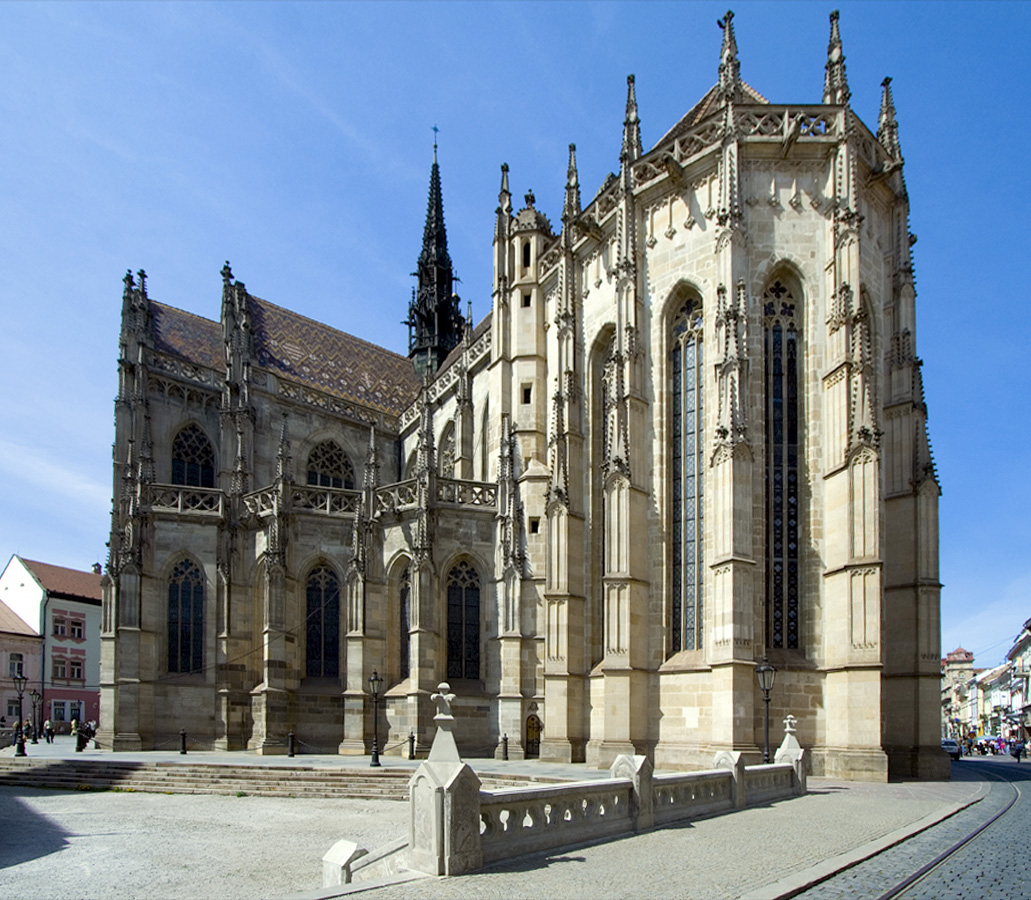
Cathédrale Sainte-Élisabeth.
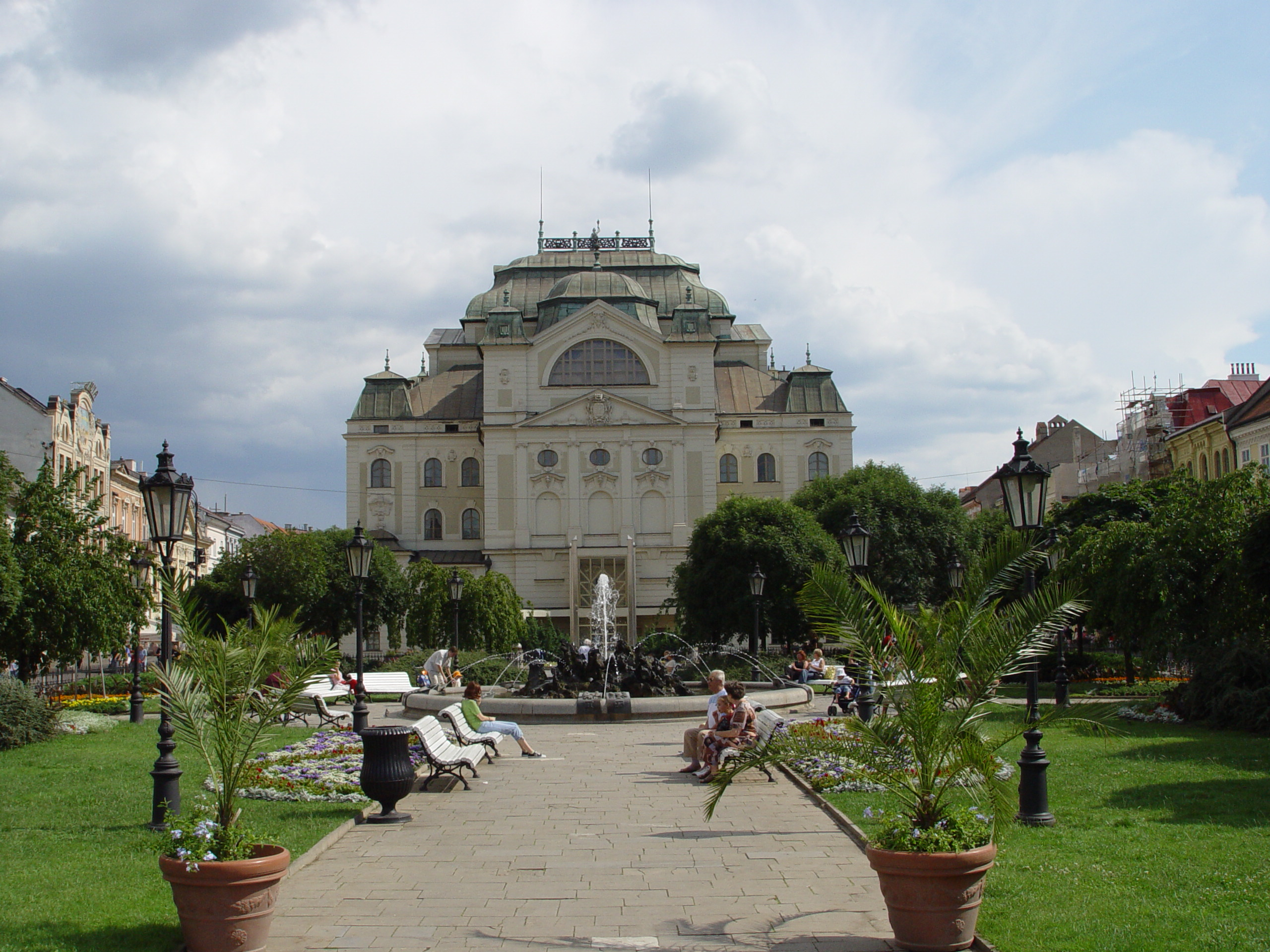
Théâtre d'État.
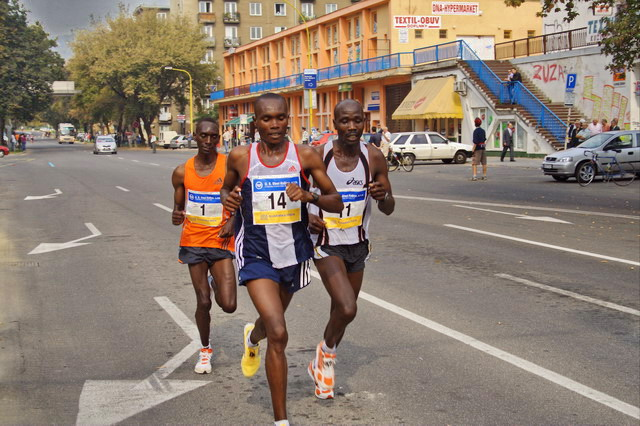
Marathon International de la Paix.
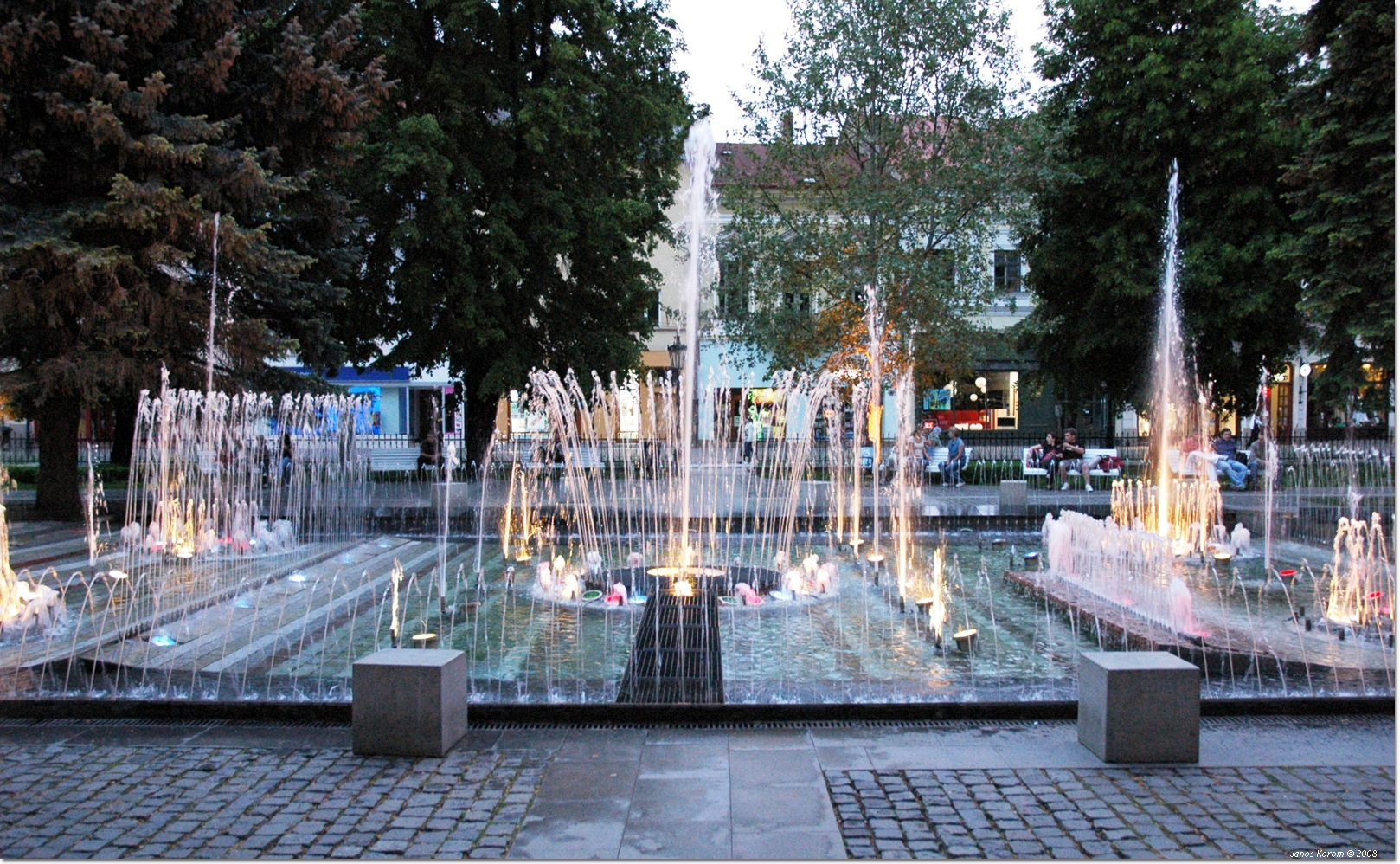
Fontaine Chantante.
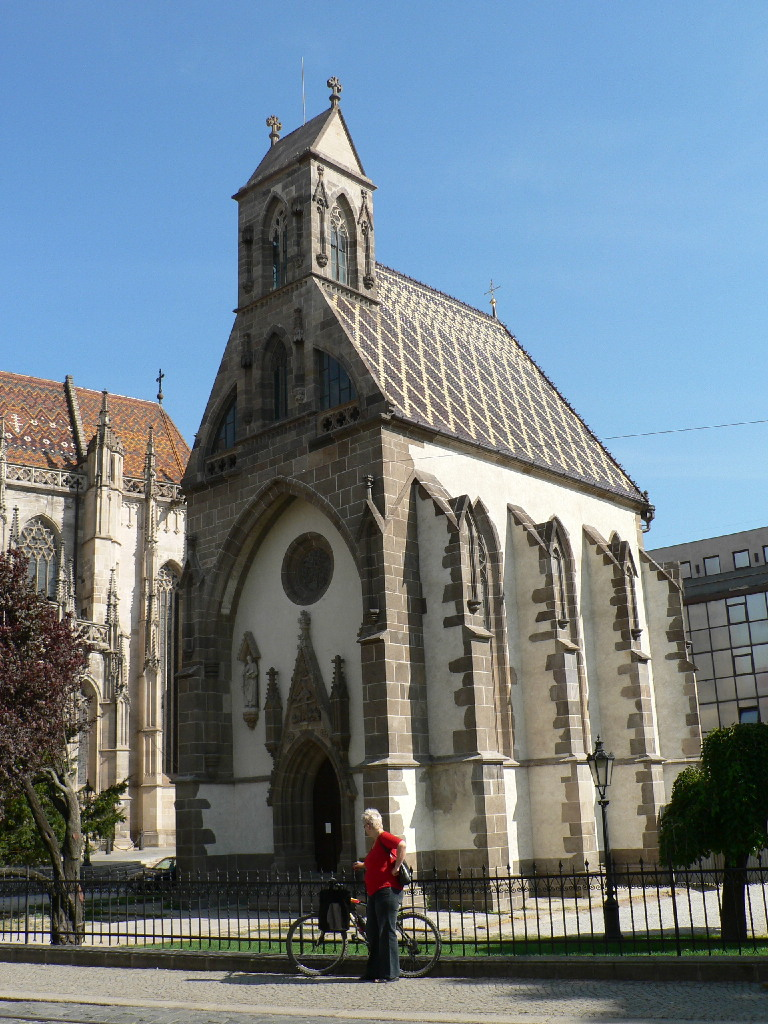
Chapelle Saint-Michel.
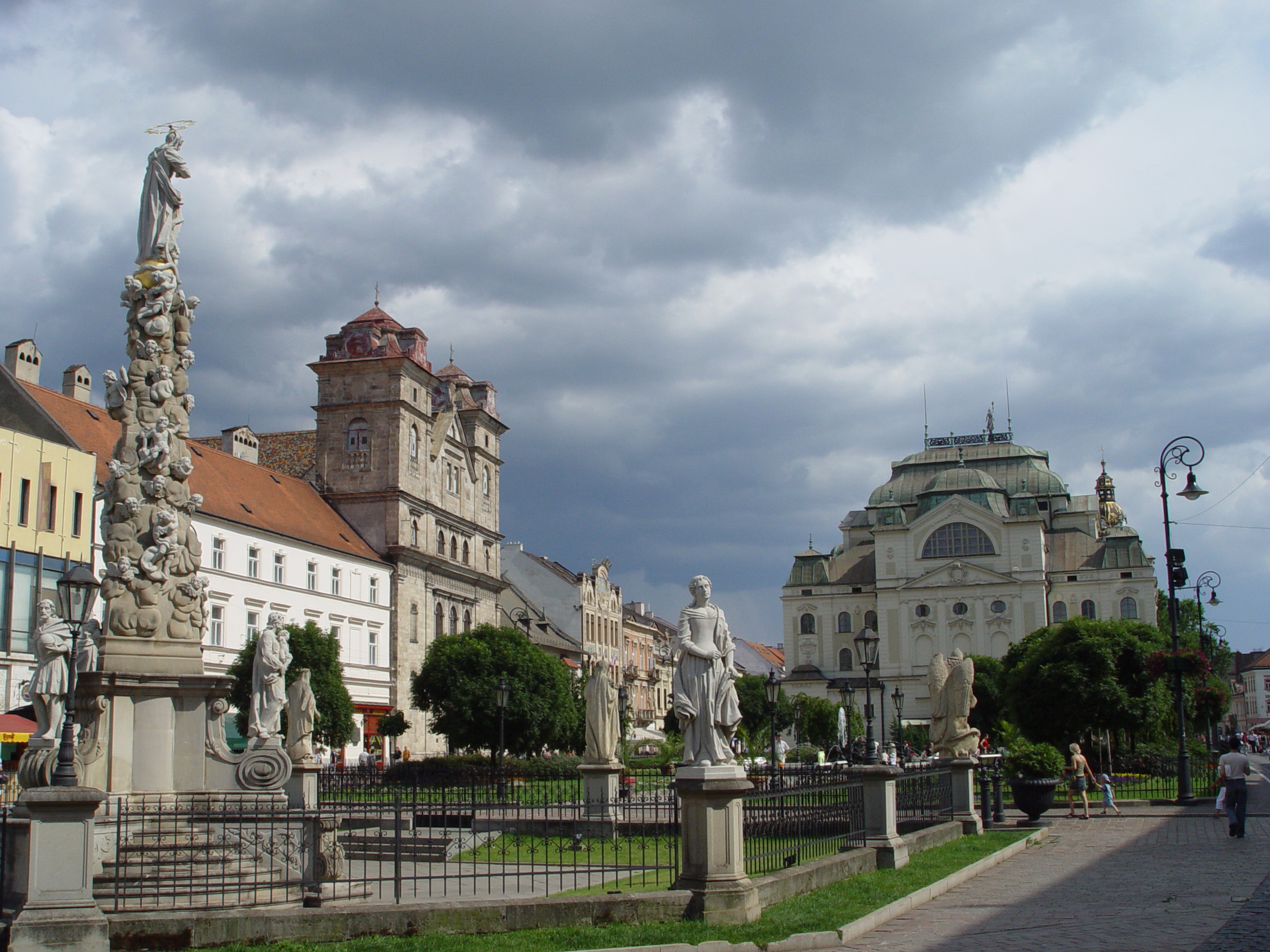
Rue Hlavná.
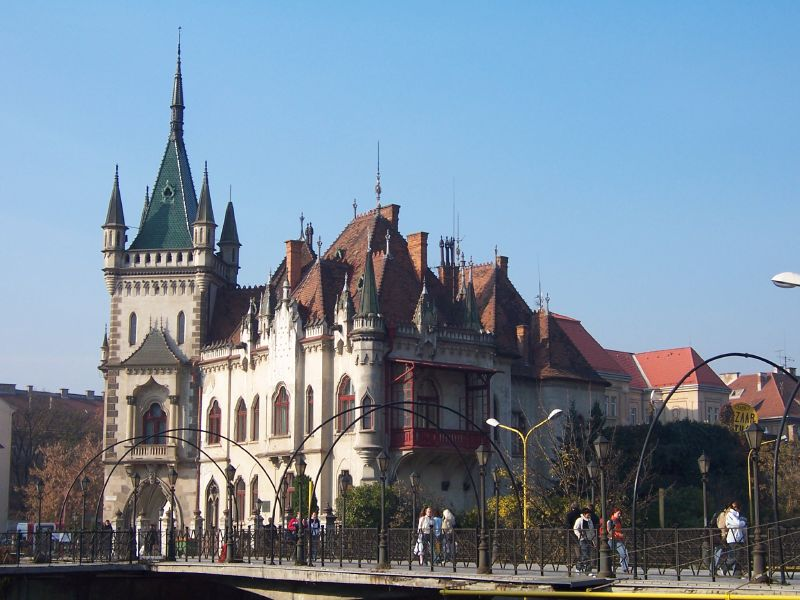
Palais Jakabov.

## Urbanisme

### Morphologie

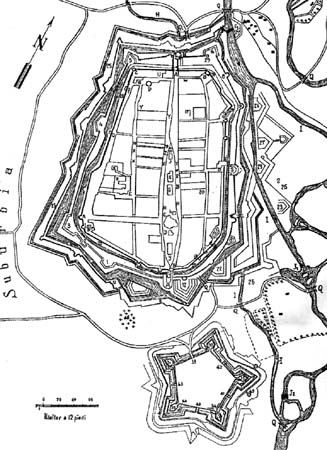
Plan du centre-ville dans ses remparts avec la citadelle actuellement démantelée au sud-est.

Le centre ancien est articulé autour de la rue principale (Hlavná) oblongue orientée nord-sud. Cette disposition est caractéristique des villes de l'Est de la Slovaquie que l'on retrouve entre autres dans les villes de Prešov, Spišská Nová Ves ou Sabinov. La rue principale est plus large au niveau de la cathédrale, là où elle croise les rues Alžbetiná vers l'ouest et Mlynská vers l'est menant vers la gare. Le centre-ville intra muros est donc articulé sous forme de croix entourée de rues formant une ellipse au niveau des anciens remparts.
Košice possède le centre historique de Slovaquie qui comprend le plus grand nombre d'édifices classés. Cette zone (slovaque : Mestská pamiatková rezervácia) s'étend sur 140 ha, ce qui représente 0,925 % de la superficie totale de la ville. Elle comprend le Košice médiéval intra muros ainsi que les rues avoisinantes et concentre la quasi-totalité des édifices bâtis avant 1900.
- Košice intra muros
- Zone bâtie
- Zone agricole
- Zone boisée

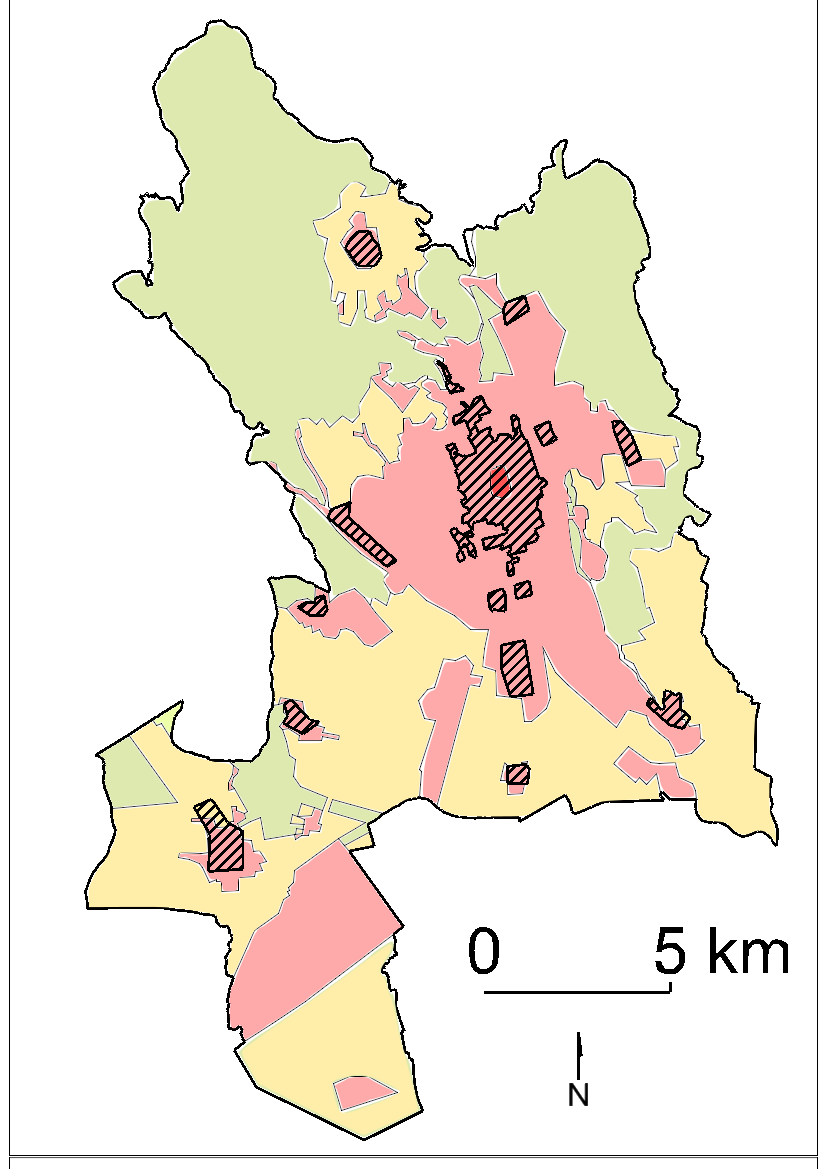
Occupation du sol
Légende :
Košice intra muros
Zone bâtie
Zone agricole
Zone boisée
Zone bâtie vers 1910.

Autour du centre-ville se sont développés les faubourgs. Jusqu'à la Seconde Guerre mondiale, il s'agissait principalement de maisons familiales. Quelques-unes de ces maisons familiales ont survécu dans les quartiers proches du centre, en particulier dans le quartier sud. Durant l'essor démographique de la seconde moitié du XXe siècle, avec notamment l'afflux de Slovaques expulsés de Ruthénie subcarpatique devenue soviétique, une partie de ces maisons a été rasée pour faire place à des quartiers appelés sidlisko (« réglementés ») et où furent construits des immeubles collectifs, d'abord en briques pour les plus anciens 1954-1956 au nord et au sud du centre-ville) puis en panneaux préfabriqués en béton, assemblés pour former la structure : ces immeubles furent appelés paneláks (« préfabriqués ») et furent bâtis en périphérie, y compris sur d'anciens terrains agricoles, entre 1954 et 1958. C'est le cas de la cité cités Comenius, dans laquelle le bâtiment le plus haut atteint déjà sept étages, Sever (« Nord »), Mlynský náhon et Mier. Toutes ces cités font actuellement partie du quartier Sever. Dans les années 1960 ont suivi les cités de Podhradová et Solovjevova toujours au nord de la ville. Avec la construction du complexe sidérurgique dans les années 1960, une nouvelle cité est planifiée pour 60 000 nouveaux habitants à l'ouest de la ville. Cette cité appelée Terasa est la seconde en taille en Slovaquie après Petržalka à Bratislava. Les quartiers de Nad jazerom au sud, Dargovských Hrdinov à l'est, ou Sídlisko KVP au nord-est ont suivi dans les années 1970 et 1980. Le dernier quartier de ce type, Sídlisko Ťahanovce, commencé à la fin des années 1980, ne fut jamais terminé mais compte cependant actuellement plus de 23 000 habitants. En construisant ces quartiers, d'anciens villages comme Barca, Myslava ou Košická Nová Ves se sont fait intégrer dans la ville tout en gardant leur architecture villageoise. Actuellement l'extension de la ville en surface se fait par la construction de villas dans les quartiers comme Pereš ou Krásna. Certains quartiers, bien qu'administrativement rattachés à la ville, ne présentent pas de continuité du bâti avec le centre-ville. Ce sont les quartiers de Pereš, Lorinčík, Poľov, Šaca, Kavečany, Šebastovce. L'extension principale actuellement planifiée est une cité satellite à l'est de la ville pour 45 000 futurs habitants sous forme d'habitations basses.
L'industrie est historiquement concentrée au sud de la ville le long du chemin de fer et de la route vers Budapest. Le complexe sidérurgique US Steel Košice est excentré au sud-ouest de la ville entre le chemin de fer et la route menant à Rožňava. Entre ces deux pôles, les terrains situés à proximité de l'aéroport sont destinés à accueillir à l'avenir la croissance de la superficie destinée à l'industrie. La première entreprise à s'être déjà installé près de l'aéroport est l'équipementier automobile Valeo.

### Architecture

#### Architecture des premiers temps
Les plus anciens édifices visibles actuellement datent du premier âge d'or de la cité aux XIVe siècle et XVe siècle. Ils sont principalement situés sur la rue Hlavná,. Cependant, le plus ancien de tous se situe un peu à l'écart. Il s'agit de l'église des dominicains située sur la place du même nom construite dans les environs de 1290.
Le centre de la ville abrite la cathédrale Sainte-Élisabeth de style gothique occidental tardif, bâtie entre 1378 et 1508 et remplaçant une ancienne église paroissiale romane. Elle constitue l'extrémité orientale de ce style architectural et l'apogée de l'art médiéval dans la région. Avec ses 1 200 m2, cet édifice en cinq nefs est la plus grande église de Slovaquie. À la fin du XIXe siècle, des rénovations importantes dans un style néogothique ont modelé la forme que l'on peut observer aujourd'hui. La cathédrale est complétée au sud par la chapelle Saint-Michel de 1330, et au nord par la tour Urban datant de la fin du XIVe siècle début XVe siècle. Ces trois monuments sont depuis 1970 classé monument culturel national.
L'une des plus anciennes constructions civiles est la maison dite de Levoča (slovaque : Levočský dom) car son second propriétaire en 1542 provenait de cette ville. Elle date du XVe siècle et est sise sur la rue principale. On la reconnaît par l'inclinaison de la façade nord de cet édifice d'architecture gothique.
Les restes d'architecture militaire de cette époque, les premiers remparts construits entre 1260 et 1290, sont conservés au niveau du sous-sol archéologique de la porte base (Dolná Brana) au sud de la chapelle Saint-Michel.

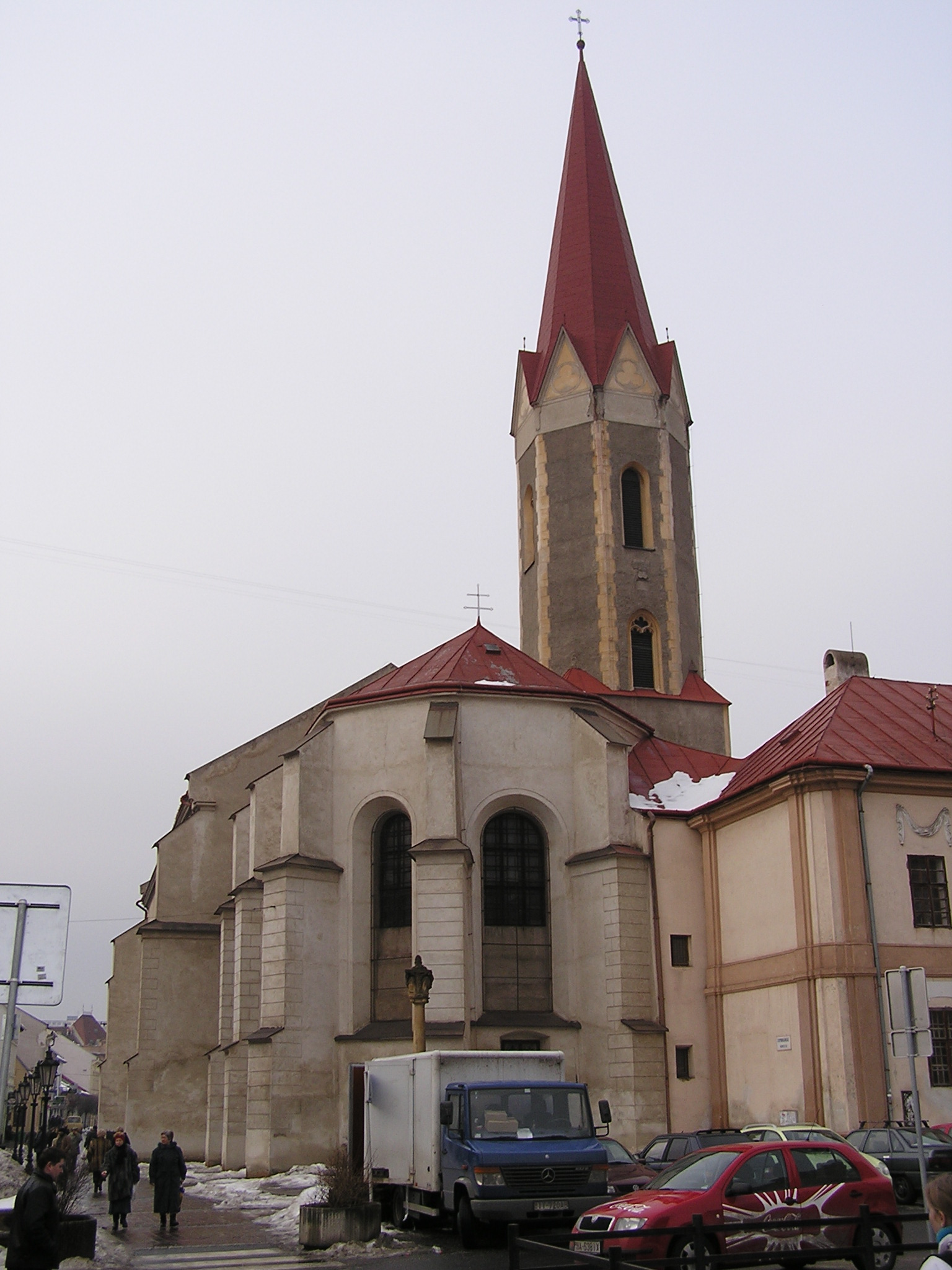
église des dominicains, le plus ancien bâtiment conservé de la ville.
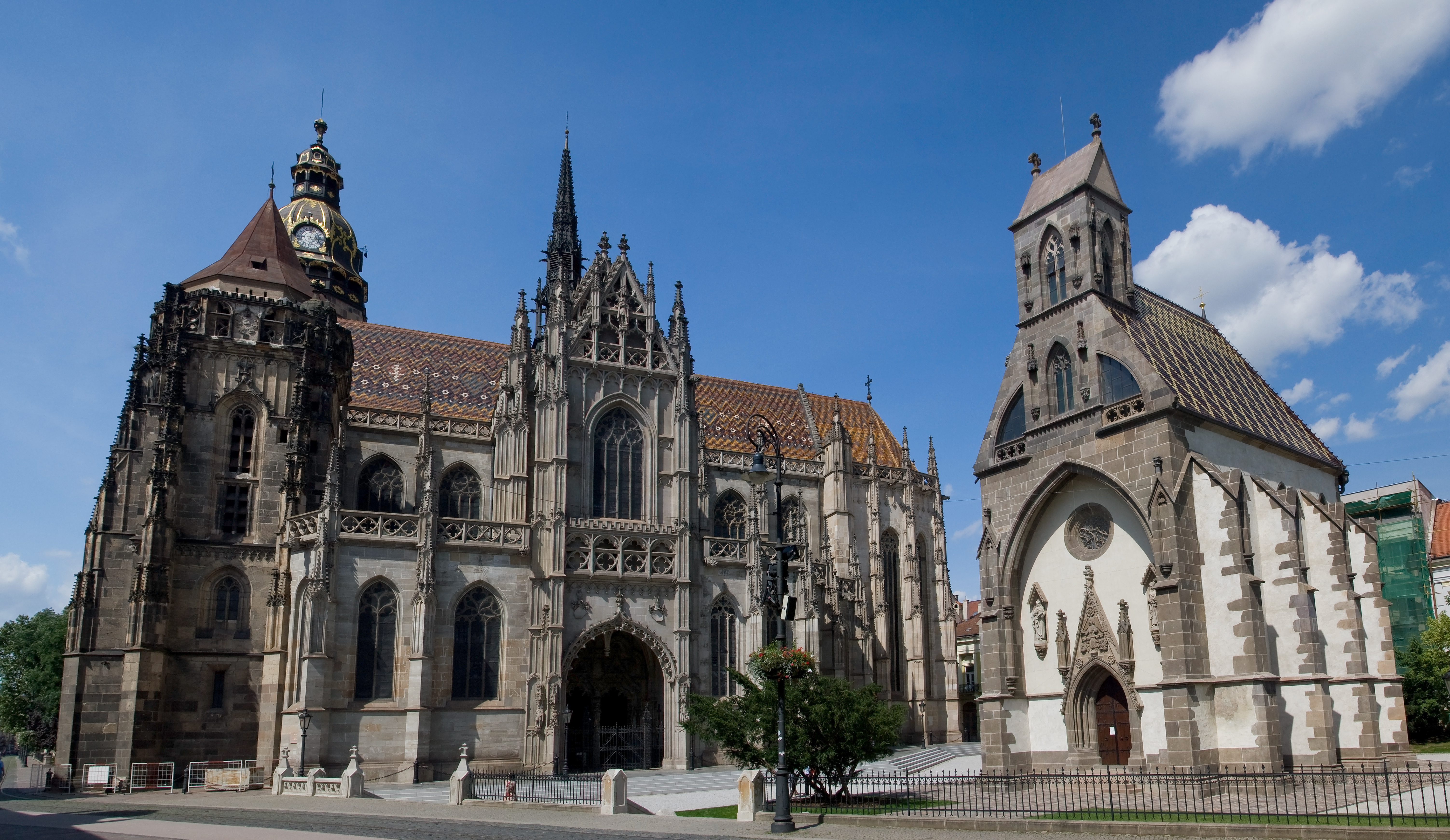
Cathédrale Sainte-Élisabeth et Chapelle Saint-Michel.
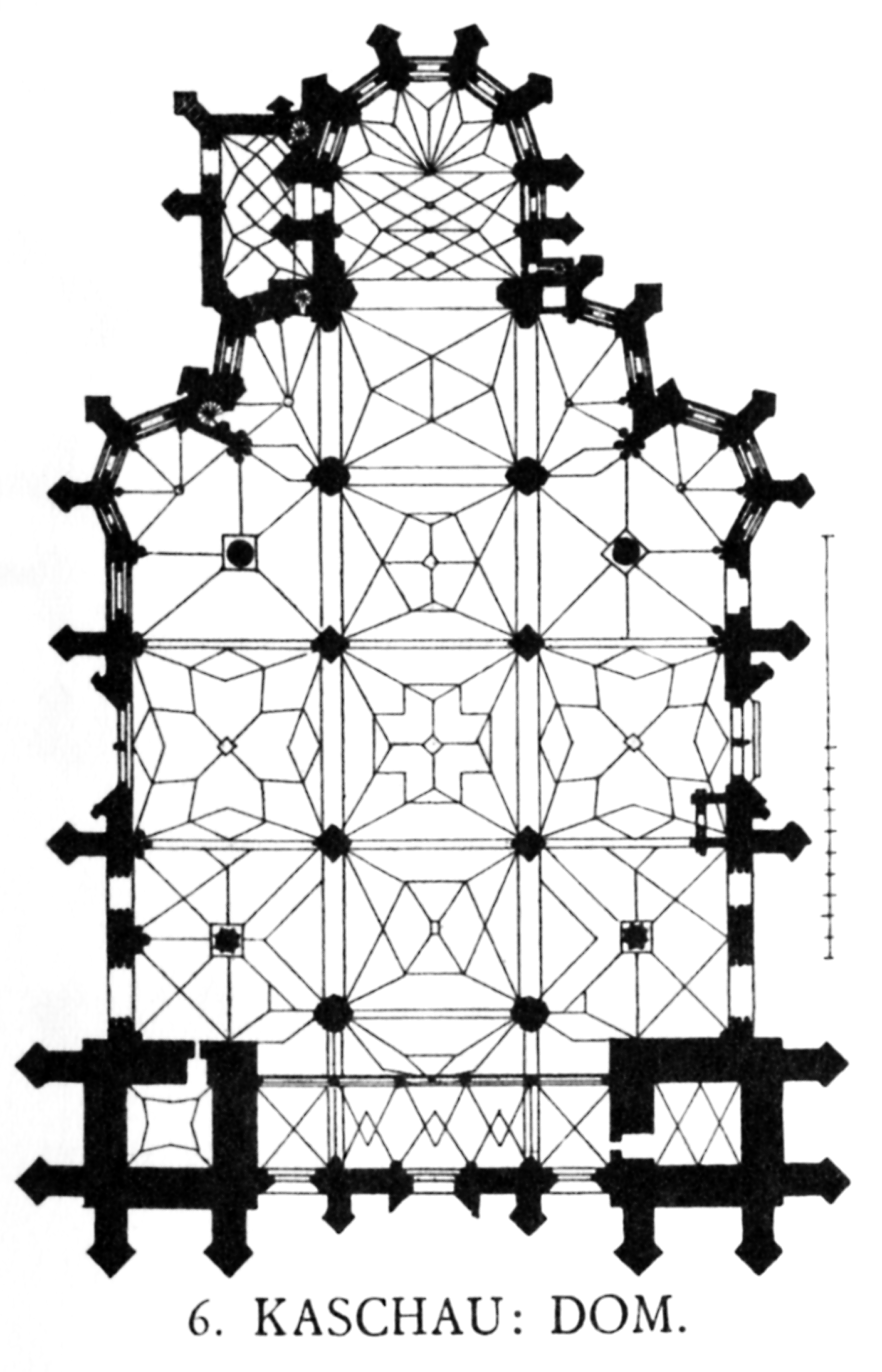
Vue en plan de la cathédrale.
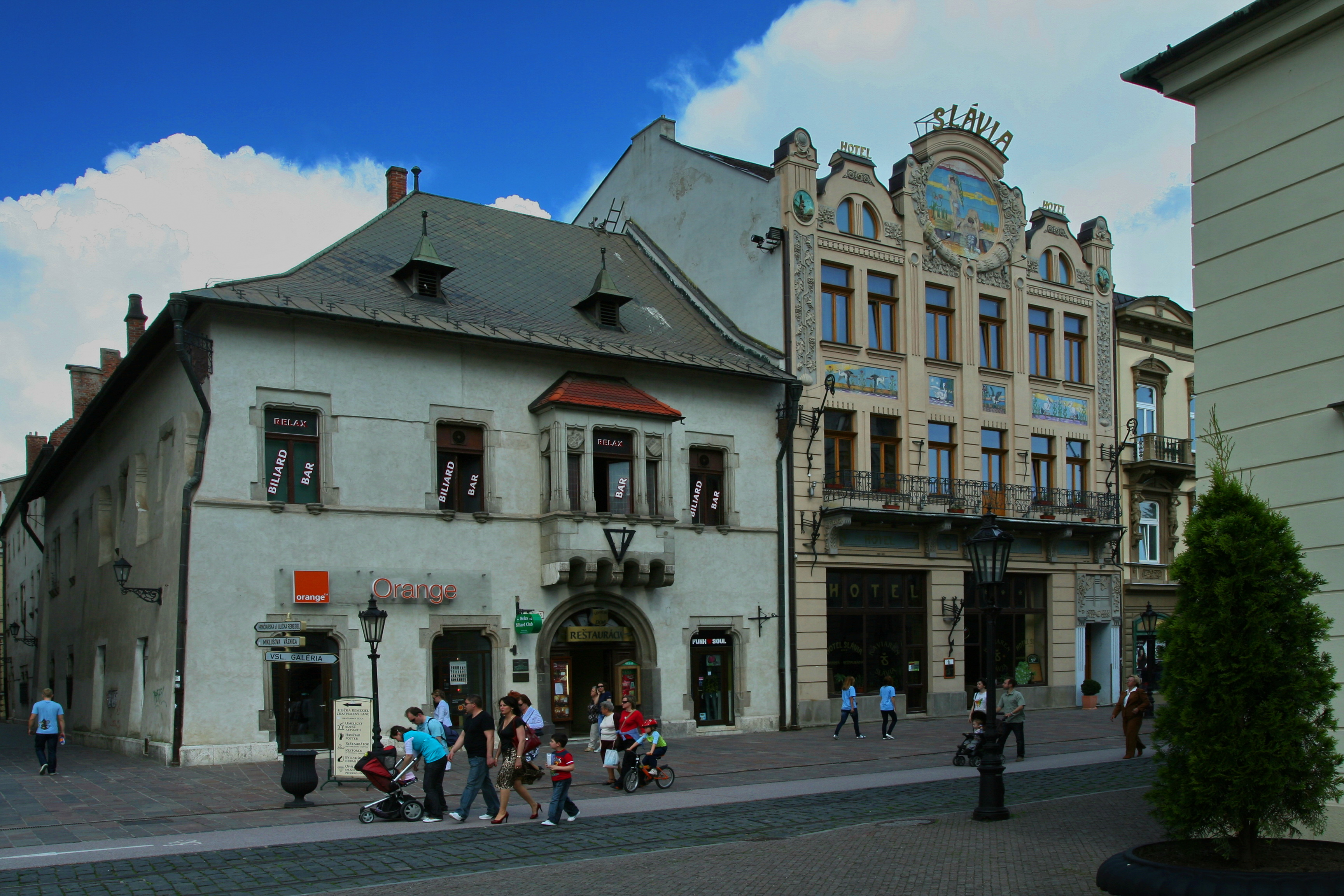
Maison dite de Levoča.

#### Architecture desXVIIIeetXIXesiècles
La première moitié du XVIIIe siècle marque l'arrivée du style baroque qui bénéficie d'une relative prospérité économique. De plus, après la Contre-Réforme, les catholiques reconvertissent la ville à leur foi ce qui explique l'importance de l'architecture religieuse du début de cette période, l'église de la Sainte Trinité en est le premier monument significatif. La statue baroque de l'Immaculée et de la Sainte trinité de 1723 fut construite en remerciement de la fin de l'épidémie de peste qui frappa la ville en 1709 et 1710. L'église des dominicains fut rénovée en 1741.
Par la suite, la noblesse s'installe en ville et s'y construit des palais. Au début du XIXe siècle, Košice étant une ville de province, les bâtiments de styles classique et Empire ne sont pas très nombreux, exception notable du palais Csáky-Dezőfi de style classique, occupé depuis peu par la plus grande librairie de la ville après avoir été jusqu'en 2007 le siège de la cour constitutionnelle slovaque, et du palais Forgács de style Empire, actuellement bibliothèque publique.
Le style romantique de la fin du XIXe siècle se matérialise par la rénovation néo-gothique de la cathédrale Sainte-Élisabeth entre 1877 et 1896 et des constructions néo-baroque comme le palais Jakabov, le Théâtre d'État ou le palais Andrássy de 1899.

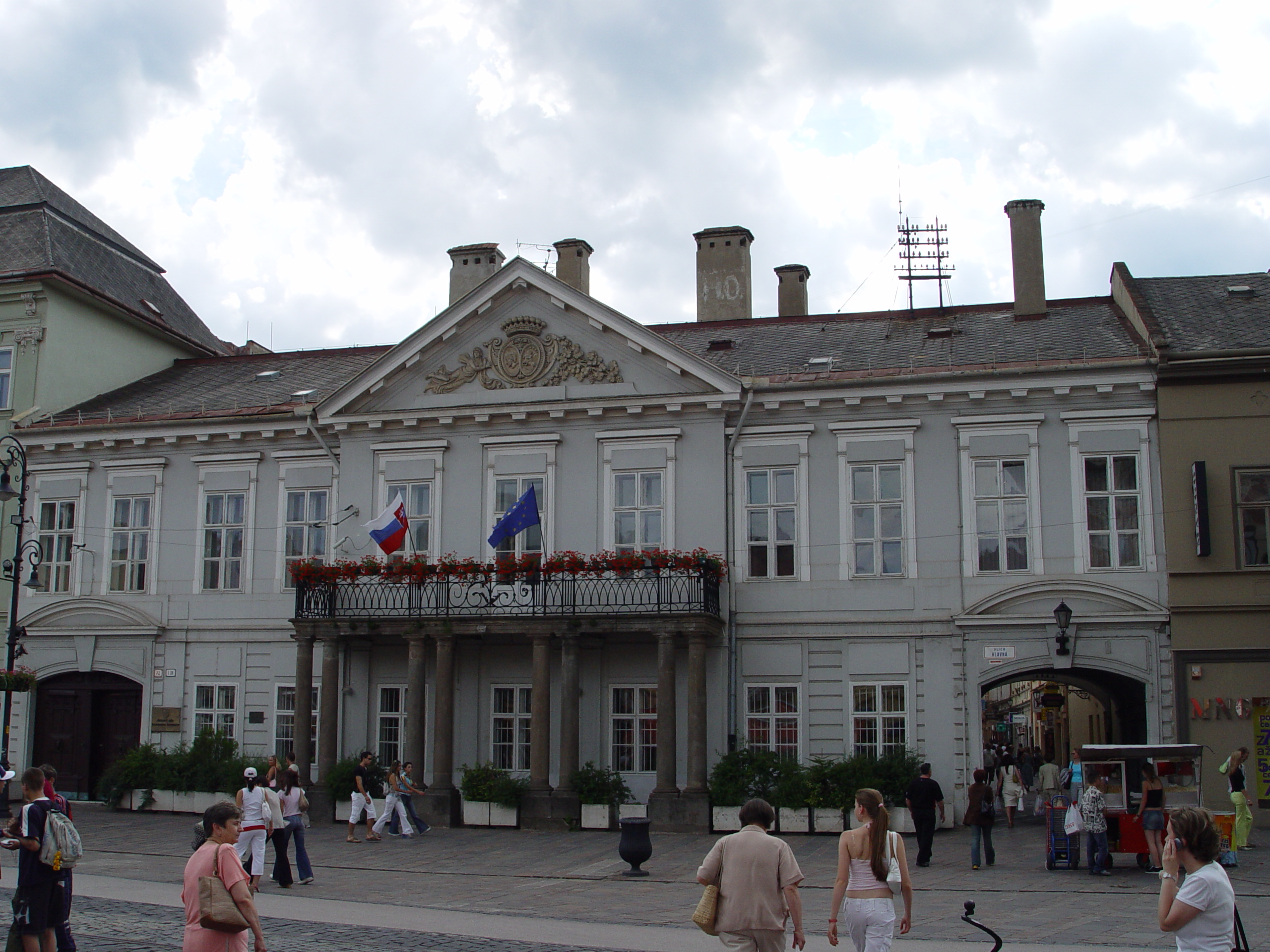
Palais Csáky-Dezőfi.
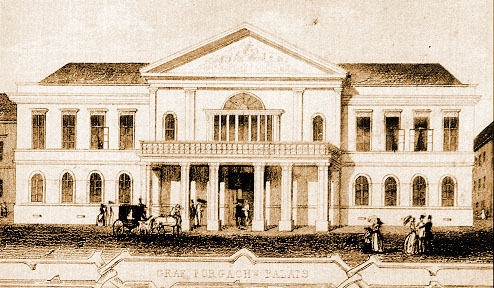
Palais Forgács sur une gravure d'époque.
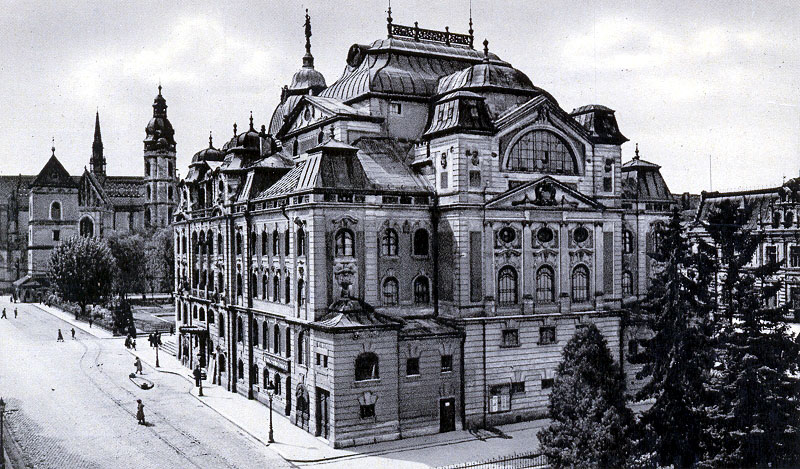
Le Théâtre d'État en 1900.
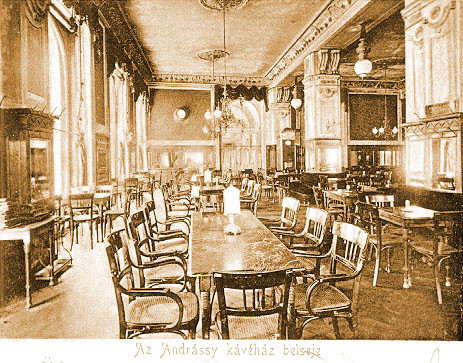
Intérieur du rez-de-chaussée du palais Andrassy au début du XXe siècle.

#### Architecture sous la première république
Le style dominant de l'entre-deux-guerres est le fonctionnalisme et le cubisme pragois. Les principaux bâtiments de ce style que l'on peut observer aujourd'hui sont l'hôpital d'État (štátná nemocnica connu aujourd'hui sous le nom de « vieil hôpital », Stará nemocnica) de 1924, la caserne des pompiers (slovaque : hasičská zbrojnica) de 1928 et l'ensemble Poste et Télégraphe construit entre 1928 et 1930. Toujours dans ce style, en 1931, on bâtit les premiers logements collectifs pour des employés de banque dans les faubourgs nord et le premier immeuble construit en hauteur commandé par les assurances Generali et terminé en 1939.
C'est de 1927 que l'on doit les principales constructions issues de la communauté juive à savoir la synagogue néologue et la synagogue orthodoxe.

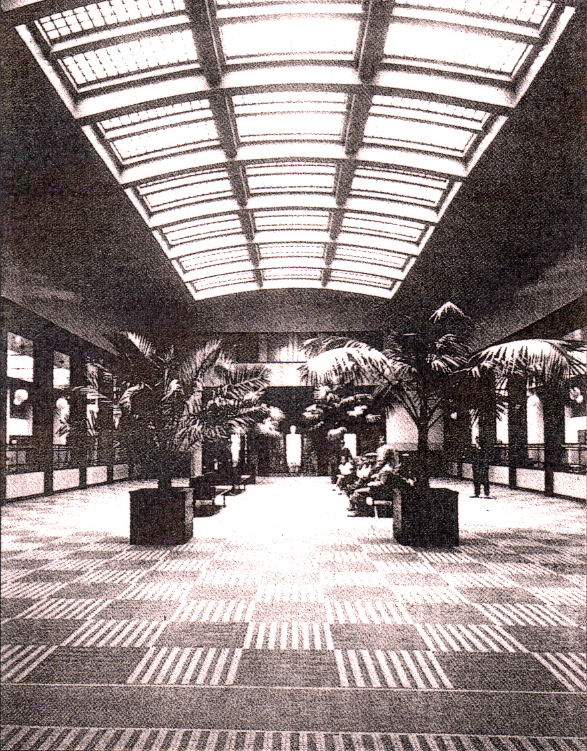
Intérieur du bâtiment de la poste.
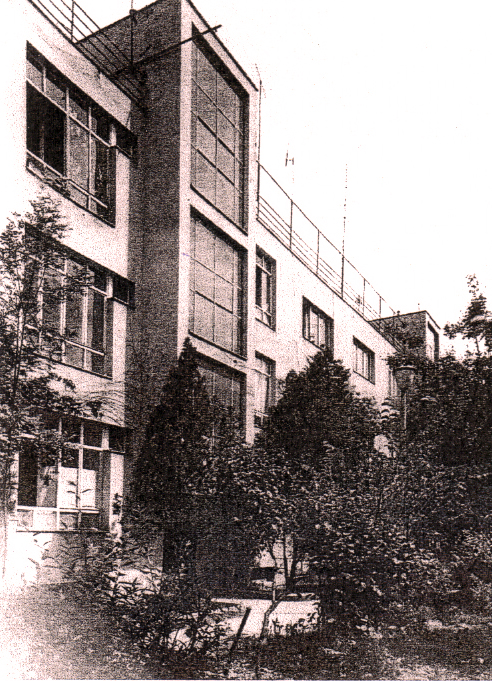
Logements collectifs de 1931.
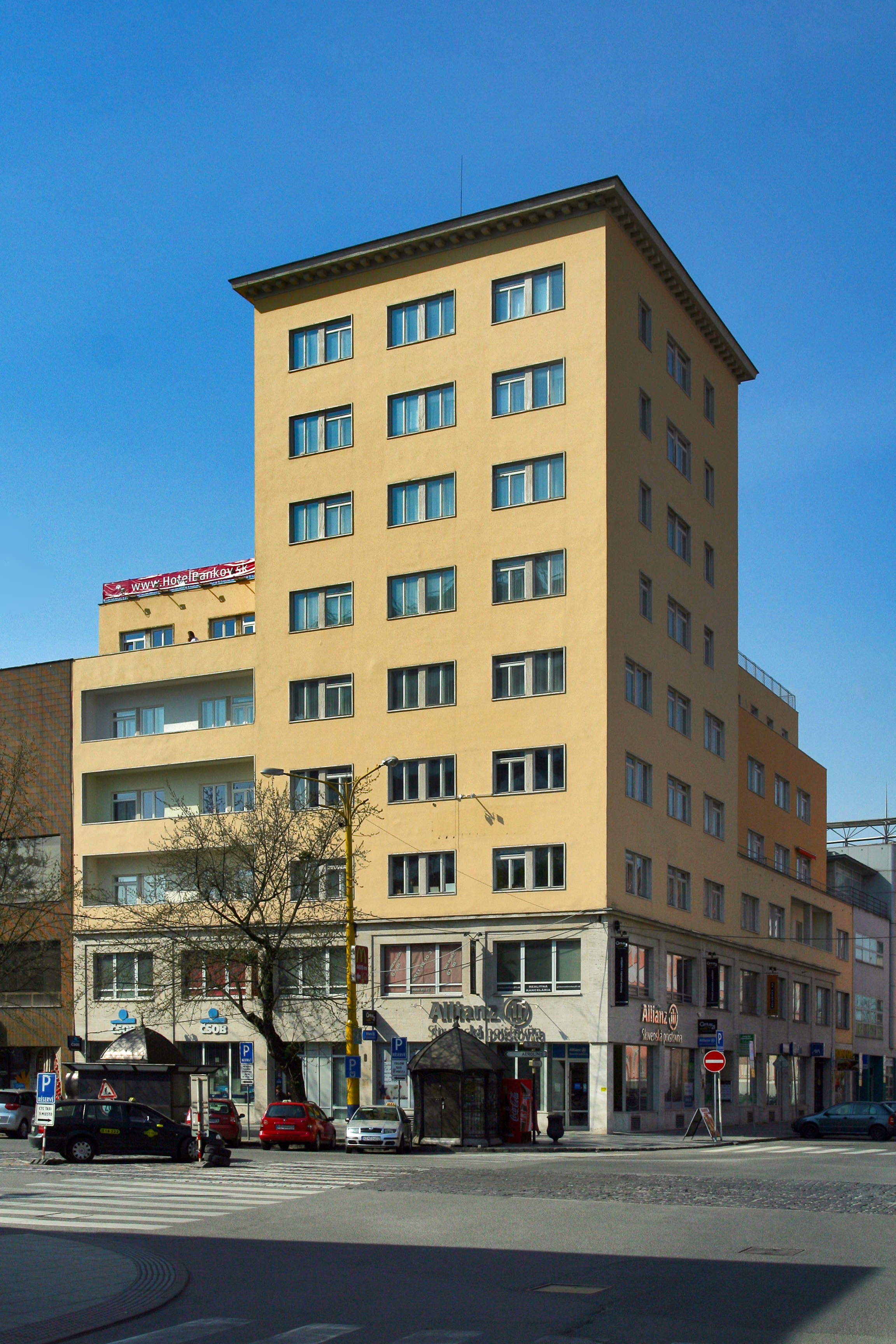
Immeuble des assurances Generali.

#### Architecture sous la période communiste
La période communiste fut celle de la création des grands quartiers périphériques composés presque exclusivement d'immeubles collectifs préfabriqués nommés paneláks. Leur construction se poursuivit jusqu'au début des années 1990. De nombreux bâtiments à vocation publique ont accompagné l'accroissement démographique de la ville. Il s'agit de centres commerciaux disséminés dans les quartiers résidentiels, de bureaux ou du nouvel hôpital inauguré en 1981 actuellement la plus haute construction de la ville.
De nombreux bâtiments ont été détruits pour faire place à des constructions en béton comme la gare, l'hôtel Schalkház, et le quartier Huštáky, banlieue de maisons unifamiliales, qui fit place à des immeubles d'habitation verticaux. Il faut attendre le 2 février 1983 pour que le centre-ville bénéficie d'une protection et soit déclaré réserve architecturale urbaine.

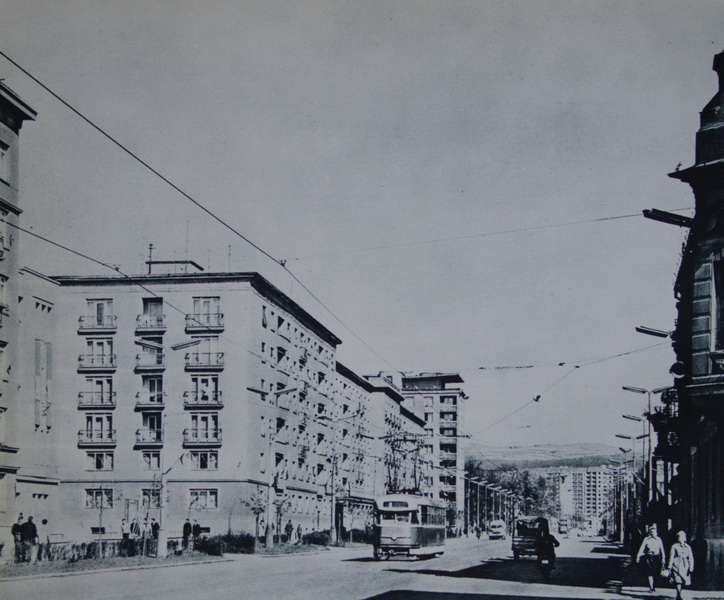
Première cité d'immeubles collectifs préfabriqués de la période communiste construit entre 1954 et 1958.
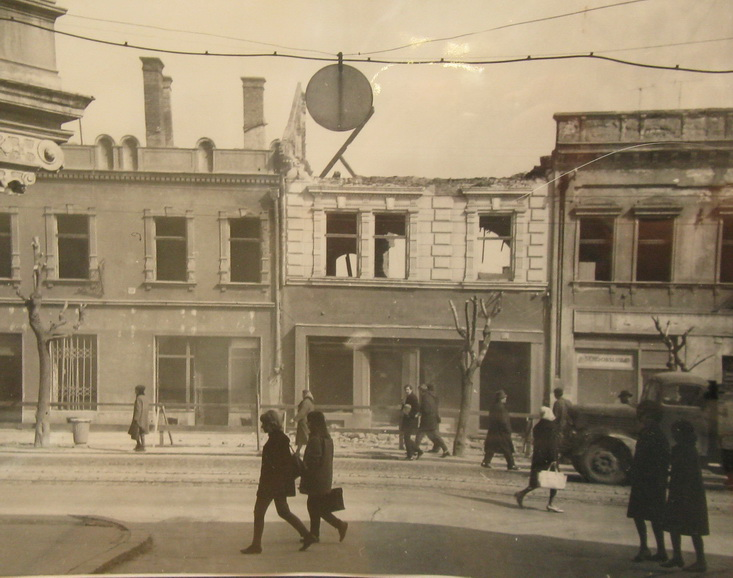
Destruction de maisons du centre-ville pour faire place à un centre commercial.
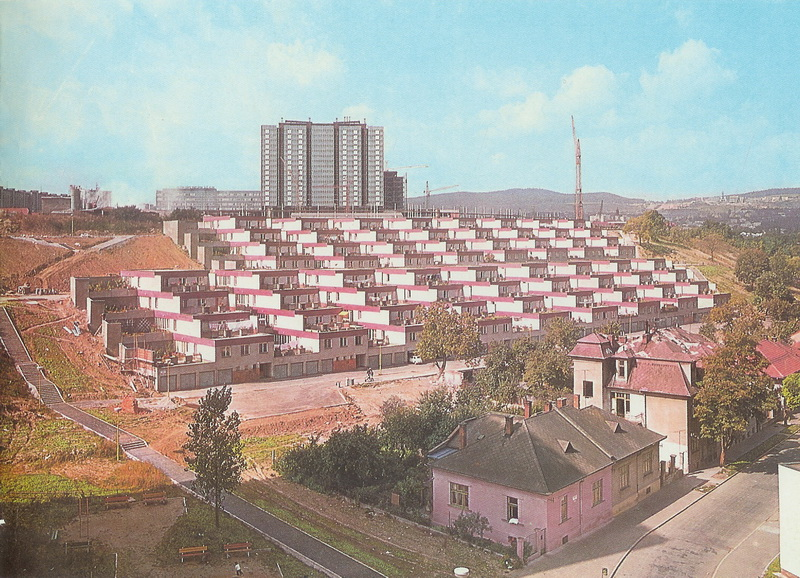
Le nouvel hôpital et maisons en terrasse.
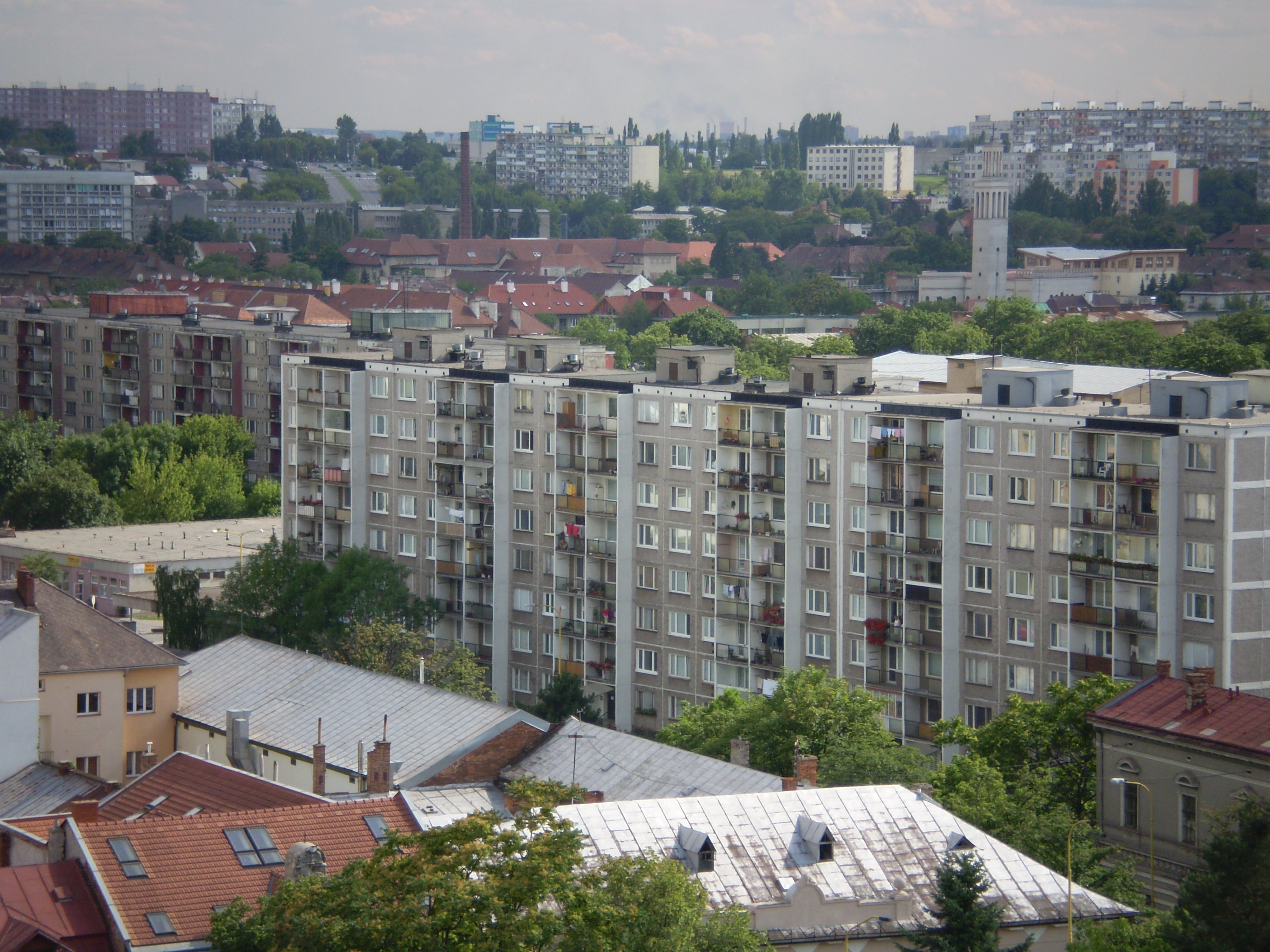
Immeubles à appartement.

#### Architecture après l'indépendance
La fin du régime communiste a radicalement changé les tendances architecturales et le rythme de construction qui s'est fortement ralenti. Il en résulte que le paysage urbain, en particulier celui des banlieues, est toujours très fortement marqué par cette dernière période. Quelques bâtiments significatifs de la période en cours sont la banque nationale, construit en 1996, l'aéroport, en 2004, la Steel Aréna construite entre 1996 et 2006 ou le complexe Cassovar ouvert en 2010, premier complexe multifonctionnel de bureaux et d'habitations bâti sur le site d'une ancienne brasserie.

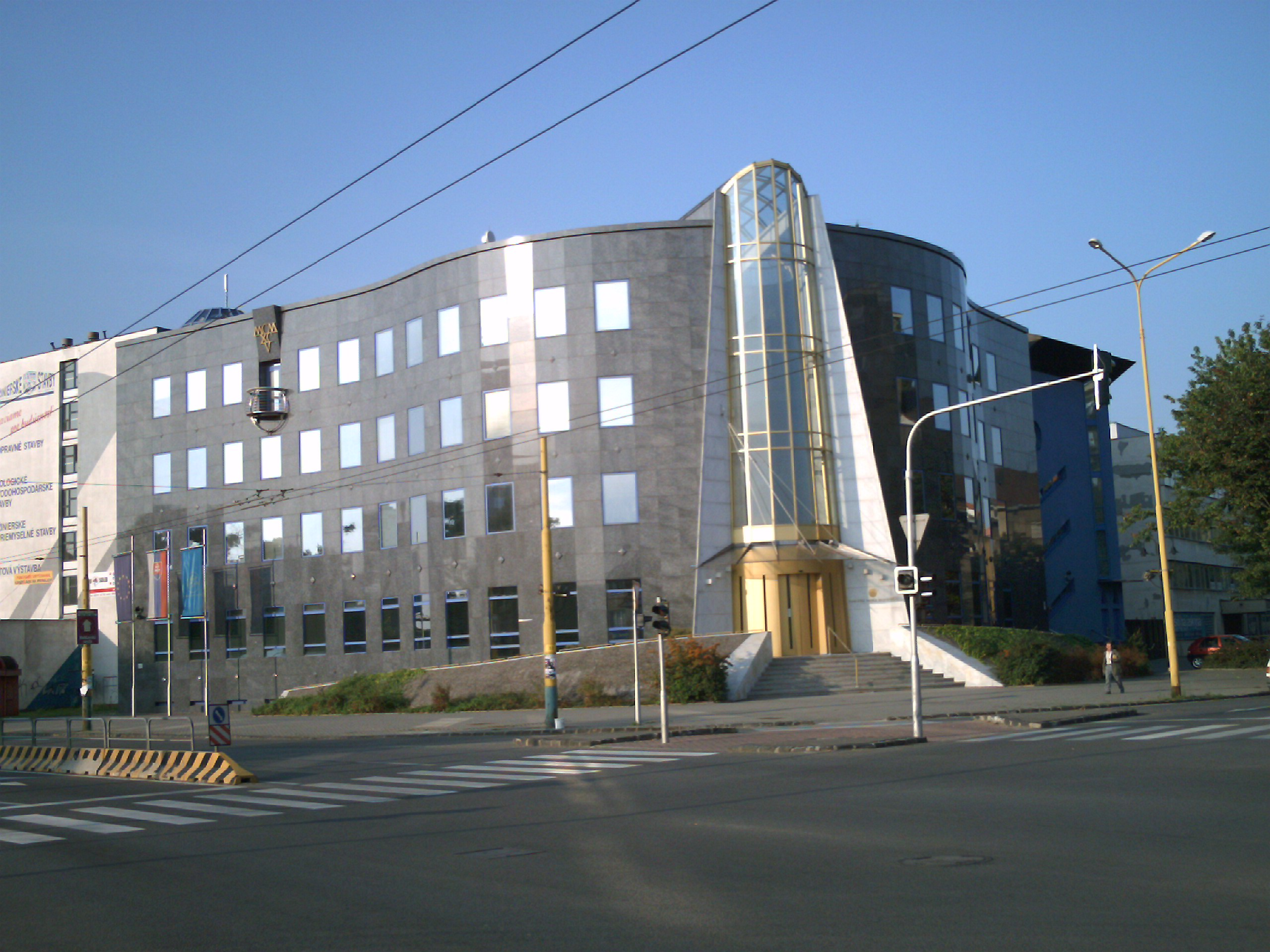
Banque nationale de Slovaquie, Agence de Košice.
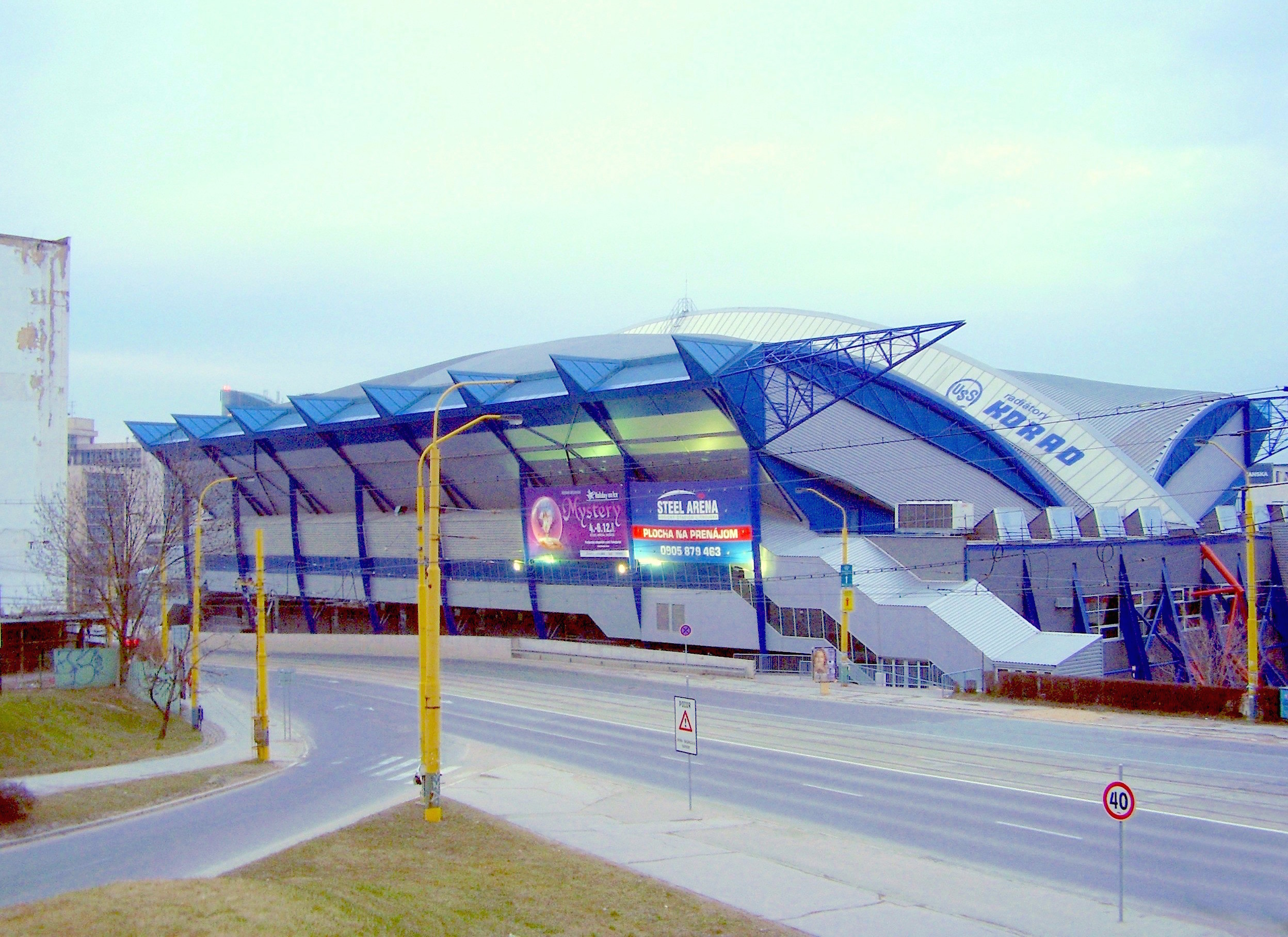
Steel Aréna.
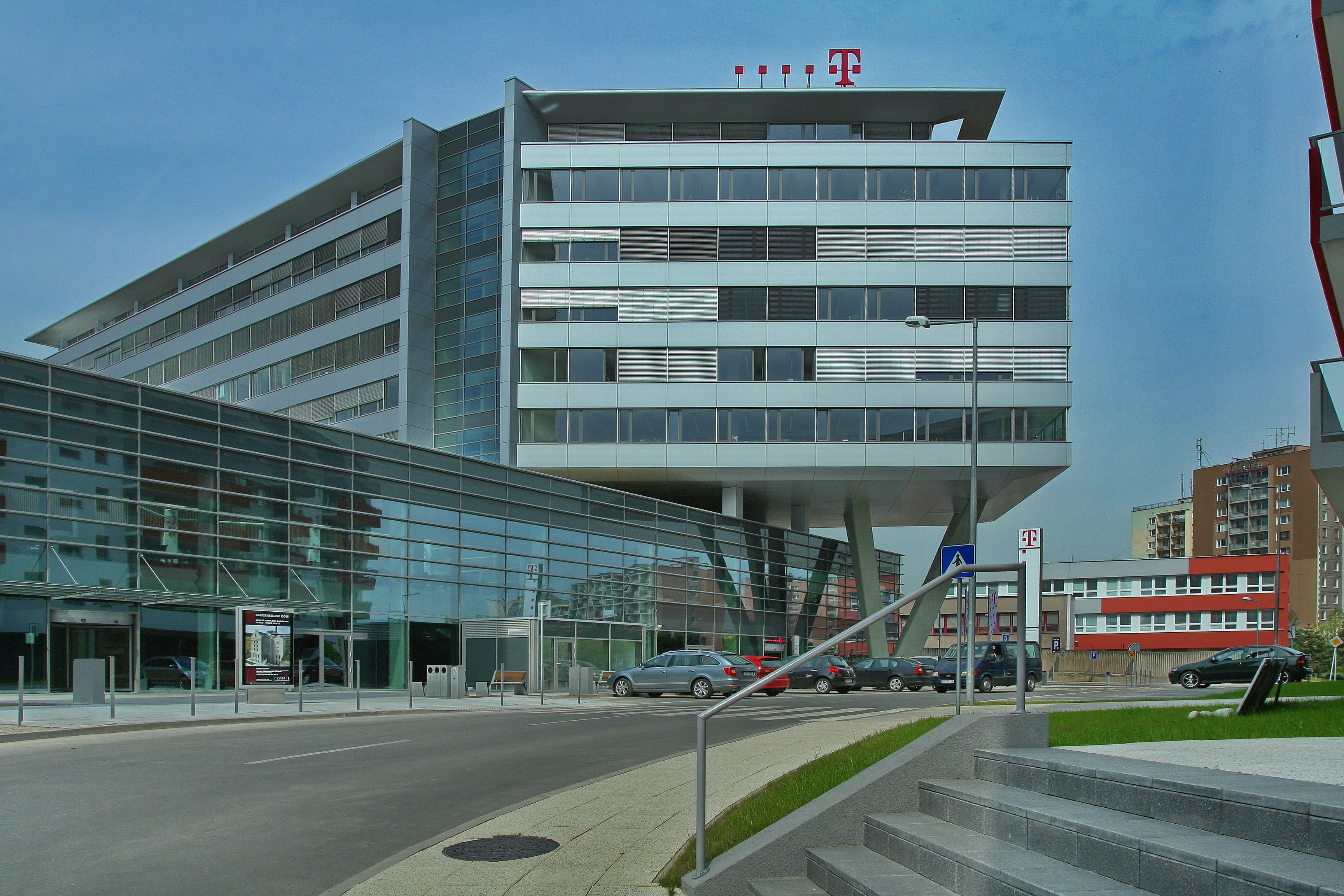
Complexe cassovar.

## Administration

### Politique
Le nom de près de 200 personnalités occupant la plus haute fonction administrative de la ville a été conservé depuis 1307, certains de ceux-ci l'ayant occupée à plusieurs reprises. Le statut de ville puis de ville libre royale et les privilèges qui les accompagnent définirent leur fonction durant le Moyen Âge et la renaissance. Leur titre a changé avec le temps et depuis 1983, ils portent le nom de primator.

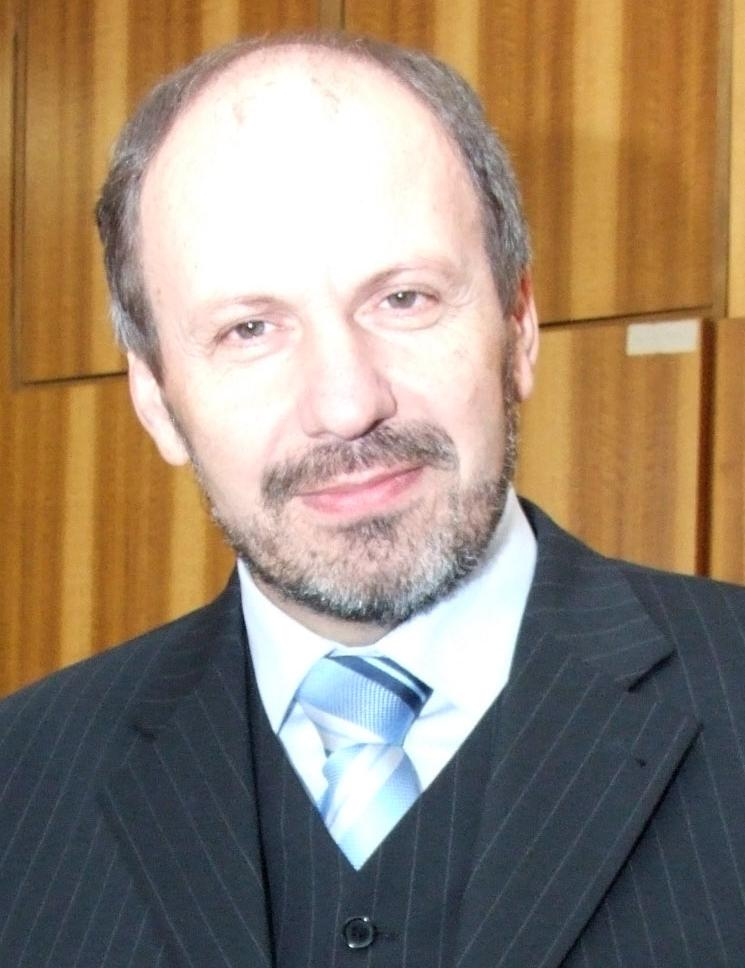
František Knapík, Primator (maire) de Košice de 2006 à 2010.

Actuellement, Košice est avec Bratislava une des deux villes slovaques à statut spécial. La loi du Conseil national de la République slovaque 401/1990 Zb. du 1er octobre 1990 sur la ville de Košice lui donne le cadre de son autonomie administrative et définit les 22 quartiers autonomes. L'autonomie de ces derniers a été élargie par la loi 222/2006 Zb. de 2006. Le conseil communal (slovaque : Mestské zastupiteľstvo) est composé de 50 membres élus pour 4 ans au suffrage proportionnel. À sa tête, le primator est élu au suffrage universel direct en un tour. Il est l'organe exécutif et représentatif de la ville. Le maire actuel est Jaroslav Polaček, il a été inauguré le 10 décembre, 2018.
L'administration de la ville est appelée Magistrát. Son siège, l'hôtel de ville, est situé dans le quartier Západ dans un bâtiment surnommé localement 'la maison blanche' (slovaque : Bielý dom) construit entre 1981 et 1985. L'ancien hôtel de ville (slovaque : Stará radnica) situé au centre sur la rue Hlavná et bâti en 1780 est utilisé comme siège représentatif.
| Nombre de sièges (2006 - 2010) | Parti politique (2006 - 2010)                 | Nombre de sièges (2011 - 2014) | Parti politique (2011 - 2014)                 |
| ------------------------------ | --------------------------------------------- | ------------------------------ | --------------------------------------------- |
| 32                             | - KDH - SDKÚ-DS - SMK-MKP                     | 19                             | - KDH - SDKÚ-DS - SMK-MKP                     |
| 11                             | - SMER - ĽS-HZDS - SNS - SF                   | 18                             | - SMER - Most-Híd                             |
| 4                              | Candidats indépendants                        | 10                             | Candidats indépendants                        |
| 1                              | HZD                                           | 1                              | ĽS-HZDS                                       |
| 1                              | Prosperita Slovenska (PS)                     | 1                              | Európska demokratická strana (EDS)            |
| 1                              | - Strana občianskej solidarity (S.O.S.) - SRS | 1                              | - Strana občianskej solidarity (S.O.S.) - SDĽ |

Le budget ordinaire de la ville pour 2009 était en bénéfice de 6 768 644 € pour des revenus de 118 767 181 € mais la ville possède une dette historique assez lourde qui plombe ses budgets annuels. Le budget après service de la dette est en déficit de 2 382 144 €. L'agence de cotation Moody's changea sa perspective sur la notation Aa2.sk de stable à négative le 21 décembre 2009 en raison des résultats opérationnels de la ville.

### Divisions administratives
La ville est divisée en 4 districts, numérotés de I à IV, pour les besoins administratifs nationaux. Un cinquième district nommé Košice-okolie ou environs de Košice est administré depuis Košice pour 112 communes autour de la ville.
Pour l'administration locale, 22 quartiers autonomes (slovaque : samosprávna mestská čast) exercent leurs compétences[pas clair]. Ils sont administrés par un Starosta entouré d'un conseil dont le nombre de membres varie de 5 à 23 en fonction du nombre d'habitants du quartier concerné. Certains de ces quartiers sont d'anciennes communes intégrées dans la ville de Košice au cours de la seconde partie du XXe siècle. En effet, en 1968, les villages de Barca, Košická Nová Ves, Myslava, Poľov, Šaca, Ťahanovce, Vyšné Opátske sont rattachés à la ville et à partir de 1976 les communes de Kavečany, Krásna nad Hornádom, Lorinčík et Šebastovce firent également partie du territoire de la ville.
Les districts, avec les quartiers qui les composent, sont :
|                             | Divisions territoriales de Košice (districts et quartiers) |                     |               |
| Košice I                    | Košice II                                                  | Košice III          | Košice IV     |
| Džungľa                     | Lorinčík                                                   | Dargovských Hrdinov | Barca         |
| Kavečany                    | Luník IX                                                   | Košická Nová Ves    | Juh (Sud)     |
| Sever (Nord)                | Myslava                                                    |                     | Krásna        |
| Sídlisko Ťahanovce          | Pereš                                                      |                     | Nad jazerom   |
| Staré mesto (Vieille Ville) | Poľov                                                      |                     | Šebastovce    |
| Ťahanovce                   | Sídlisko KVP                                               |                     | Vyšné Opátske |
|                             | Šaca                                                       |                     |               |
|                             | Západ (Ouest)                                              |                     |               |

La division administrative de base est le territoire cadastral. Celui-ci correspond en général au quartier autonome. Certains quartiers sont cependant divisés en 2 ou 3 territoires cadastraux comme le quartier de Šaca divisé en Šaca et Železiarne, d'autres territoires cadastraux correspondent bien aux quartiers mais portent un autre nom comme Dargovských Hrdinov qui devient Furča. Dans ce cas, les deux noms sont utilisés dans le langage courant pour désigner un même quartier.

### Autonomie régionale et administration de l'état
Košice est la capitale régionale de la région homonyme. La ville est également le siège de la cour constitutionnelle de Slovaquie et de l'administration territoriale (obvodný úrad) compétente pour la région de Košice.

## Culture

### Musique
La ville de Košice est dotée d'un orchestre symphonique, la Philharmonie d'État de Košice (en slovaque Štátna filharmónia Košice) créée en 1968. Elle se produit au Dom umenia (Maison des Arts), ancienne synagogue reconvertie en salle de concerts. C'est le deuxième orchestre du pays en importance, derrière l'Orchestre philharmonique slovaque basé à Bratislava.

### Théâtres

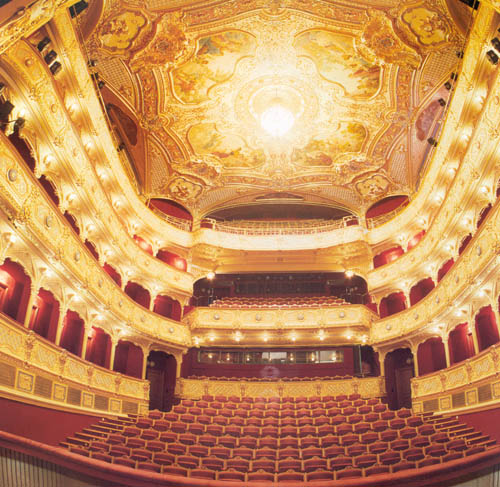
Intérieur du Théâtre d'État.

Le Théâtre d'État, qui présente un programme classique, est le principal de la ville. Il est animé par trois troupes professionnelles l'une de théâtre, l'autre de ballet et la dernière d'opéra se produisant sur deux scènes. La première, la principale, est située dans le bâtiment historique de 1899, l'on y joue principalement du ballet et de l'opéra, parfois du théâtre. La seconde, la petite scène (slovaque : Malá Scéna), se situe à proximité dans un bâtiment de style Art nouveau et est consacrée exclusivement aux représentations théâtrales. Le Théâtre de marionnettes (slovaque : Bábkové divadlo) présente, depuis le 17 juin 1959, un programme pour les petits et les grands et depuis 1995, le studio Jorik le complète en jouant dans les mêmes locaux pour un public jeune un théâtre de type expérimental,. Divadlo na peróne (français : Théâtre sur le quai), fondé en 2005, est un petit théâtre indépendant et contemporain qui se produit dans le centre culturel Tabačka kulturfabrik. Le Théâtre Cassia Košice programme des comédies et des comédies musicales dans une ancienne salle de cinéma.
Les minorités ethniques hongroise, depuis 1969, avec le théâtre Thália et roms, depuis 1992, avec le théâtre Romathan ont leurs propres scènes et troupes professionnelles.

### Musées

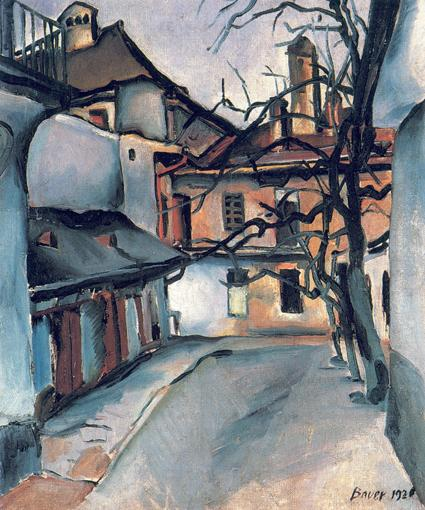
Konštantín Bauer, De l'ancienne Cassovie (1928).

En 1872, est fondé le Musée de la Haute Hongrie, aujourd'hui, Musée de la Slovaquie de l'Est. Il présente sur plusieurs sites une exposition sur l'histoire de l'Est de la Slovaquie depuis l'âge de la pierre. On peut y admirer le "Trésor de Košice" retrouvé en 1935 sous le 68, de la rue Hlavná et composé de 2 920 pièces d'or ; l'église en bois du village de Kožuchovce, déplacée et remontée à Košice en 1927 ; le Rodošto, réplique de l'habitation de François II Rákóczi durant son exil en Turquie construite en 1943; l'ancienne prison de Mikluš. Il présente aussi des expositions d'art, de numismatique et de la nature des Carpates, c'est le musée le plus visité de la ville et sa collection est riche de plus de 500 000 objets.
Le Musée slovaque des techniques présente une collection d'objets qui décrivent l'histoire des techniques à partir du XVIIIe siècle, notamment dans le domaine du travail des métaux, de l'extraction minière, de l'horlogerie, de la physique et de la chimie. Un planétarium et le musée de l'aviation y sont associés ainsi que huit autres expositions décentralisées à Prešov, Vlachovo, Medzev, Moldava nad Bodvou, Spišská Belá, Budimír et Bratislava.
La Galerie de la Slovaquie de l'Est, fondée en 1951, expose plus de 6 400 œuvres artistiques principalement de l'Est de la Slovaquie des XIXe et XXe siècle. Elle est située depuis 1992 dans les anciens bâtiments du gouverneur du comitat en style baroco-classique.
Il existe au centre, en plus des trois institutions déjà mentionnées, deux petits musées. Le premier, le Musée Vojtech Löffler, est consacré au sculpteur local Vojtech Löffler et propose une rétrospective de ses œuvres dans la maison où l'artiste a vécu. Le second, le Musée de figurine en cire est le premier de ce type en Slovaquie. Il est implanté dans la Tour Urban à proximité immédiate de la cathédrale.
Le jardin zoologique et le jardin botanique sont les musées du vivant de Košice. Le zoo de 288 ha est considéré comme le plus grand d'Europe centrale par sa superficie. Il présentait, en 2007, 845 animaux de 151 espèces différentes présentes sur 5 continents. Il est situé à 7km du centre-ville de Košice dans le quartier de Kavečany. Le jardin botanique est tenu par l'Université Pavol Jozef Šafárik. Ses serres présente toute l’année une collection de plantes tropicales et subtropicales en particulier des orchidées et des cactus. L’arboretum de 20 ha est constitué de 287 taxons indigènes et introduits.

### Cinémas
Le premier cinéma permanent à Košice a ouvert ses portes le 30 mai 1909 sous le nom de Uránia. Sous le régime communiste, on comptait plusieurs salles de cinéma dispersé en ville dont la plus grande, le cinéma Družba, fut construite en 1973 dans le quartier de Terasa et avait une capacité de 500 spectateurs. En 2008, il existait encore en ville cinq petits cinémas à une salle. Le paysage cinématographique a depuis profondément changé avec l'arrivée des complexes multisalles associés à un centre commercial Optima en 2008 et Galéria en 2009. Au total, 11 salles pour 2 200 places ont été ouvertes en l'espace d'un an et un troisième complexe est en construction dans le futur centre commercial Aupark. Actuellement, en plus de ces complexes multisalles, seul le cinéma Úsmev dans le centre-ville et le cinéma alternatif Biograf sont en activité.

### Centres culturels alternatifs
Dans le cadre de Košice capitale européenne de la culture en 2013, un site de casernes désaffectées a fait la place à Kasárne Kulturpark, un centre culturel consacré aux arts contemporains et à la culture moderne et indépendante accueillant tous types d'événements culturels. Le second centre, le Tabačka kulturfabrik, est un espace logé dans d'anciens locaux industriels proche du centre-ville et propose au public des expositions, des représentations théâtrales, musicales, de danse ou de productions multimédia.

### Événements culturels
La Commission européenne a annoncé le 9 septembre 2008 que Košice serait, avec la ville française de Marseille, Capitale européenne de la culture en 2013. Dans ce cadre, de nouveaux événements culturels sont proposés comme une Nuit Blanche (slovaque : Biela noc) organisé pour la première fois en octobre 2010. D'autres événements annuels antérieurs à la nomination de capitale culturelle sont le Cassovia folkfest, un festival folklorique, et le festival des télévisions locales Zlatý žobrák en juin, le festival gastronomique Gurmán Fest en septembre. En octobre, sont organisés le JAZZ festival et le Festival Moon Ride un festival d'art contemporain.
La Philharmonie d'État de Košice, en plus de son programme régulier de concerts de musique classique, organise trois festivals annuels, le Printemps musical de Košice (slovaque : Košická hudobná jar), le Festival international d'orgue (slovaque : Medzinárodný organový festival) et le festival Ars nova Cassoviæ (Festival des arts contemporains) depuis 2003.

### Curiosité
Jusqu'en 2007, Joseph Staline (décédé en 1953) faisait partie de la liste des citoyens d'honneur de Košice.

## Éducation

### Enseignement primaire et secondaire

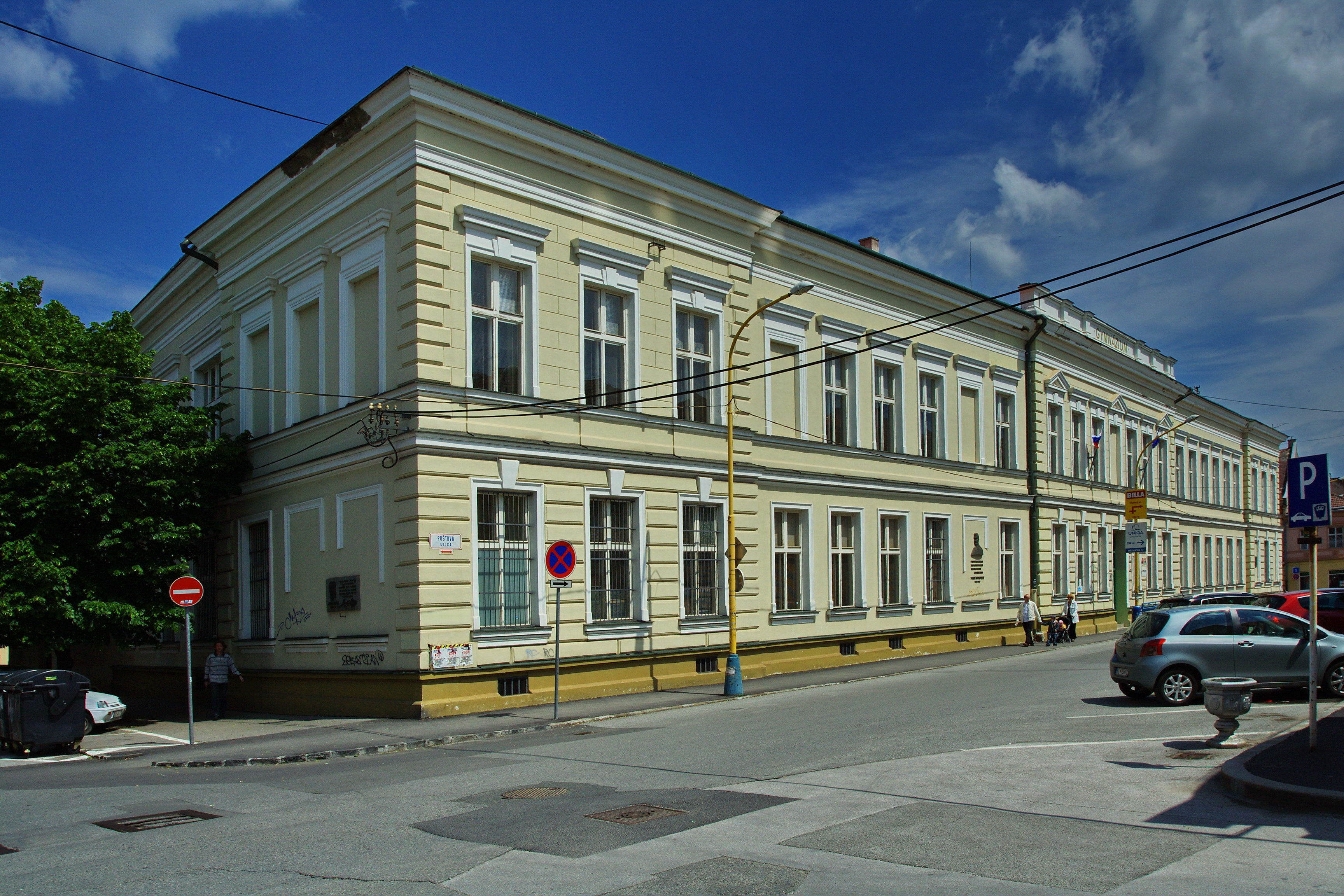
Gymnasium de la rue Poštová.

Les 38 écoles primaires publiques, 6 écoles primaires privées et 3 écoles primaires confessionnelles sont fréquentées par 20 158 élèves.
Le système éducatif au niveau du secondaire se répartit en 20 gymnasiums avec 7 692 élèves, 24 écoles techniques avec 8 812 étudiants et 13 écoles professionnelles avec 6 616 étudiants,.
L'enseignement en langue étrangère se compose, d'une part, d'un réseau de trois gymnasiums proposant un programme bilingue et dont les cours sont dispensés en slovaque et en français, anglais ou espagnol. D'autre part, l'école Márai Sándor pour les cycles primaires et secondaire, et l'école secondaire technique Grešákova sont des instituts proposant un programme d'enseignement en hongrois destiné cette minorité linguistique. Une école privée accueille les enfants des expatriés et suit en anglais les programmes des États-Unis.

### Enseignement supérieur

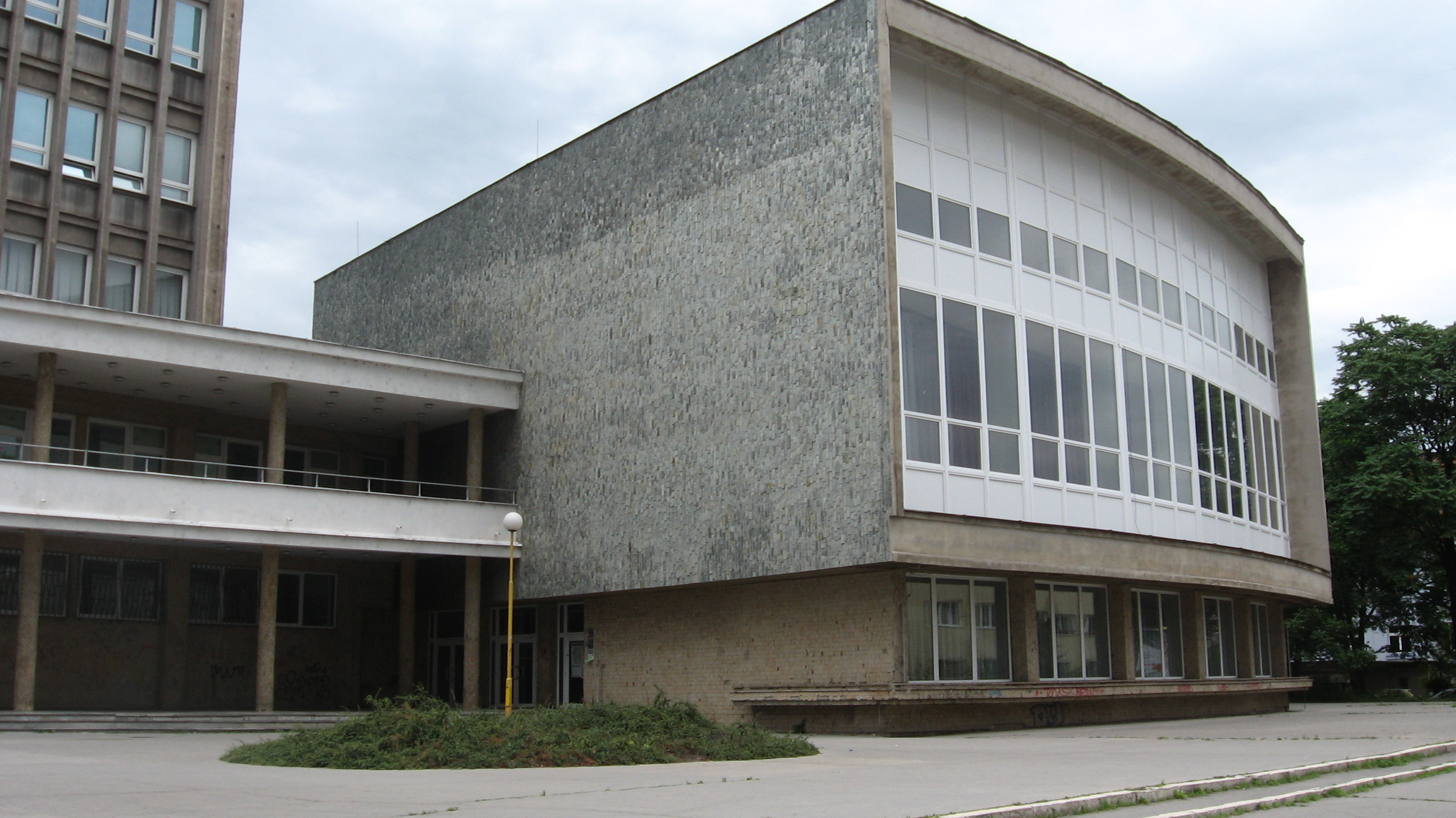
Aula maxima de l'université technique.

L'université de Košice fondé en 1657 par les jésuites fut renommée en académie royale de Košice en 1777,. Elle perdurera jusqu'en 1921 mais à la suite des modifications frontalières, elle déménage à Miskolc puis à Debrecen ce qui laissa la ville sans université jusqu'en 1937.
Aujourd'hui, Košice est la seconde ville étudiante de Slovaquie après Bratislava. L'université technique de Košice est la plus grande université avec environ 16 000 étudiants ; une autre université importante est l'université Pavol Jozef Šafárik avec plus de 7 000 étudiants. Les autres établissements d'enseignement supérieur sont notamment l'université de médecine vétérinaire à Košice avec 1 594 étudiants dont 113 doctorants et l’École supérieure de management de la sécurité de Košice privée avec 1 168 étudiants.
De plus l'université d'économie de Bratislava, l'université slovaque d'agronomie à Nitra et l'université catholique de Ružomberok disposent d'une antenne à Košice.

### Enseignement artistique
Deux conservatoires sont accessibles aux étudiants du cycle secondaire. Le conservatoire d'État ouvert en octobre 1951 enseigne la musique, la danse, les arts dramatiques et le chant. Il existe de plus depuis septembre 2004 un conservatoire privé de danse.

## Médias
Le quotidien régional Korzar tirait en décembre 2009 à 33 870 exemplaires pour 7 éditions régionales dans l'Est de la Slovaquie. Le mensuel gratuit Kam do Mesta reprend la totalité des activités culturelles et de loisirs pour la ville de Košice. Le mensuel Kassai Figyelő rapporte l'actualité de la région de Košice en hongrois.
Le jour de Pâques 1927, les premières émissions de radio ont été émises depuis Košice par la radio publique tchécoslovaque. La radio Regina en est l'héritière et émet toujours depuis Košice des émissions régionales pour l'Est de la Slovaquie. C'est l'une des radios publiques de Slovenský rozhlas.
Košice étant la seconde ville du pays, la majorité des radios nationales ont une rédaction locale en ville. Les ondes locales sont partagées par deux fréquences. La première, Radio Košice, est une radio commerciale musicale et d'information. Elle émet 24h/24 en FM avec une puissance de 500 watts depuis le 7 juillet 2007. La seconde radio basée à Košice, Radio Hornet, est à vocation musicale et sportive. Elle émet également à Žilina et Prešov. Radio Tatras International basée à Poprad est diffusée en FM à Poprad et Košice. Elle propose des informations touristiques en anglais.
La télévision publique STV possède ses studios en ville depuis le 25 février 1967. La principale chaîne privée slovaque Markíza possède aussi sa rédaction à Košice. La télévision locale TV Naša (français : Notre TV) fut une des premières télévisions locales de Slovaquie en proposant sa première émission le 2 mai 1996. Actuellement, elle diffuse une émission quotidienne entre 18 et 19 h. Elle est diffusée sur le canal d'une télévision à programmation musicale TV Music Box. Chaque année en juin a lieu le festival Zlatý žobrák (français : Mendiant d'or) consacré aux télévisions locales.

## Sport

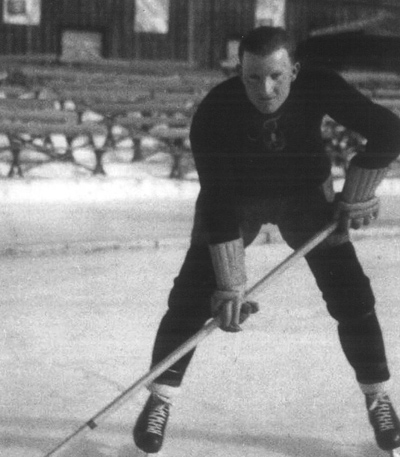
Ladislav Troják, premier joueur slovaque de hockey sur glace de l'équipe nationale tchécoslovaque et premier joueur slovaque à remporter un titre mondial en 1947.

Le Marathon international de la Paix de Košice, en abrégé MMM pour Medzinárodný Maratón Mieru, est le plus ancien marathon d'Europe. Il est couru chaque année depuis 1924 sauf en 1938 et 1940 en raison de la situation politique et militaire, et les marathons des années 1939 et de 1941 à 1944 se sont déroulés sans la participation d'un seul coureur étranger.
Le HC Košice, héritier du TJ VSŽ Košice, est le principal club de hockey sur glace de Košice et évolue en Extraliga, la première lige slovaque, qu'il a déjà remporté à six reprises et dont il est le seul à l'avoir remporté trois éditions consécutives 2009 2010 et 2011. Avant l'indépendance de la Slovaquie, le club a remporté championnat de Tchécoslovaquie en 1986 et 1988. Son stade Steel Aréna a une capacité de 8 347 places et a accueilli le Championnat du monde de hockey sur glace en 2011. Il est également utilisé pour accueillir de grands évènements culturels.
Le principal club de football de la ville est le MFK Košice, fondé en 1993. Le club joue en Corgoň Liga, la division slovaque la plus élevée, qu'il a remportée à deux reprises. Le club a également remporté la Coupe de Slovaquie une fois, et fut le premier club slovaque à atteindre la phase de poules de la Ligue des champions. Le club est actuellement en train de construire un nouveau stade qui aura une capacité de 19 300, mais ne sera pas prêt avant la saison 2011-2012. Il existe un autre club, le FC Lokomotíva Košice, qui joue en 3e ligue est.
Le principal club de basket-ball de la ville est le Slávia TU Košice, qui joue en 1re division slovaque (le 2d plus haut niveau du basket-ball en Slovaquie).
ČH Hornets Košice est le club de water polo de la ville. Avec son prédécesseur le ČH Košice, il totalise plus de 30 titres de champion national.
Deux stations de ski se situent sur le territoire de la ville. Elles sont toutes les deux accessibles par les transports en commun urbains,. La première à Kavečany comporte 8 remontées et 5 pistes, la seconde, Jahodná, possède 7 remontées et 3 pistes.

## Relations internationales

### Représentations diplomatiques
On compte à Košice 9 consulats. Le consulat général de Hongrie est situé sur la rue Hlavná ; les huit autres sont des consulats honoraires (Belgique, Espagne, Turquie, Russie, Mongolie, Allemagne, Serbie et Lettonie).
La France entretient un centre culturel, l'Alliance française de Košice.

### Eurorégions
Košice joue un rôle majeur dans la coopération régionale transnationale en étant le siège du bureau national de l'Eurorégion des Carpates et est depuis le 1er décembre 2000 l'un des pôles de l'Eurorégion bipolaire de Košice-Miskolc.

### Jumelages
Košice a tissé de nombreux liens avec des villes de par le monde :

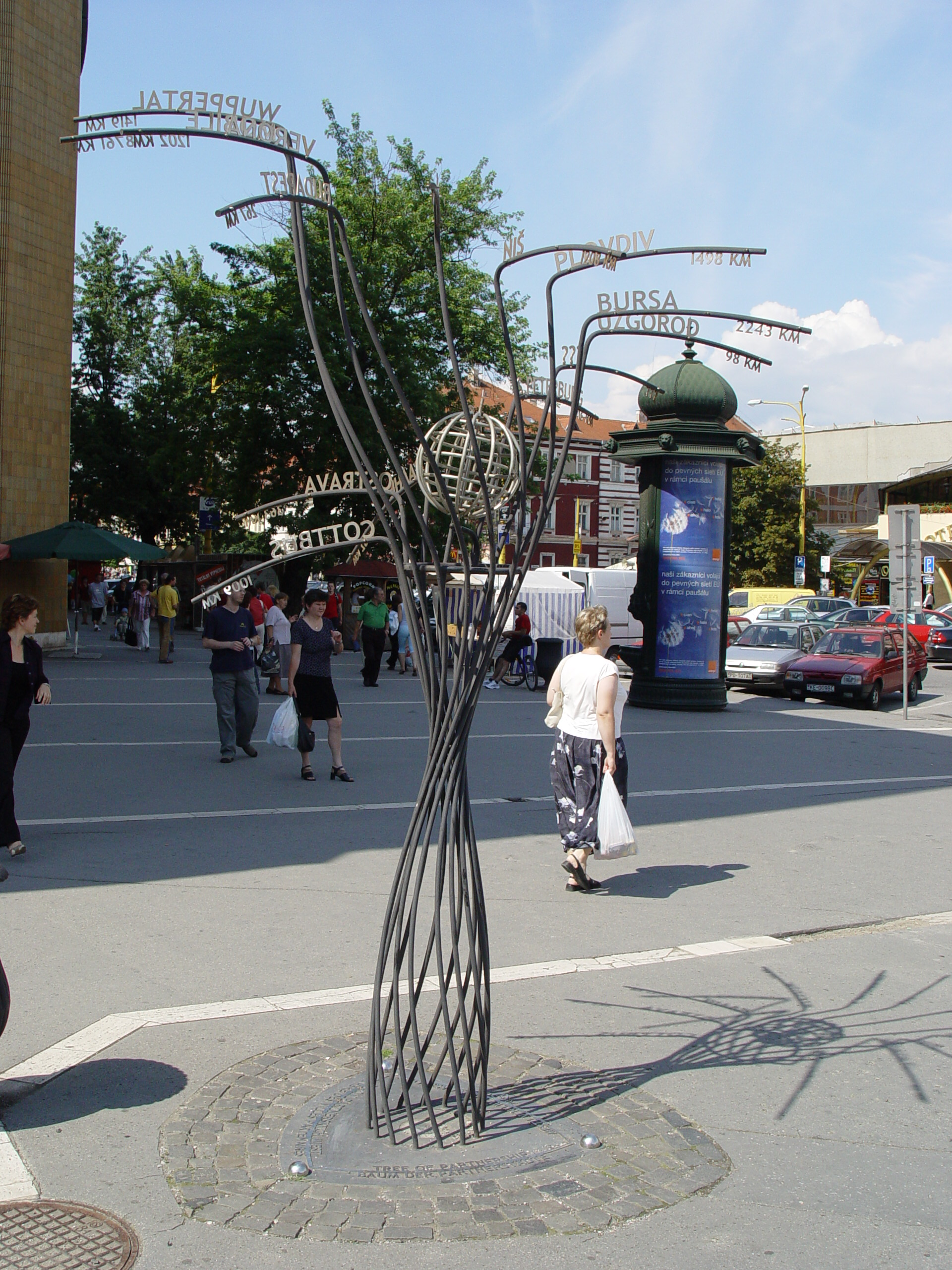
Arbre du partenariat à l'extrémité sud de la rue Hlavná.

| - Budapest (Hongrie) depuis le 7 mai 1997 - Bursa (Turquie) depuis le 29 mars 2000 - Cottbus (Allemagne) depuis le 6 juillet 1992 - Katowice (Pologne) depuis le 6 mai 2000 - Krosno (Pologne) depuis le 6 mai 2000 - Miskolc (Hongrie) depuis le 7 mai 1997 - Moscou (Russie) depuis le 29 novembre 2000 - Mobile (Alabama) (États-Unis) depuis le 20 mars 1992 - Niš (Serbie) depuis le 22 mars 2001 | - Ostrava (Tchéquie) depuis le 24 mai 2001 - Oujgorod (Ukraine) depuis le 16 janvier 1993 - Plovdiv (Bulgarie) depuis le 29 novembre 2000 - Raahe (Finlande) depuis le 28 juin 1987 - Rzeszów (Pologne) depuis le 23 novembre 1991 - Saint-Pétersbourg (Russie) depuis le 28 octobre 1995 - Vérone (Italie) depuis le 20 août 1992 - Vysoké Tatry (Slovaquie) depuis le 30 juin 2006 - Wuppertal (Allemagne) depuis le 22 mai 1980 |

## Personnalités liées à la ville

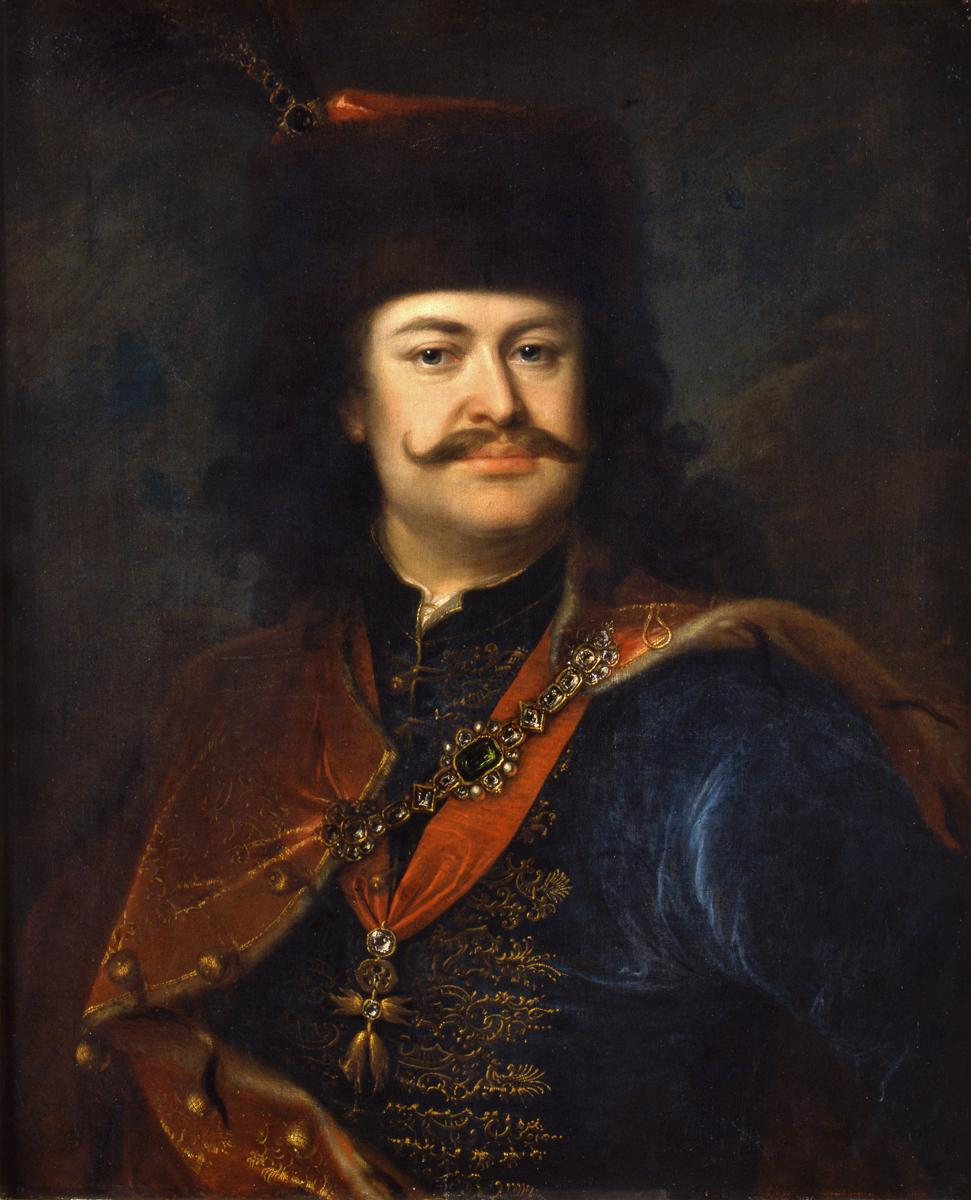
François II Rákóczi (*1676 †1735), prince et leader d'une révolte contre les Habsbourg[45].
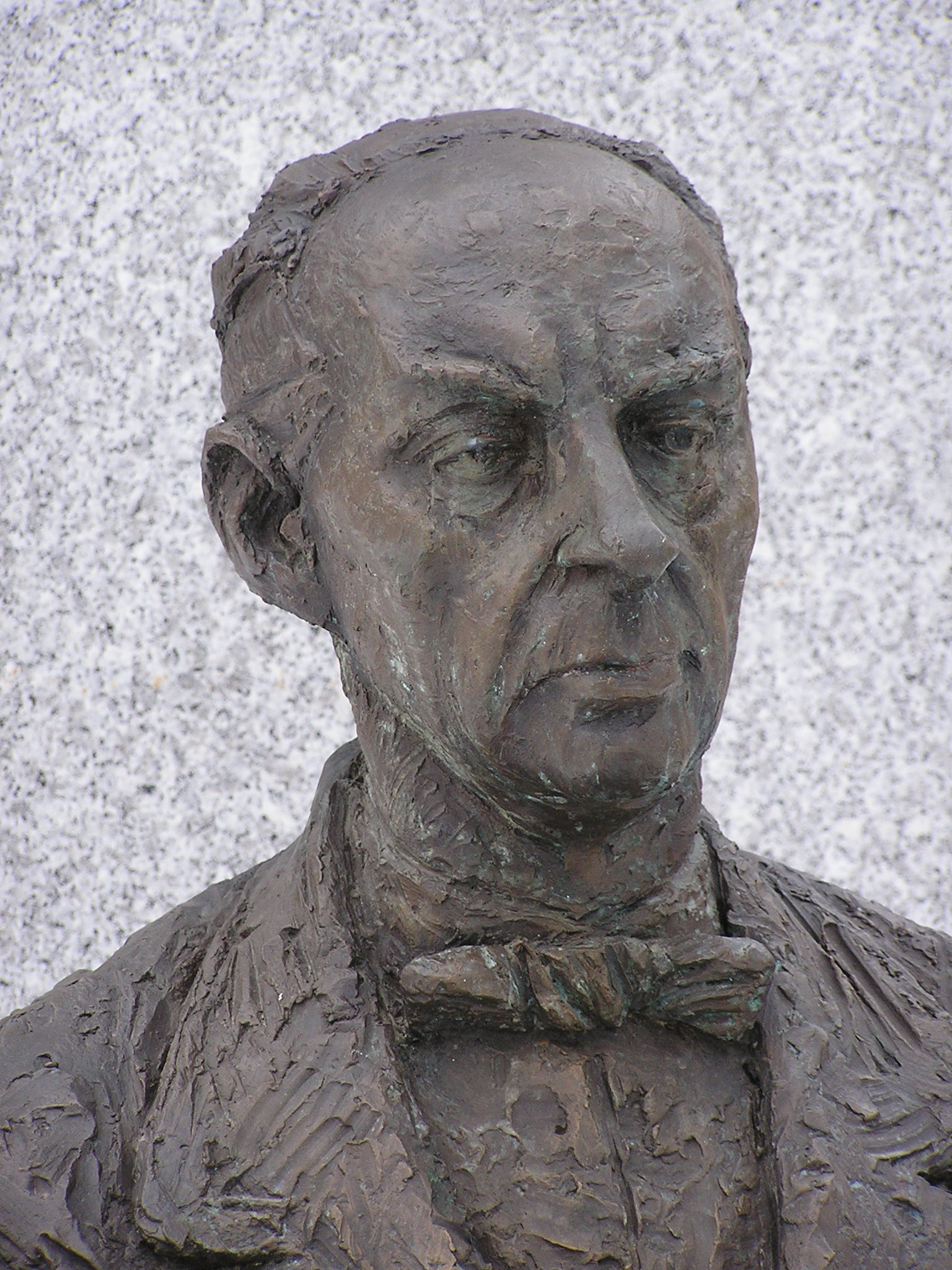
Sándor Márai (*1900 †1989), écrivain hongrois[241].
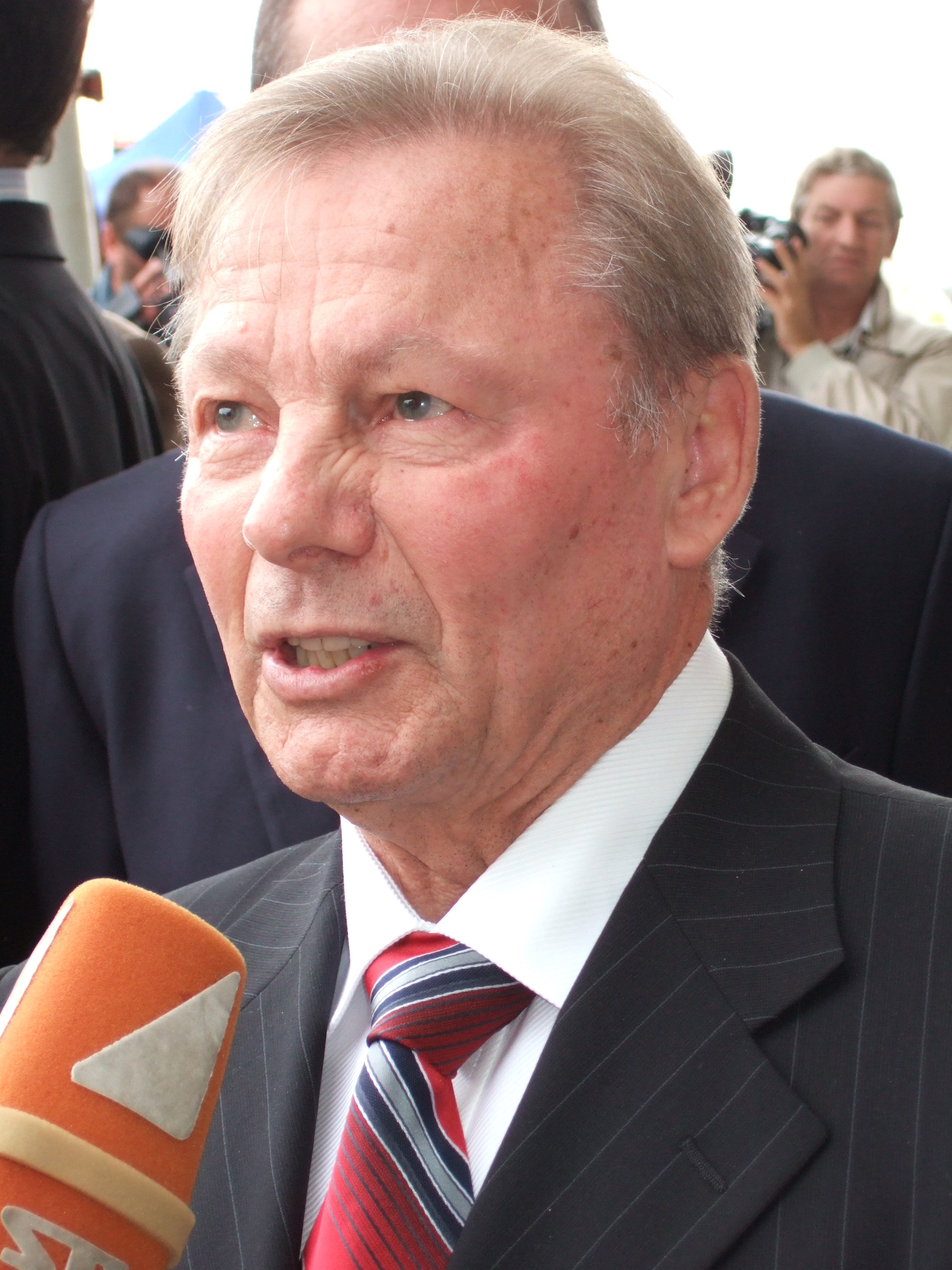
Rudolf Schuster (*1934), homme politique, ancien président de la Slovaquie[242].
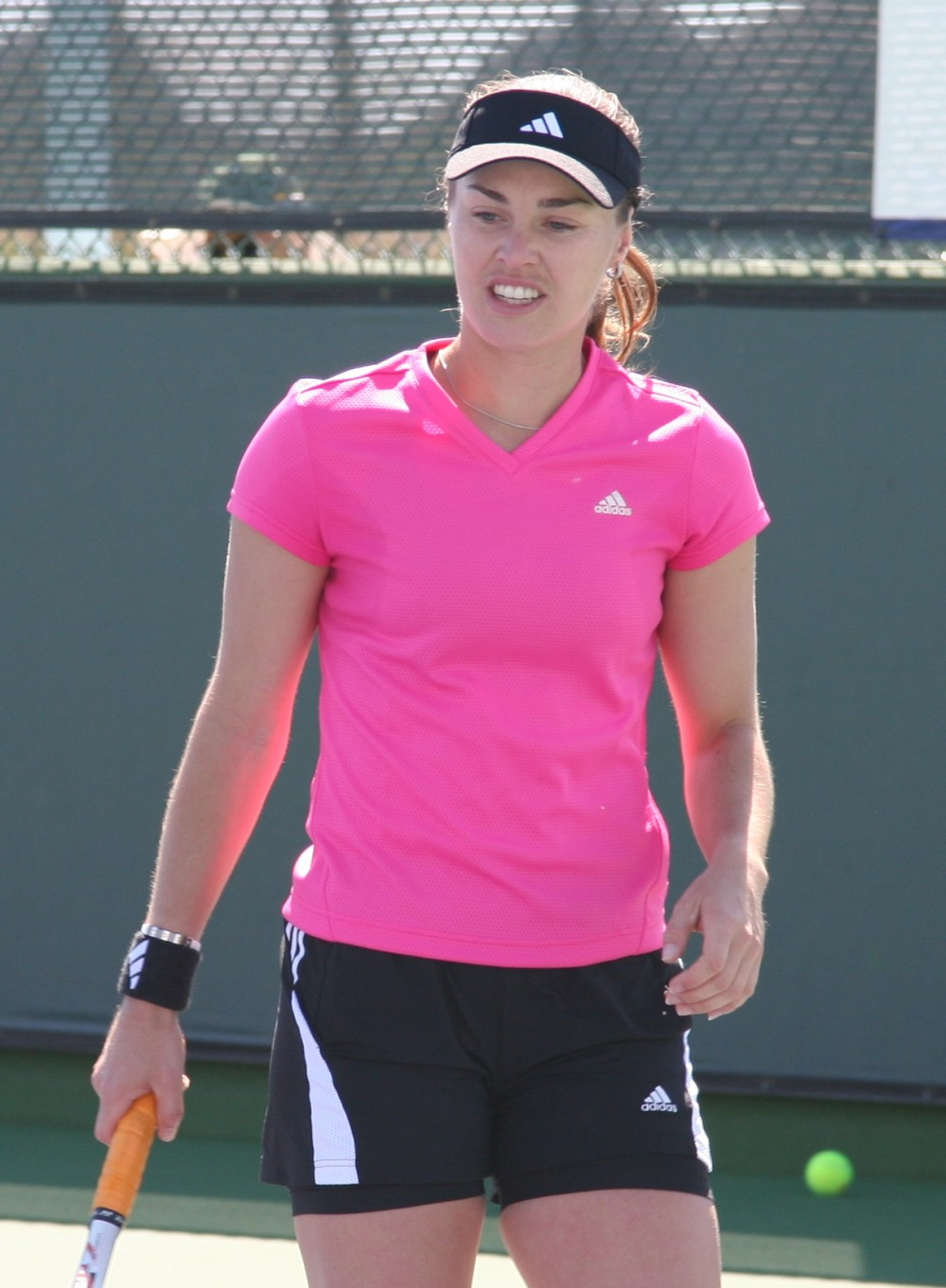
Martina Hingis (*1980), joueuse de tennis[243]. Anna Karolina Schmiedlova (1994-), joueuse de tennis professionnelle, athlète olympique.

## Panorama de Košice

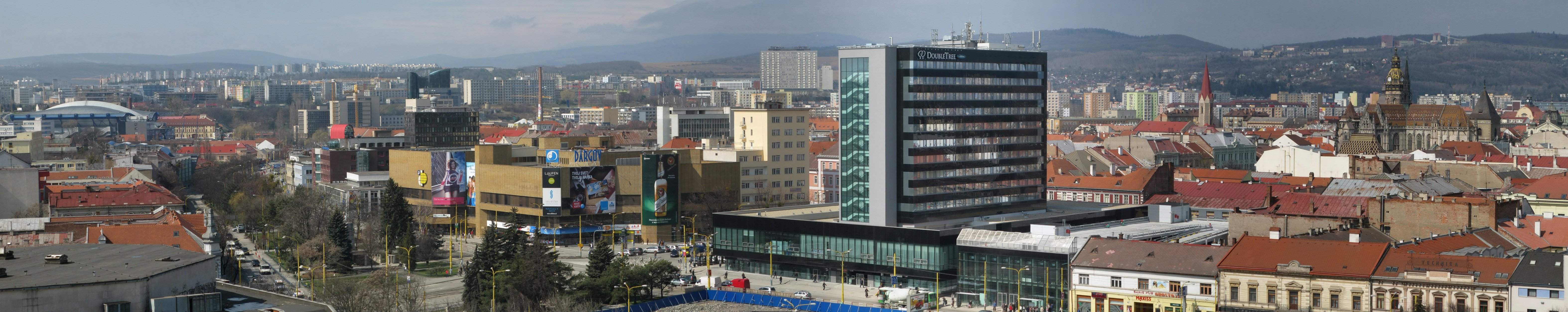